# Donald Trump
Donald John Trump (Nova Iorque, 14 de junho de 1946) é um empresário, personalidade televisiva e político americano. Filiado ao Partido Republicano, é o atual presidente dos Estados Unidos. Venceu as eleições de 2016 contra Hillary Clinton no número de delegados do colégio eleitoral, apesar de ter sofrido a maior derrota no voto popular de um presidente que conseguiu ser eleito no país. Foi empossado para o cargo em 20 de janeiro de 2017 e presidiu até 20 de janeiro de 2021, após perder as eleições de 2020 para Joe Biden e encerrar seu primeiro mandato com níveis históricos de impopularidade. Nas eleições de 2024, no entanto, venceu Kamala Harris e tornou-se o segundo presidente americano, depois de Grover Cleveland em 1892, a exercer mandatos não consecutivos.
Nasceu em Nova Iorque e graduou-se na Universidade da Pensilvânia. Em 1971, recebeu de seu pai, Fred Trump, o controle da empresa que seria a The Trump Organization. Durante sua carreira, construiu empreendimentos com sua marca em todo o mundo e também foi dono do concurso Miss USA, fez breves aparições em filmes e séries de televisão e apresentou e coproduziu o reality show The Apprentice. Em junho de 2015, anunciou sua candidatura à presidência pelo Partido Republicano e, em maio de 2016, foi formalmente nomeado. Venceu as eleições de 2016, em um pleito marcado por acusações de interferência russa a favor de sua campanha. Durante seu primeiro mandato, assinou maciços cortes de impostos, tentou desfazer o Obamacare e também fez várias revisões de normas ambientais para expandir a exploração de combustíveis fósseis. Na política externa, proibiu a entrada de cidadãos de sete países muçulmanos, criou a agenda America First, retirando o país das negociações do acordo da Parceria Transpacífica, do Acordo de Paris e do acordo nuclear com o Irã. Ele também impôs tarifas sobre diversos produtos importados, o que levou a uma guerra comercial com a China, reconheceu Jerusalém como capital de Israel e teve três encontros sem resultado com o ditador norte-coreano Kim Jong-un.
Após denúncias de que teria feito solicitações indevidas ao governo ucraniano, sofreu seu primeiro processo de impeachment na Câmara dos Representantes, mas foi absolvido pelo Senado em fevereiro de 2020. Durante a pandemia de COVID-19, minimizou a ameaça do vírus, ignorou recomendações de especialistas e fez várias declarações falsas e enganosas sobre a doença. Após perder a eleição de 2020 para Biden, se recusou a conceder a derrota, fez acusações falsas de fraude eleitoral, moveu processos judiciais e ordenou que oficiais do seu governo não cooperassem com a transição presidencial. Em janeiro de 2021, uma semana antes de deixar o cargo, sofreu uma segundo impeachment pela Câmara, quando foi acusado de incitar a invasão do Capitólio por seus apoiadores, embora o Senado viesse a inocentá-lo mais uma vez, tornando-se o único presidente americano que sofreu duas tentativas de impeachment.
Sua política e retórica levaram à criação do movimento chamado trumpismo. Além de ter promovido teorias da conspiração e desinformação durante suas campanhas e presidência em um grau sem precedentes na política americana, muitos de seus comentários e ações também foram caracterizados como racistas e misóginos. Após seu primeiro mandato, acadêmicos e historiadores o classificaram como um dos piores presidentes da história americana. Em 2024, foi considerado culpado de falsificar registros comerciais, tornando-se o primeiro presidente dos EUA a ser condenado por um crime, e enfrentou acusações criminais adicionais relacionadas à sua tentativa de interferência nos resultados das eleições e ao manuseio indevido de documentos confidenciais. No mesmo ano, no entanto, ganhou as primárias republicanas com pouca concorrência e foi oficializado candidato à presidência. Em uma campanha marcada pela polarização política, sofreu uma tentativa de assassinato durante um comício no condado de Butler, Pensilvânia. Após sua vitória nas eleições presidenciais, iniciou a sua segunda presidência com a assinatura de várias ordens executivas, além da implementação de deportações em massa e de uma guerra comercial global. Seu estilo de liderança foi descrito como autoritário, sendo responsável por um retrocesso democrático nos Estados Unidos.

## Juventude

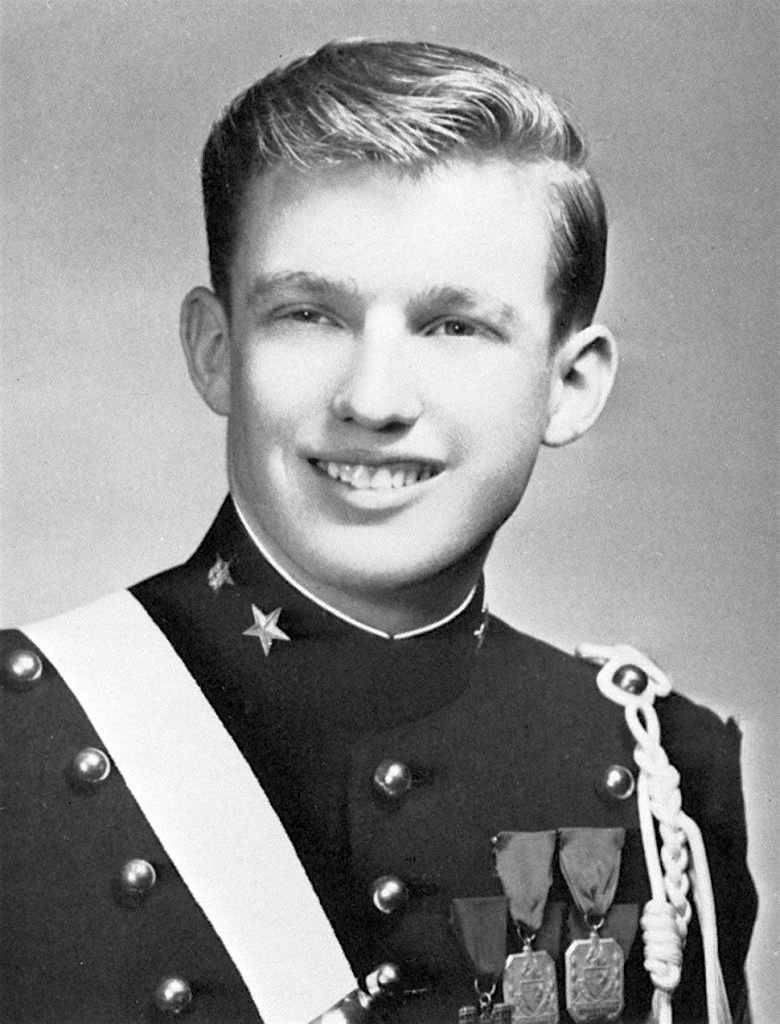
Trump em 1964, no Livro do Ano da Academia Militar de Nova Iorque

Donald John Trump nasceu em 14 de junho de 1946, no Jamaica Hospital, localizado no bairro Jamaica, Queens, Nova Iorque, sendo o quarto filho de Fred Trump e Mary Anne MacLeod. Donald cresceu com os irmãos Maryanne, Fred Jr., Elizabeth e Robert Trump no bairro Jamaica Estates, no Queens, frequentando a escola particular Kew-Forest School do jardim de infância até a sétima série.
Trump foi à escola dominical e recebeu a confirmação em 1959 na Primeira Igreja Presbiteriana em Jamaica, no bairro onde nasceu. Aos 13 anos, entrou na Academia Militar de Nova York, um internato particular. Em 1964, matriculou-se na Universidade Fordham. Dois anos depois, transferiu-se para o Wharton School da Universidade da Pensilvânia, graduando-se em maio de 1968 com bacharelado em economia.
Enquanto esteve na faculdade, Trump obteve quatro adiamentos de recrutamento de estudantes durante a Guerra do Vietnã. Em 1966, ele foi considerado apto para o serviço militar com base em um exame médico e, em julho de 1968, um conselho de recrutamento local o classificou como elegível para servir. Em outubro de 1968, foi classificado como 1-Y, um adiamento médico condicional, e em 1972, reclassificado como 4-F devido a esporões ósseos, desqualificando-o permanentemente.

## Carreira empresarial

### Setor imobiliário

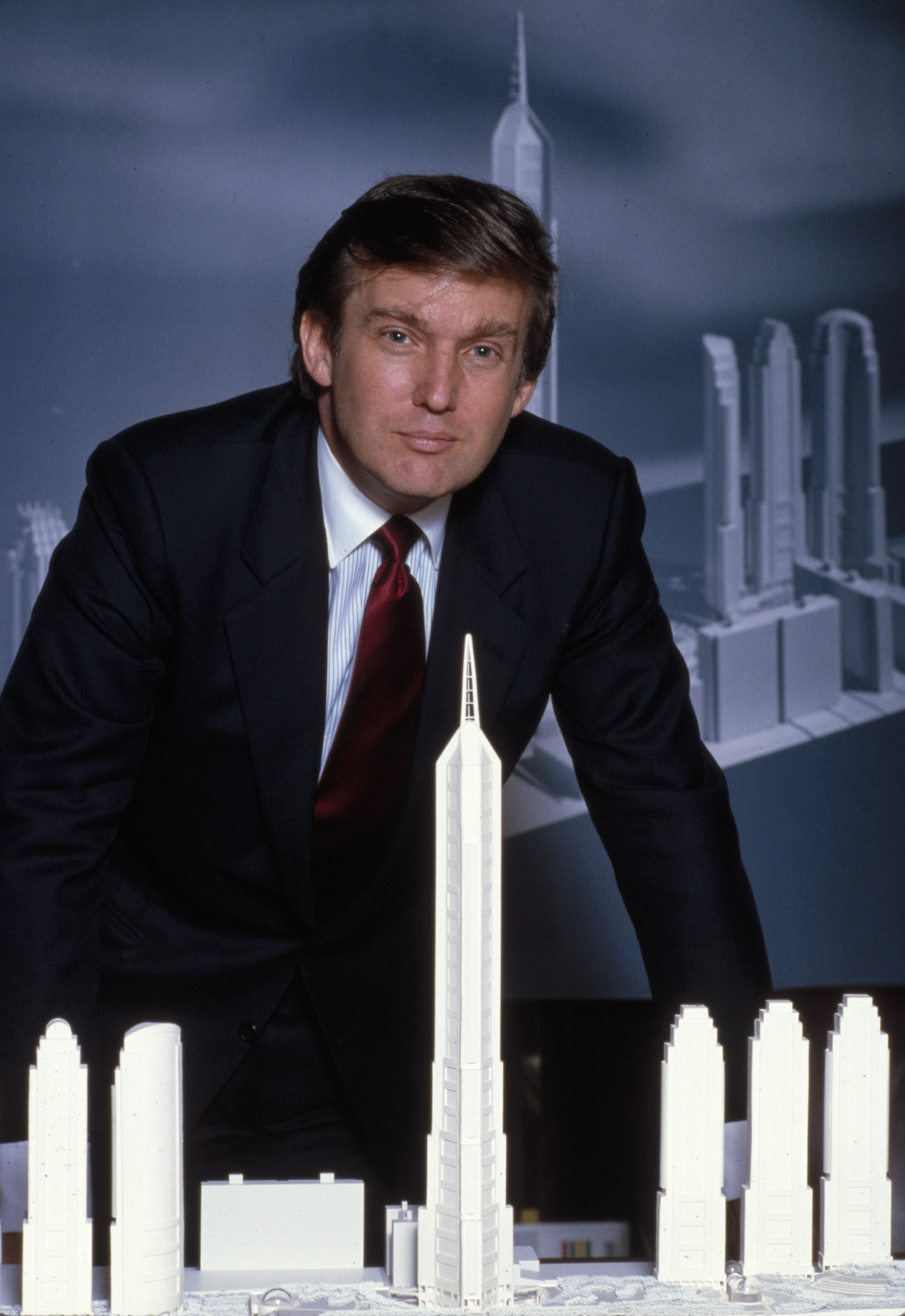
Trump em 1985 com uma maquete de um dos seus projetos abortados em Manhattan

A partir de 1968, Trump foi empregado na empresa imobiliária de seu pai, a Trump Management, que possuía moradias para aluguel de classe média segregadas racialmente nos bairros periféricos da cidade de Nova York. Em 1971, seu pai o nomeou presidente da empresa e ele começou a usar a marca Trump Organization. Roy Cohn foi o mediador, advogado e mentor de Trump durante 13 anos nas décadas de 1970 e 1980. Em 1973, Cohn ajudou Trump a processar o governo americano em 100 milhões de dólares (equivalente a 686 milhões de dólares em valores de 2023) pelas acusações feitas de que as propriedades de Trump tinham práticas de discriminação racial. As reconvenções de Trump foram rejeitadas e o caso  foi resolvido quando os Trumps assinaram um decreto de consentimento concordando com a dessegregação. Cohn era um consigliere cujas conexões com a máfia controlavam os sindicatos da construção e apresentou o consultor político Roger Stone a Trump, que contratou os serviços de Stone para lidar com o governo federal. Entre 1991 e 2009, ele entrou com pedido de proteção contra falência, Capítulo 11, para seis de seus negócios: o Plaza Hotel em Manhattan, os cassinos em Atlantic City, Nova Jersey, e a empresa Trump Hotels &amp; Casino Resorts.
Em 1992, Trump, seus irmãos Maryanne, Elizabeth e Robert e seu primo John W. Walter, cada um com 20 por cento de participação, formaram a All County Building Supply & Maintenance Corp, que não tinha sede física e é acusada de ser uma empresa de fachada para pagar os fornecedores de serviços e suprimentos para as moradias de aluguel de Trump e, em seguida, cobrar esses serviços e suprimentos para a Trump Management com margens de lucro entre 20 e 50 por cento ou mais. Os proprietários dividiram os lucros gerados pelas margens de lucro. Os custos acrescidos eram utilizados para obter a aprovação do Estado para aumentar as rendas das suas unidades com rendas estabilizadas.

#### Empreendimentos em Nova Iorque e Chicago

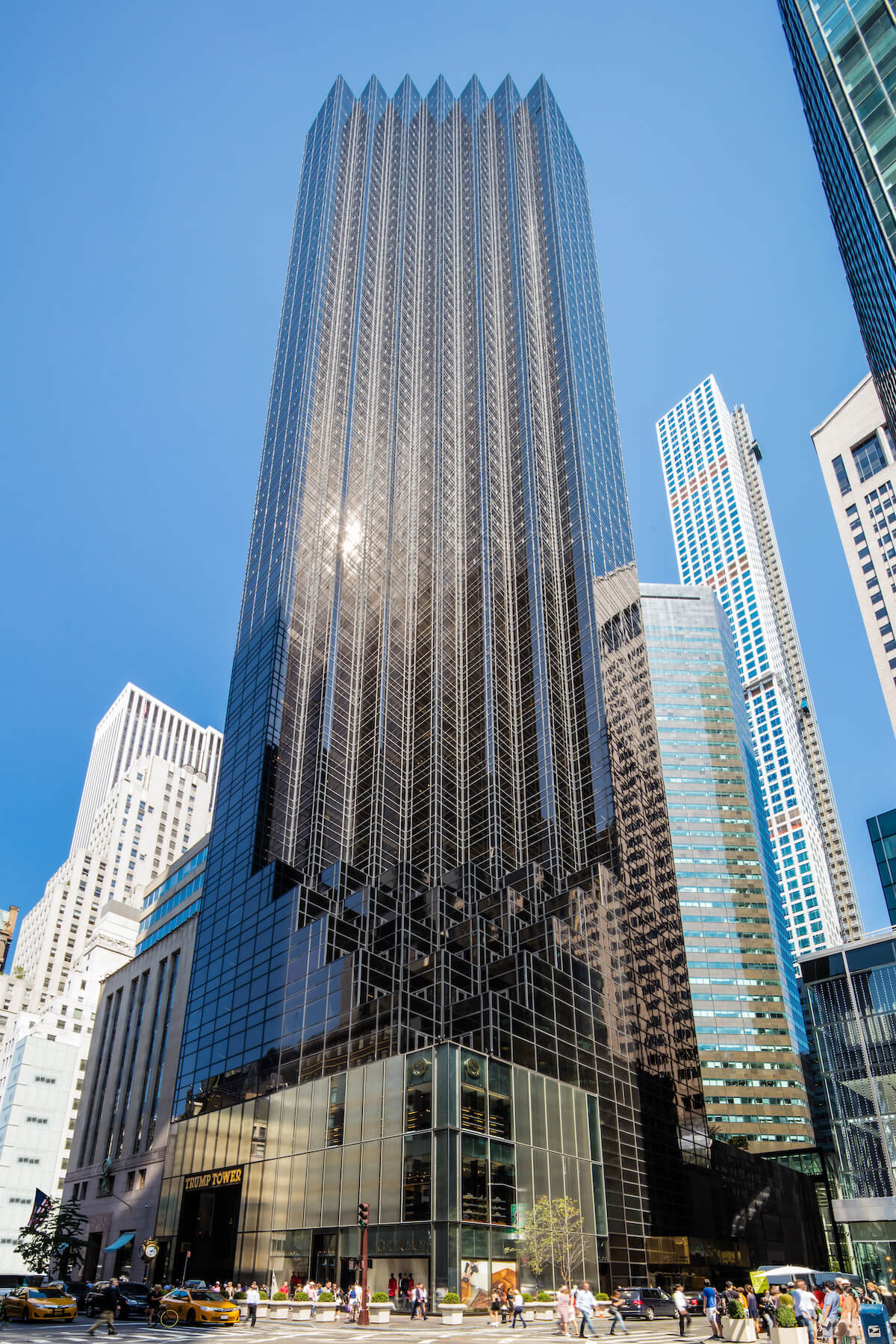
Arranha-céu Trump Tower em Nova Iorque, sede da The Trump Organization

Trump atraiu a atenção do público em 1978 com o lançamento do primeiro empreendimento imobiliário da sua família em Manhattan, a renovação do abandonado Commodore Hotel, adjacente ao Grand Central Terminal. O financiamento foi facilitado por um empréstimo de 400 milhões de dólares em impostos municipais arranjados para ele por seu pai, que também, juntamente com o Hyatt, garantiu um empréstimo bancário de 70 milhões de dólares para a construção. O hotel reabriu em 1980 como Grand Hyatt Hotel e, no mesmo ano, Trump obteve os direitos para desenvolver a Trump Tower, um arranha-céu de uso misto em Midtown Manhattan. O edifício abriga a sede da Trump Corporation e do PAC de Trump e foi sua residência principal até 2019. Em 1988, Trump adquiriu o Plaza Hotel com um empréstimo de um consórcio de 16 bancos. O hotel entrou com pedido de proteção contra falência em 1992 e um plano de reorganização foi aprovado um mês depois, com os bancos assumindo o controle da propriedade.
Em 1995, ele deixou de pagar mais de 3 bilhões de dólares em empréstimos bancários e os credores apreenderam o Plaza Hotel juntamente com a maioria das suas outras propriedades numa "vasta e humilhante reestruturação" que lhe permitiu evitar a falência pessoal. O advogado do banco principal disse sobre a decisão dos bancos que "todos concordaram que ele estaria melhor vivo do que morto". Em 1996, Trump adquiriu e renovou o arranha-céu de 71 andares, quase vazio, no número 40 da Wall Street, mais tarde renomeado como Edifício Trump. No início da década de 1990, ele ganhou o direito de desenvolver uma propriedade de 70 acres (28 ha) no bairro Lincoln Square, perto do rio Hudson. Lutando contra dívidas de outros empreendimentos em 1994, ele vendeu a maior parte de sua participação no projeto para investidores asiáticos, que financiaram a conclusão. O último grande projeto de construção de Trump foi o Trump International Hotel and Tower, de uso misto, de 92 andares, em Chicago, inaugurado em 2008. Em 2024, o New York Times e o ProPublica relataram que o Internal Revenue Service estava a investigar se ele tinha anulado duas vezes as perdas incorridas através de estouros nos custos de construção e de vendas atrasadas de unidades residenciais no edifício que ele tinha declarado sem valor na sua declaração de impostos de 2008.

#### Cassinos de Atlantic City

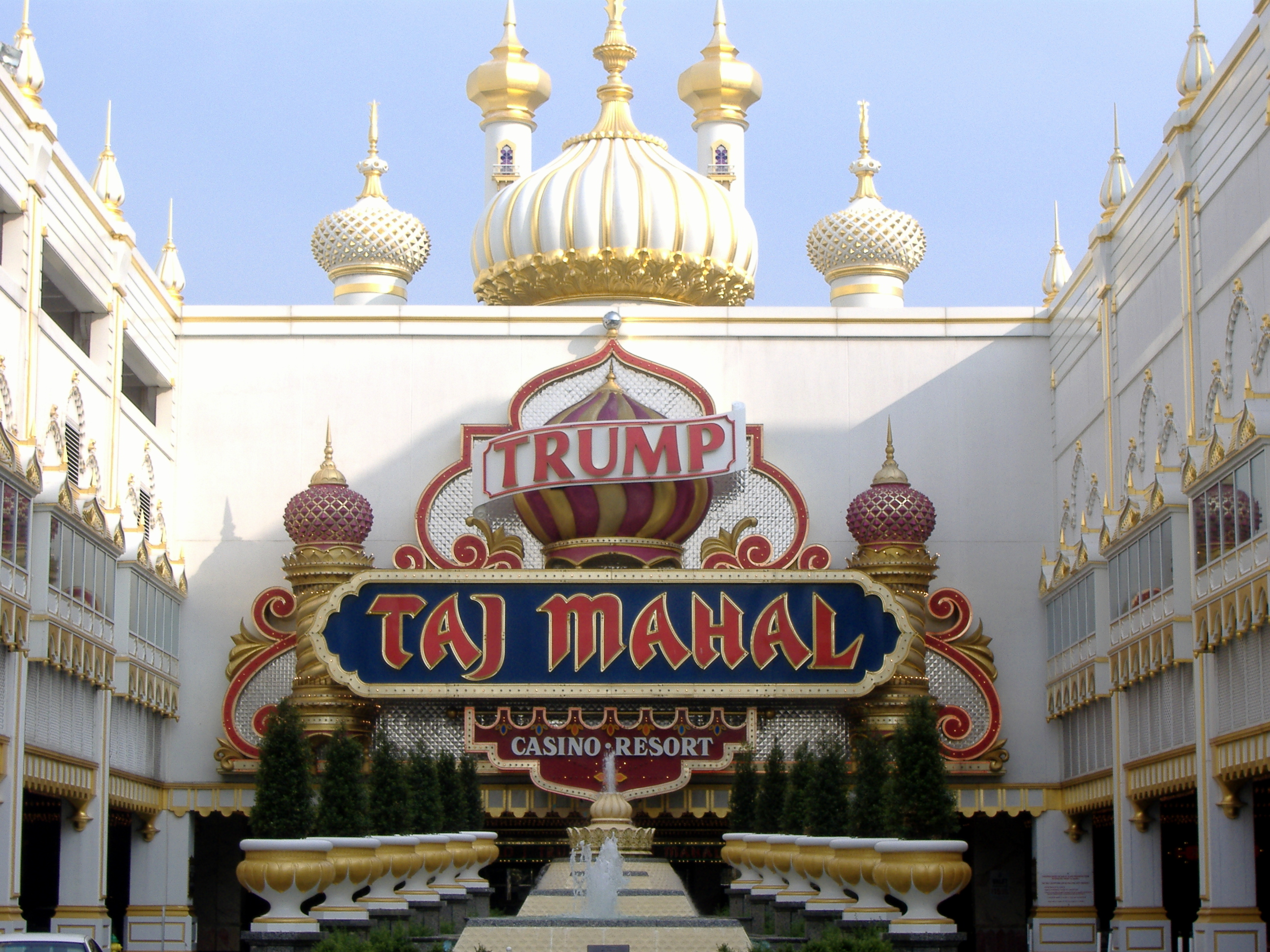
Entrada do Trump Taj Mahal em Atlantic City

Em 1984, Trump abriu o Harrah's no Trump Plaza, um hotel e cassino em Atlantic City, com financiamento e ajuda de gestão da Holiday Corporation. O empreendimento, no entanto, não era lucrativo e ele pagou 70 milhões de dólares a Holiday em maio de 1986 para assumir o controle exclusivo. Em 1985, ele comprou o Atlantic City Hilton Hotel, que ainda não havia sido inaugurado e o renomeou como Trump Castle. Ambos os casinos entraram com pedido de proteção contra falência, Capítulo 11, em 1992. Trump comprou um terceiro local em Atlantic City em 1988, o Trump Taj Mahal. Foi financiado com 675 milhões de dólares em títulos podres e concluído por 1,1 bilhão de dólares em abril de 1990. Este cassino também entrou com pedido de proteção contra falência em 1991. Nos termos das disposições do acordo de reestruturação, Trump desistiu de metade da sua participação inicial e garantiu pessoalmente o desempenho futuro.
Para reduzir seus suas dívidas pessoais no valor de 900 milhões de dólares, ele vendeu a companhia aérea Trump Shuttle; seu megaiate, o Trump Princess, que havia sido alugado para seus cassinos e mantido atracado; e outros negócios adicionais. Em 1995, Trump fundou a Trump Hotels & Casino Resorts (THCR), que assumiu a propriedade do Trump Plaza. A THCR comprou o Taj Mahal e o Castle em 1996 e faliu em 2004 e 2009, deixando-o com 10 por cento de propriedade. Trump permaneceu como presidente da empresa até 2009.

#### Clubes
Em 1985, Trump adquiriu a propriedade Mar-a-Lago em Palm Beach, Flórida. Em 1995, converteu a propriedade em um clube privado com uma taxa de inscrição e anuidades. Trump continuou a usar uma ala da casa como residência privada e declarou o clube sua residência principal em 2019. A Trump Organization começou a construir e comprar campos de golfe em 1999, sendo possui 14 e administra outros três campos de golfe com a marca Trump em todo o mundo.

### Licenciando do nome Trump
A Trump Organization licenciou o nome "Trump" para produtos e serviços de consumo, incluindo alimentos, vestuário, cursos de aprendizagem e mobiliário doméstico. De acordo com o The Washington Post, há mais de 50 acordos de licenciamento ou gestão envolvendo seu nome, que geraram pelo menos 59 milhões de dólares para suas empresas. Em 2018, apenas duas empresas de bens de consumo continuaram a licenciar seu nome.

### Empreendimentos paralelos

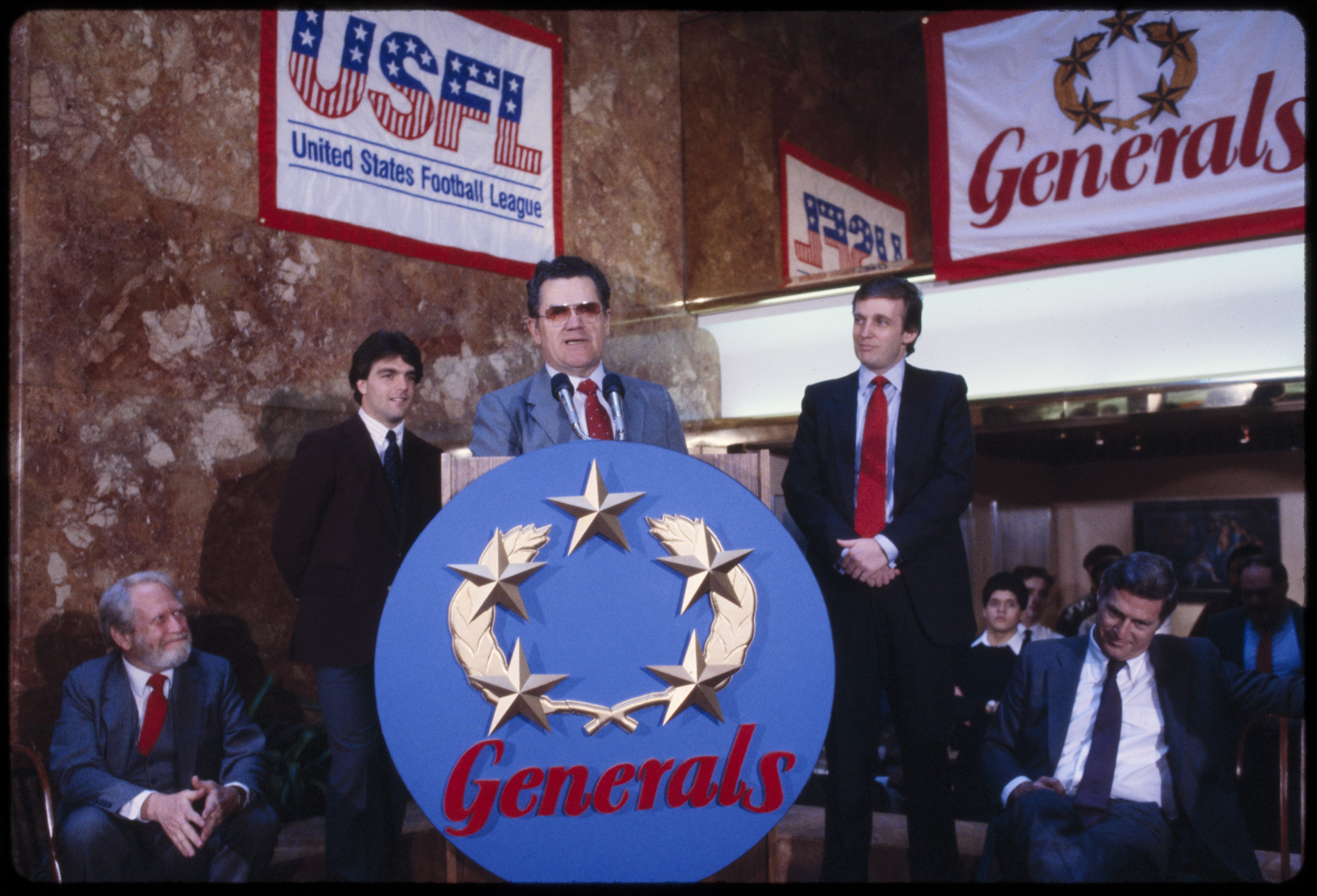
Trump e o quarterback do New Jersey Generals, Doug Flutie, em uma coletiva de imprensa em 1985 na Trump Tower

Em 1970, Trump investiu 70 mil dólares para receber o faturamento como coprodutor de uma comédia da Broadway. Em setembro de 1983, ele comprou o New Jersey Generals, um time da United States Football League. Após a temporada de 1985, a liga fechou, em grande parte devido à sua tentativa de mudar para um calendário de outono (quando competiria com a National Football League (NFL) por audiência) e tentar forçar uma fusão com a NFL, entrando com uma ação antitruste. Trump e seu Plaza Hotel sediaram várias lutas de boxe no Atlantic City Convention Hall. Em 1989 e 1990, ele emprestou seu nome à corrida de ciclismo Tour de Trump, uma tentativa de criar um equivalente americano de corridas europeias como o Tour de France ou o Giro d'Italia. De 1986 a 1988, ele comprou blocos significativos de ações em várias empresas públicas, sugerindo que pretendia assumir o controle da empresa e depois vendeu suas ações com lucro, levando alguns observadores a pensar que ele estava envolvido em greenmail. O jornal The New York Times descobriu que ele inicialmente ganhou milhões de dólares em tais transações de ações, mas "perdeu a maior parte, se não todos, esses ganhos depois que os investidores deixaram de levar a sério sua conversa sobre aquisição".

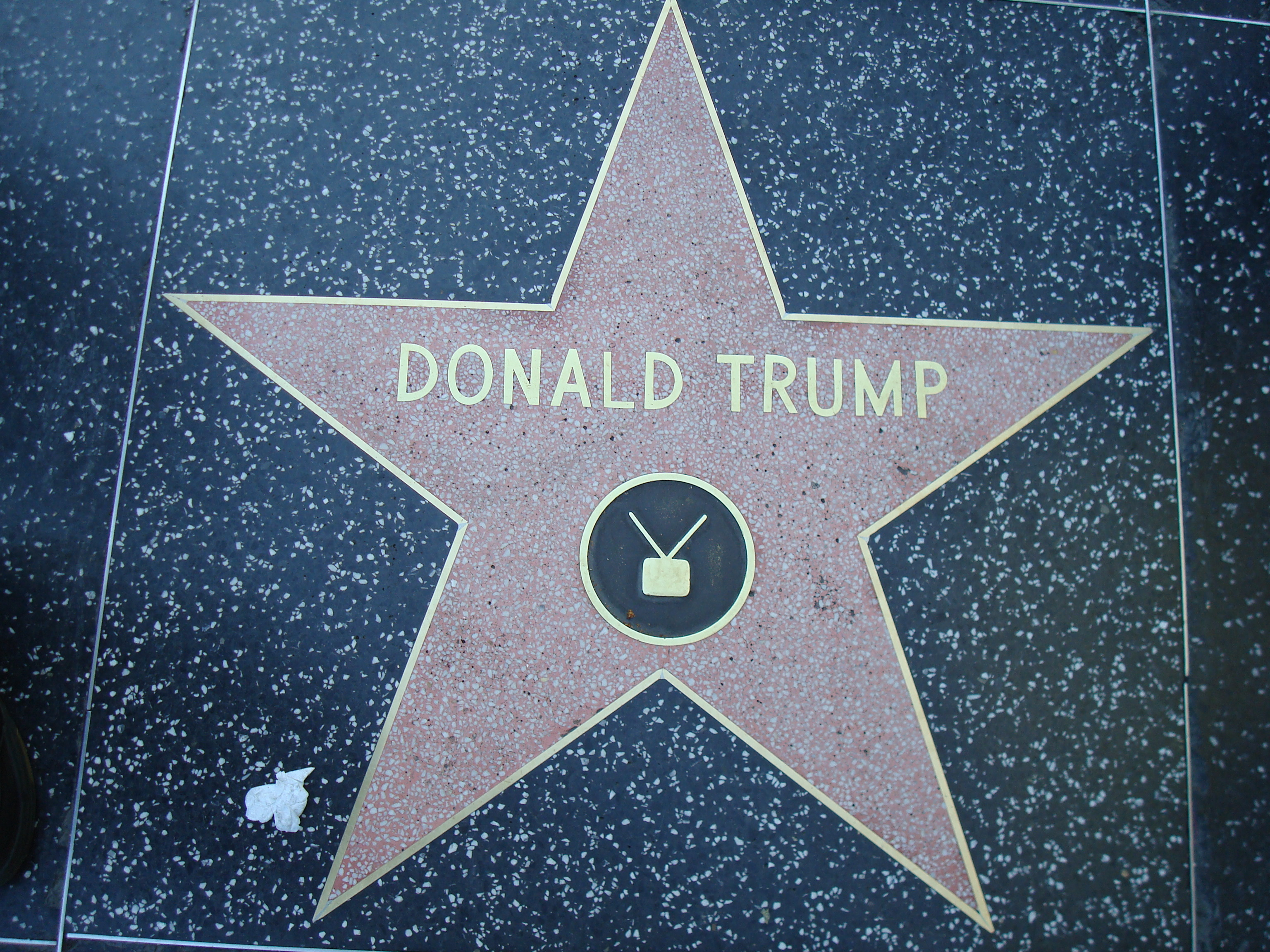
A estrela de Donald Trump na Calçada da Fama de Hollywood

Em 1988, Trump comprou o Eastern Air Lines Shuttle, financiando a compra com 380 milhões de dólares (equivalente a 979 milhões em valores de 2023) em empréstimos de um sindicato de 22 bancos. Ele renomeou a companhia aérea para Trump Shuttle e a operou até 1992. Trump deixou de pagar os seus empréstimos em 1991 e a propriedade passou para os bancos. Em 1996, ele comprou os concursos de Miss Universo, incluindo Miss EUA e Miss Teen EUA. Devido a desentendimentos com a CBS sobre a programação, ele levou os dois concursos para a NBC em 2002. Em 2007, ele recebeu uma estrela na Calçada da Fama de Hollywood por seu trabalho como produtor do Miss Universo. A NBC e a Univision abandonaram os concursos em junho de 2015 em reação aos seus comentários sobre os imigrantes mexicanos.
Em 2005, Trump foi cofundador da Trump University, uma empresa que vendia seminários imobiliários por até 35 mil dólares. Depois que as autoridades do estado de Nova York notificaram a empresa de que o uso do termo "universidade" violava a lei estadual (já que não era uma instituição acadêmica), seu nome foi alterado para Trump Entrepreneur Initiative em 2010. Em 2013, o Estado de Nova York entrou com uma ação de 40 milhões de dólares contra a Trump University, alegando que a empresa fez declarações falsas e fraudou consumidores. Além disso, duas ações coletivas foram movidas em um tribunal federal contra Trump e suas empresas. Documentos internos revelaram que os funcionários foram instruídos a usar uma abordagem de venda agressiva e antigos empregados testemunharam que a Trump University havia fraudado ou mentido para seus alunos. Pouco depois de vencer a eleição presidencial de 2016, ele concordou em pagar um total de 25 milhões de dólares para resolver os três casos judiciais.

### Fundação
A Fundação Donald J. Trump foi uma fundação privada criada em 1988. De 1987 a 2006, Trump doou à sua fundação 5,4 milhões de dólares que foram gastos até o final de 2006. Depois de doar um total de 65 mil dólares entre 2007 e 2008, ele deixou de doar quaisquer fundos pessoais à instituição de caridade, que recebeu milhões de outros doadores, incluindo 5 milhões de dólares de Vince McMahon. A fundação doou para instituições de caridade relacionadas com a saúde e esportes, grupos conservadores e instituições de caridade que realizaram eventos em propriedades de Trump. Em 2016, o The Washington Post relatou que a instituição de caridade cometeu diversas violações legais e éticas, incluindo suspeitas de auto-negociação e evasão fiscal. Também em 2016, o procurador-geral de Nova Iorque determinou que a fundação violava a lei estadual, por solicitar doações sem se submeter às auditorias externas anuais obrigatórias e ordenou que cessasse imediatamente as suas atividades de angariação de fundos no estado. A equipe de Trump anunciou em dezembro de 2016 que a fundação seria dissolvida. Em junho de 2018, o gabinete do procurador-geral entrou com uma ação civil contra a fundação, Trump e seus filhos adultos, pedindo 2,8 milhões de dólares em restituição e penalidades adicionais. Em dezembro de 2018, a fundação encerrou suas atividades e desembolsou seus ativos para outras instituições de caridade. Em novembro de 2019, um juiz estadual de Nova Iorque ordenou que Trump pagasse 2 milhões de dólares a um grupo de instituições de caridade por uso indevido de fundos da fundação, em parte para financiar sua campanha presidencial.

### Questões jurídicas e falências
De acordo com uma revisão dos arquivos dos tribunais estaduais e federais conduzida pelo USA Today em 2018, Trump e suas empresas estiveram envolvidos em mais de 4 mil ações judiciais estaduais e federais. Embora não tenha entrado com pedido de falência pessoal, os seus negócios de hotéis e casinos com alavancagem excessiva em Atlantic City e Nova Iorque entraram com pedido de protecção contra falência ao abrigo do Capítulo 11 seis vezes entre 1991 e 2009. Eles continuaram a operar enquanto os bancos reestruturavam a dívida e reduziam suas participações nas propriedades. Durante a década de 1980, mais de 70 bancos emprestaram 4 bilhões de dólares a Trump. Após as suas falências empresariais no início da década de 1990, a maioria dos grandes bancos, com exceção do Deutsche Bank, recusou-se a emprestar-lhe dinheiro. Após o ataque ao Capitólio em 6 de janeiro, no entanto, o banco decidiu não fazer negócios com ele ou com sua empresa no futuro.

### Fortuna

Trump e sua esposa Ivana em um jantar de estado em 1985 para o rei Fahd da Arábia Saudita com o presidente Ronald Reagan e a primeira-dama Nancy Reagan

Trump disse muitas vezes que começou a sua carreira com “um pequeno empréstimo de um milhão de dólares” do seu pai e que teve de o pagar com juros. Ele pegou emprestado pelo menos 60 milhões de dólares de seu pai, em grande parte não pagou os empréstimos e recebeu outros 413 milhões de dólares (equivalente a 2018, ajustado pela inflação) da empresa de seu pai. Fazendo-se passar por um funcionário da Organização Trump chamado "John Barron", Trump ligou para o jornalista Jonathan Greenberg em 1984, tentando obter uma classificação mais alta na lista da Forbes dos 400 americanos ricos. Trump já relatou seu patrimônio líquido em uma ampla faixa: de um mínimo de menos 900 milhões de dólares em 1990 até um máximo de 10 bilhões em 2015. Em 2024, no entanto, a Forbes estimou seu patrimônio líquido em 2,3 bilhões de dólares e o classificou como a 1.438ª pessoa mais rica do mundo.

## Carreira na mídia
Trump produziu 19 livros em seu nome, a maioria escrita ou coescrita por ghostwriters. Seu primeiro livro, The Art of the Deal (1987), foi um best-seller do New York Times e foi creditado pela The New Yorker por tornar Trump famoso como um "emblema do magnata bem-sucedido". O livro foi escrito por Tony Schwartz, que é creditado como coautor. Trump teve participações especiais em muitos filmes e programas de televisão de 1985 a 2001. A partir da década de 1990, foi convidado 24 vezes no Howard Stern Show, transmitido nacionalmente. Ele teve seu próprio programa de rádio, o Trumped!, de 2004 a 2008. De 2011 a 2015, ele foi comentarista convidado no Fox & Friends. Em 2021, Trump, que era membro do SAG-AFTRA desde 1989, renunciou para evitar uma audiência disciplinar sobre o caso do ataque ao Capitólio em 8 de janeiro. Dois dias depois, o sindicato o baniu definitivamente.

### The ApprenticeeThe Celebrity Apprentice

Logo do The Apprentice

O produtor Mark Burnett fez de Trump uma estrela de TV quando criou o The Apprentice, que Trump coproduziu e apresentou de 2004 a 2015 (incluindo a variante The Celebrity Apprentice). Nos programas, ele era um executivo-chefe super-rico que eliminava concorrentes com o slogan "você está demitido". O New York Times chamou sua representação de "altamente lisonjeira e ficcionalizada". Os programas refizeram a imagem pública de Trump para milhões de telespectadores em todo o país. Com os acordos de licenciamento relacionados, eles lhe renderam mais de 400 milhões de dólares a Trump.

## Início da carreira política

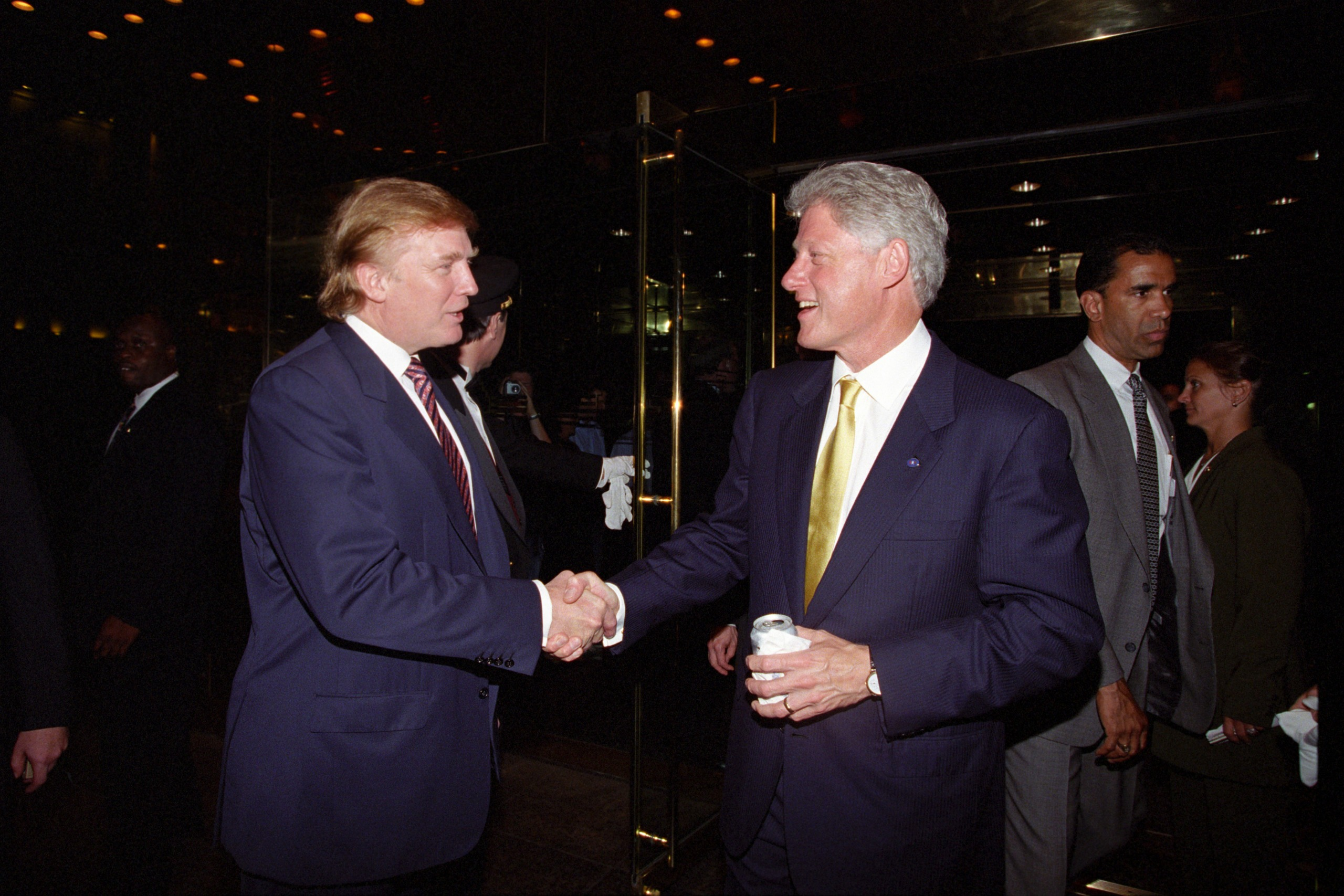
Trump e Bill Clinton, junho de 2000

Trump registou-se como republicano em 1987; em 1999, tornou-se membro do Partido da Independência, o afiliado do Partido Reformista no estado de Nova Iorque; tornou-se democrata em 2001; republicano em 2009; não afiliado em 2011; e republicano de novo em 2012. Em 1987, Trump colocou anúncios de página inteira em três grandes jornais, expressando os seus pontos de vista sobre política externa e sobre a forma de eliminar o déficit orçamental federal. Em 1988, abordou o estrategista republicano Lee Atwater, pedindo para ser considerado para ser o candidato republicano George H. W. Bush. Bush considerou o pedido “estranho e inacreditável”. Trump foi candidato às primárias presidenciais do Partido Reformista de 2000 durante três meses, mas retirou-se da corrida em fevereiro de 2000. Em 2011, Trump especulou sobre a possibilidade de concorrer contra o presidente Barack Obama nas eleições de 2012, fazendo a sua primeira intervenção na Conservative Political Action Conference (CPAC) em fevereiro e proferindo discursos nos primeiros estados das primárias. Em 16 de maio de 2011, Trump anunciou que não se candidataria à presidência nas eleições de 2012, pondo fim ao que descreveu como "campanha não oficial". Em fevereiro de 2012, Trump apoiou Mitt Romney para presidente.

## Campanha presidencial de 2016

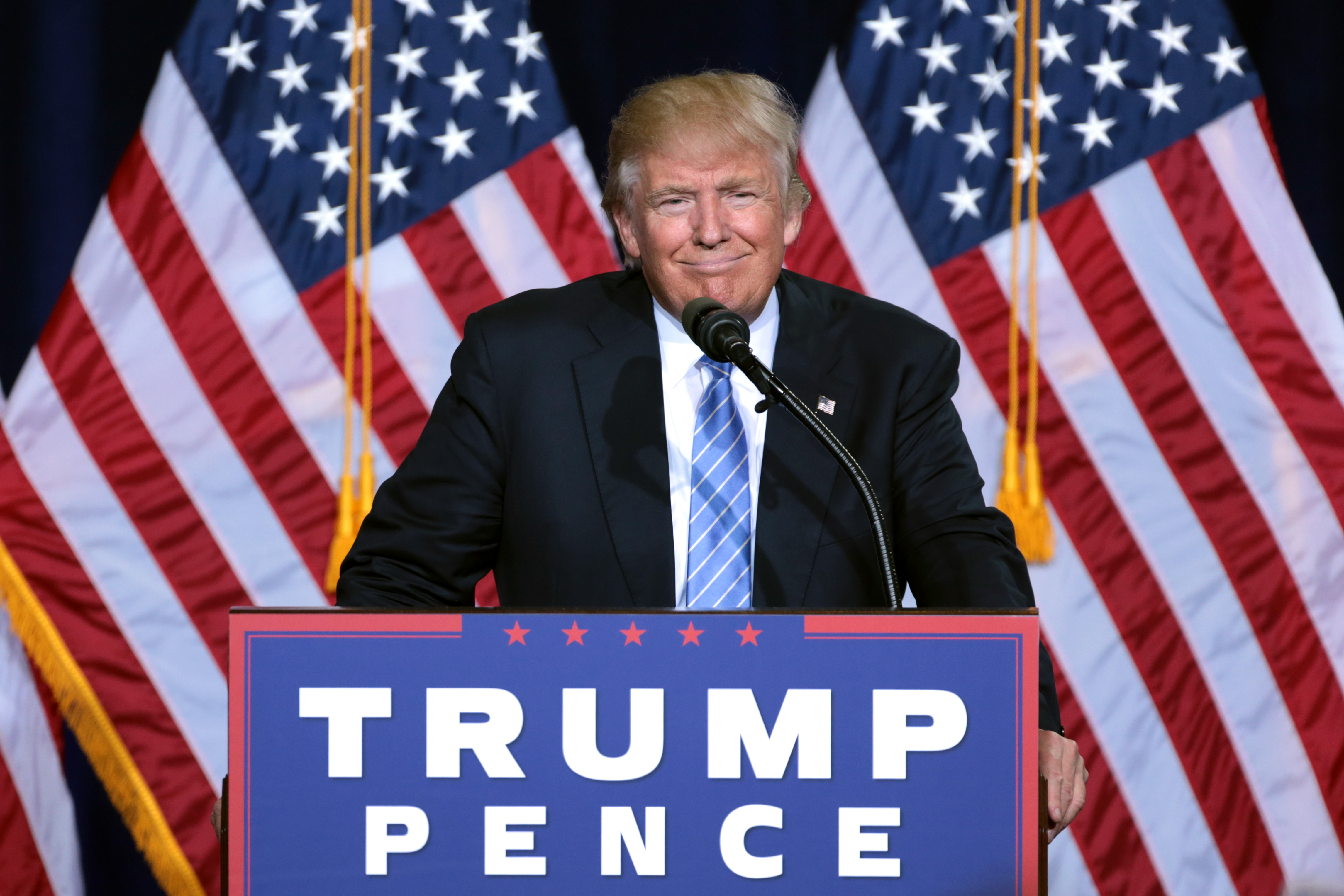
Trump durante discurso em Phoenix, Arizona, em agosto de 2016

Em junho de 2015 Trump anunciou sua candidatura para presidência dos Estados Unidos nas eleições de 2016 pelo Partido Republicano.
Durante toda a sua candidatura, Trump liderou as pesquisas de opinião entre os pré-candidatos republicanos. Com seus discursos de cunho populista e anti-imigração, Trump tem conquistado apoio entre a ala ultra-conservadora do seu partido, mas seus comentários (especialmente sobre imigração) têm atraído a condenação de outros políticos e da mídia. Em julho de 2016 ele foi confirmado pelo partido como o candidato na eleição.

Em 2016, Make America Great Again! foi o lema da campanha presidencial de Donald Trump.

Trump fez uma campanha centrada nas críticas ao atual modelo econômico e social dos Estados Unidos, afirmando que a classe política já não trabalhava mais pelo interesse do povo. Ele prometeu rever acordos comerciais, como o NAFTA e a Parceria Transpacífico, impor barreiras tarifárias para reduzir importações da China (medidas protecionistas), reforçar as leis de imigração, construir um muro na fronteira entre os Estados Unidos e o México, promover uma reforma nos programas de assistência a veteranos de guerra, acabar e substituir o Patient Protection and Affordable Care Act (conhecido como "Obamacare") e chegou, após os ataques de novembro de 2015 em Paris, a pedir por um banimento temporário da entrada de todos os muçulmanos no país, depois afirmando que tal medida só valeria para países com histórico de terrorismo. Sua campanha registrou o fato inédito de ser liderada por uma mulher até a vitória. Em agosto de 2016, Kellyane Conway assumiu a liderança da campanha de Trump. Com a vitória nas urnas, Conway tornou-se a primeira mulher a liderar uma campanha presidencial vitoriosa nos EUA.
Trump acabou vencendo a eleição por uma boa margem no colégio eleitoral (apesar de perder no voto popular), superando a candidata democrata Hillary Clinton. Sua vitória pegou jornalistas e analistas de surpresa, pois ele aparecia atrás da adversária em quase todas as pesquisas. Aos 70 anos de idade, ele foi o homem mais velho a assumir a presidência dos Estados Unidos até 2021.
Durante a campanha eleitoral, a maioria dos grandes veículos de mídia apoiaram publicamente a candidata democrata Hillary Clinton, adversária de Trump. Dentre os veículos opositores do republicano, destacam-se os jornais The New York Times, Washington Post e USA Today, além da revista The Atlantic. Nas semanas que antecederam às eleições, a imprensa americana colocou-se fortemente contra Donald Trump, inclusive veículos tradicionalmente favoráveis aos candidatos republicanos, como os periódicos Hampshire Union Leader, Cincinnati Enquirer, Arizona Republic, Dallas Morning News e o Detroit News.

### Interferência russa
Em 9 de dezembro de 2016, a Agência Central de Inteligência emitiu uma avaliação aos legisladores no Senado dos Estados Unidos, afirmando que uma entidade russa invadiu os e-mails do Comitê Nacional Democrata e de John Podesta para ajudar Donald Trump. O FBI concordou. O presidente Barack Obama ordenou um "inquérito completo" sobre essa possível intervenção. O Diretor da Inteligência Nacional James R. Clapper no início de janeiro de 2017 testemunhou ante um comitê do Senado que a intromissão da Rússia na campanha presidencial de 2016 foi além do hackeamento e incluiu desinformação e disseminação de notícias falsas, muitas vezes promovidas nas mídias sociais.

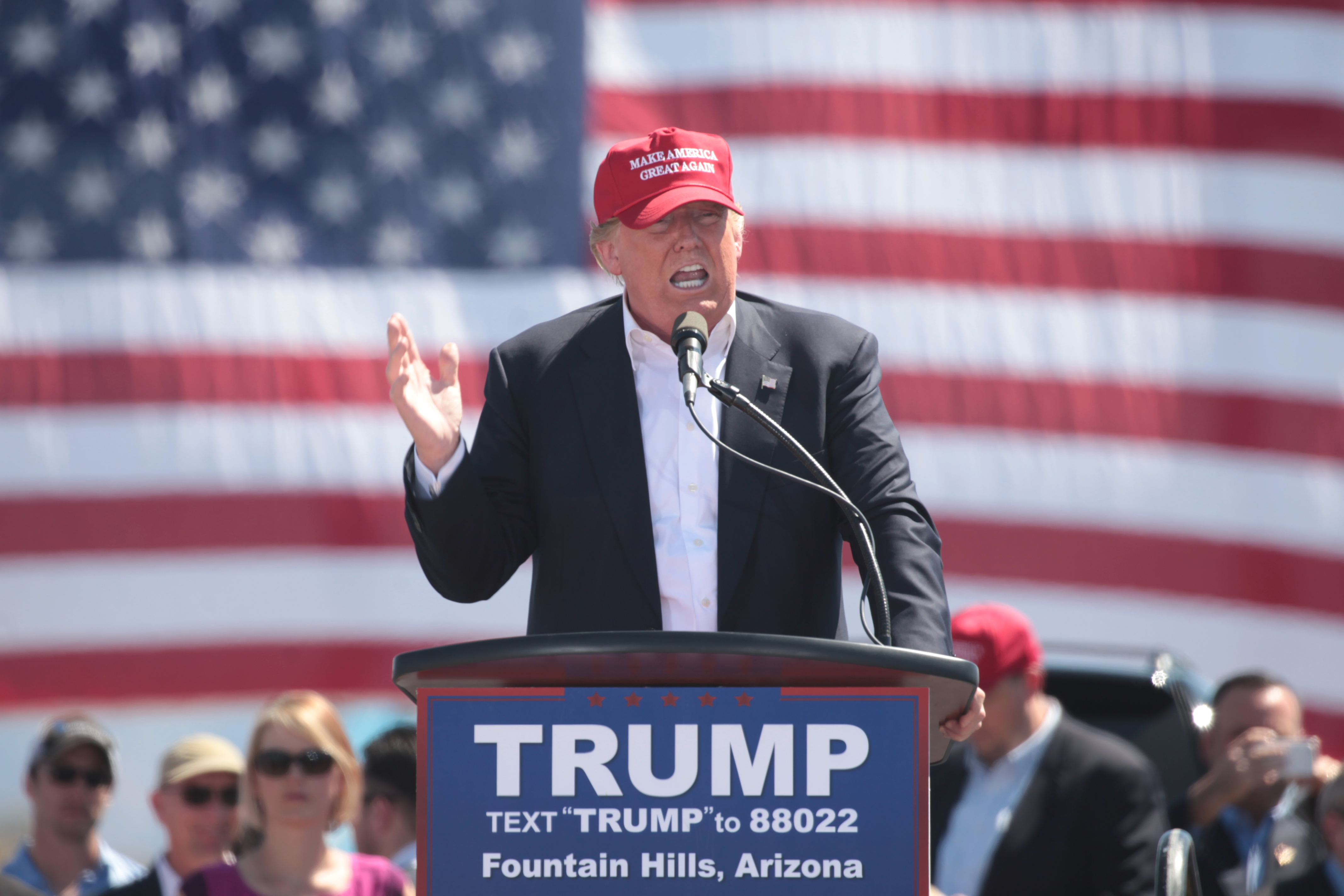
Trump em campanha em Fountain Hills, Arizona, março de 2016

O presidente eleito Trump originalmente chamou o relatório fabricado e o Wikileaks negaram qualquer envolvimento das autoridades russas. Dias depois, Trump disse que poderia estar convencido do hacking russo "se houver uma apresentação unificada de provas do FBI e outras agências".
Vários senadores dos Estados Unidos — incluindo os republicanos John McCain, Richard Burr e Lindsey Graham — exigiram uma investigação do Congresso dos Estados Unidos. O Comitê de Inteligência do Senado anunciou o escopo de seu inquérito oficial em 13 de dezembro de 2016, em bases bipartidárias; o trabalho começou em 24 de janeiro de 2017.
Criticou duramente, tanto democratas quanto republicanos, por parecer estar de acordo com a negativa de Vladimir Putin à interferência russa, em vez de aceitar as conclusões da Comunidade de Inteligência dos Estados Unidos. Seus comentários foram fortemente criticados por muitos republicanos do Congresso e pela maioria dos comentaristas da mídia, mesmo aqueles que normalmente o apoiam. Agências de inteligência dos EUA concluíram que o presidente russo ordenou, pessoalmente, a operação secreta de medidas ativas, enquanto este negou as acusações.
Após vinte e dois meses de investigação, o procurador especial Robert Mueller concluiu seu inquérito, não indiciando Donald Trump nas acusações de conluio com a Rússia, mas não o isentou da possibilidade de obstrução de justiça. Não ficou provado que Trump obstruiu a justiça durante a investigação e nem que ele é inocente. O relatório deixou a cargo de Barr e de outro procurador, Rod Rosenstein, a decisão de determinar se Trump pode ter cometido o crime de obstrução de justiça, e eles decidiram que o presidente é inocente também nessa questão. Mueller foi nomeado e designado pelo Departamento de Justiça, e estava sob supervisão do procurador-geral. Após a divulgação do resumo, Trump comemorou em um post no Twitter: "Sem conluio, sem obstrução, completa e total inocência. Mantenha a América grande!", escreveu. A conclusão da investigação completa não foi aberto ao público, somente partes que foi enviada da conclusão pelo Departamento de Justiça ao Congresso. Após a divulgação do relatório e suas conclusões, democratas pré-candidatos a eleição presidencial em 2020 exigiram que o relatório completo para o público.

### Resultado

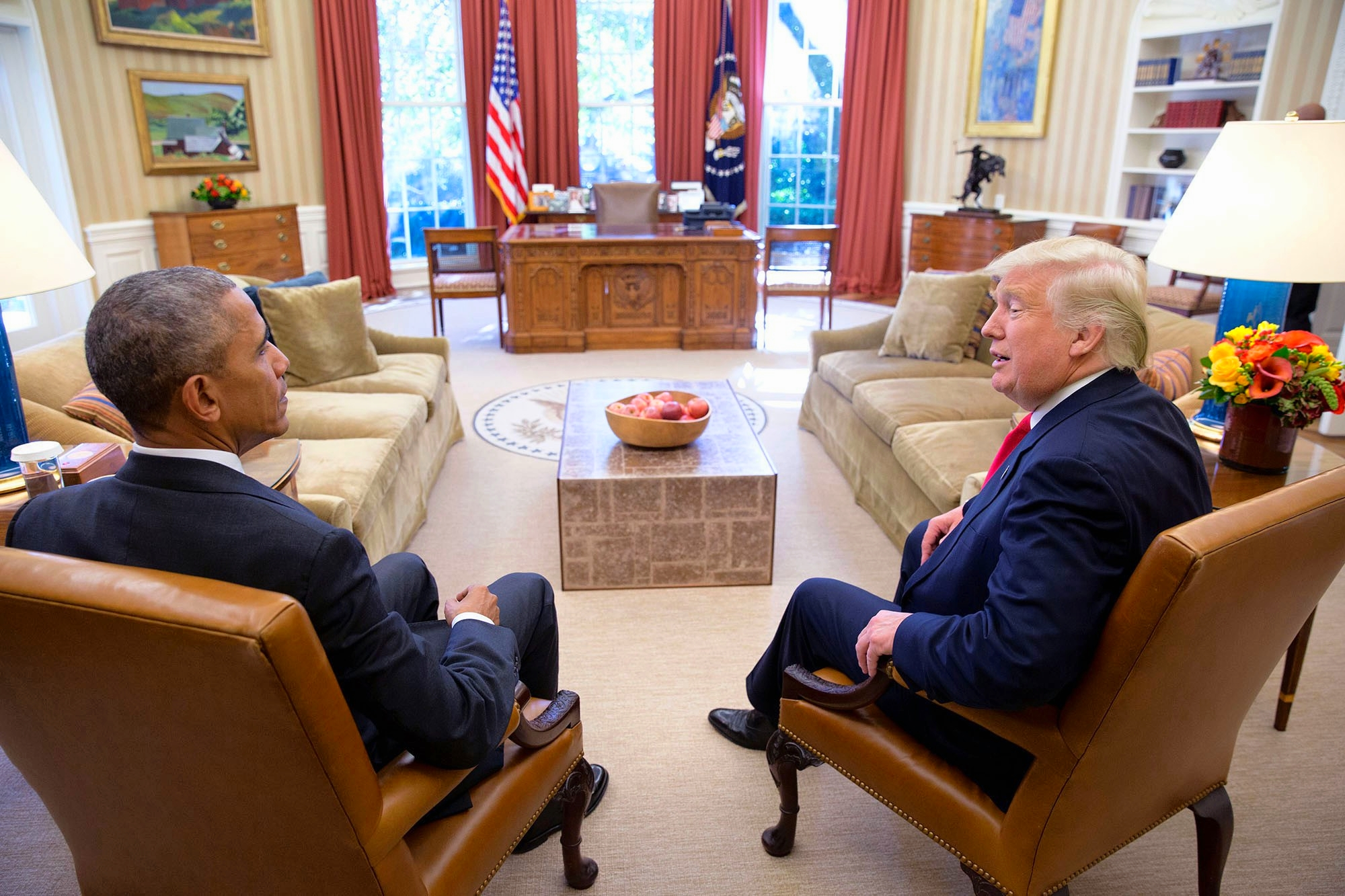
Obama e Trump no Salão Oval, em 10 de novembro

Em 8 de novembro de 2016, Trump ganhou a presidência com 304 votos de delegados do colégio eleitoral contra 227 recebidos por Clinton. Trump tornou-se o quinto candidato dos Estados Unidos a ganhar o colégio eleitoral, apesar de receber bem menos votos populares que seu oponente. No voto popular, ele perdeu por 2,8 milhões de votos para Hillary Clinton, o que foi a maior derrota nas urnas de um presidente eleito na história do país.
Trump foi o segundo candidato presidencial na história estadunidense cuja experiência vem principalmente da gestão de negócios. Quando assumiu o cargo, Trump se tornou o primeiro Presidente dos Estados Unidos sem experiência prévia no governo ou no setor militar e o primeiro sem experiência política prévia desde Dwight D. Eisenhower. Trump também foi o mais velho presidente de primeiro mandato; Ronald Reagan era mais velho quando assumiu o cargo, mas no segundo mandato.
A vitória de Trump foi uma grande reviravolta política, já que quase todas as pesquisas nacionais na época mostravam Hillary Clinton com uma modesta vantagem sobre Trump e as pesquisas estaduais mostravam-na com uma modesta vantagem para ganhar o colégio eleitoral. Os erros em algumas pesquisas estaduais foram mais tarde atribuídos aos pesquisadores que superestimam o apoio de Clinton entre eleitores bem-educados e não-brancos, enquanto subestimaram o apoio de Trump entre os eleitores brancos da classe trabalhadora. A vitória de Trump marcou a primeira vez que os republicanos controlaram a Casa Branca e ambas as casas do Congresso desde o período 2003–2006.
Na madrugada de 9 de novembro de 2016, Trump recebeu um telefonema em que Clinton lhe concedeu a presidência. Trump então entregou seu discurso de vitória diante de centenas de partidários no Hotel Hilton, em Nova Iorque. O discurso foi contrastante com sua retórica anterior, sendo que Trump prometeu curar a divisão nacional causada pela eleição, agradeceu a Clinton por seu serviço ao país e prometeu ser um presidente para todos os norte-americanos. No dia seguinte, Trump teve uma primeira reunião com o Presidente Barack Obama para discutir planos para uma transição pacífica de poder. A reunião foi notavelmente cordial, sendo que o The New York Times afirmou: "Foi uma extraordinária mostra de cordialidade e respeito entre dois homens que foram inimigos políticos e de estilos opostos".

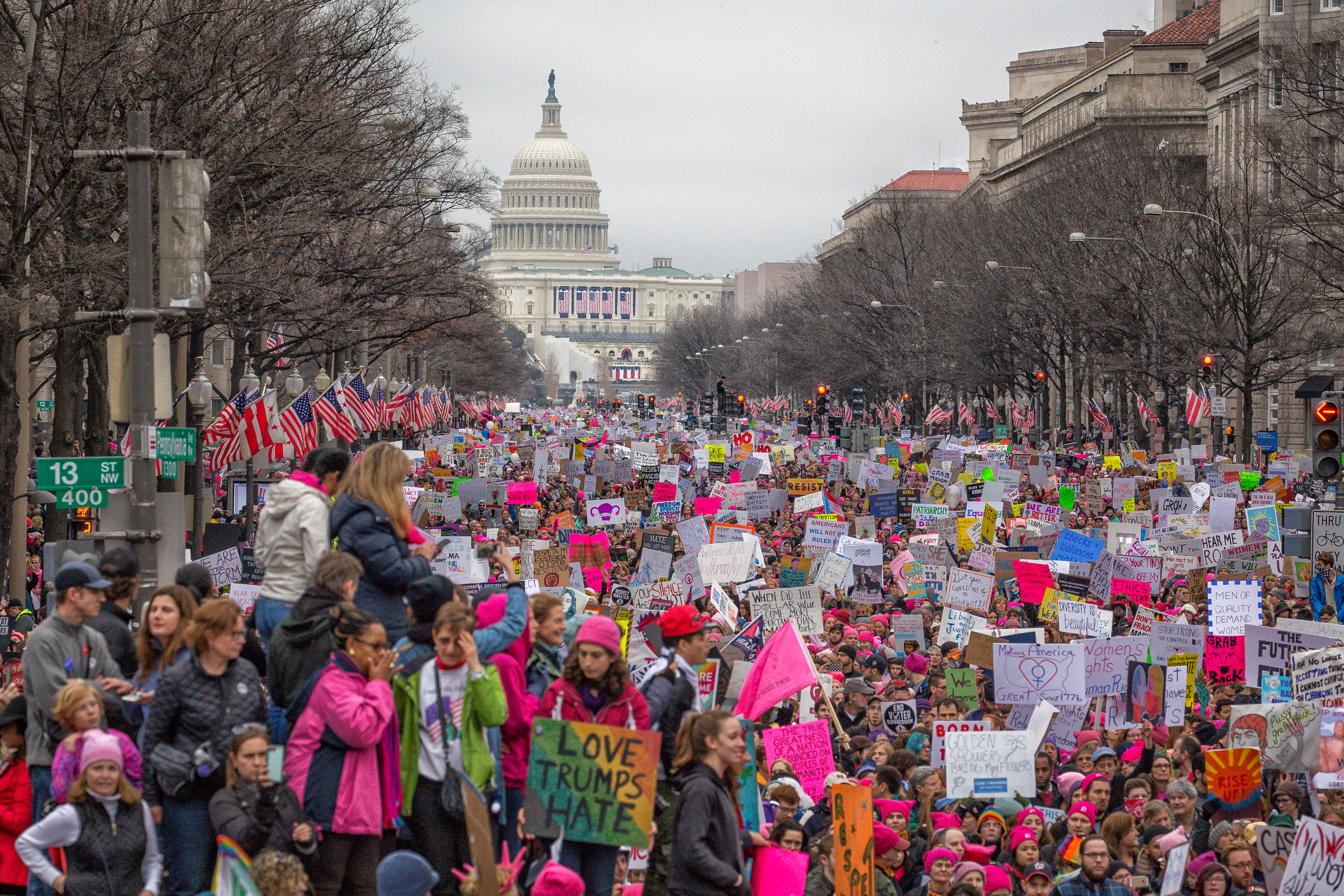
Marcha das Mulheres em Washington em 21 de janeiro de 2017

Após a vitória de Trump, começaram a acontecer protestos por todo o país, em parte devido a algumas políticas controversas e comentários inflamados de Trump, além de revelações feitas durante a campanha. Trump afirmou no Twitter que os manifestantes foram "incitados pela mídia", mas afirmou mais tarde que amava a paixão dessas pessoas pelo país.
Em 7 de dezembro, Time nomeou Trump como sua "Pessoa do Ano". Em entrevista ao The Today Show, ele disse que foi honrado pela indicação, mas ele criticou a revista por se referir a ele como o "Presidente dos Estados Divididos da América".

## Primeira presidência (2017–21)

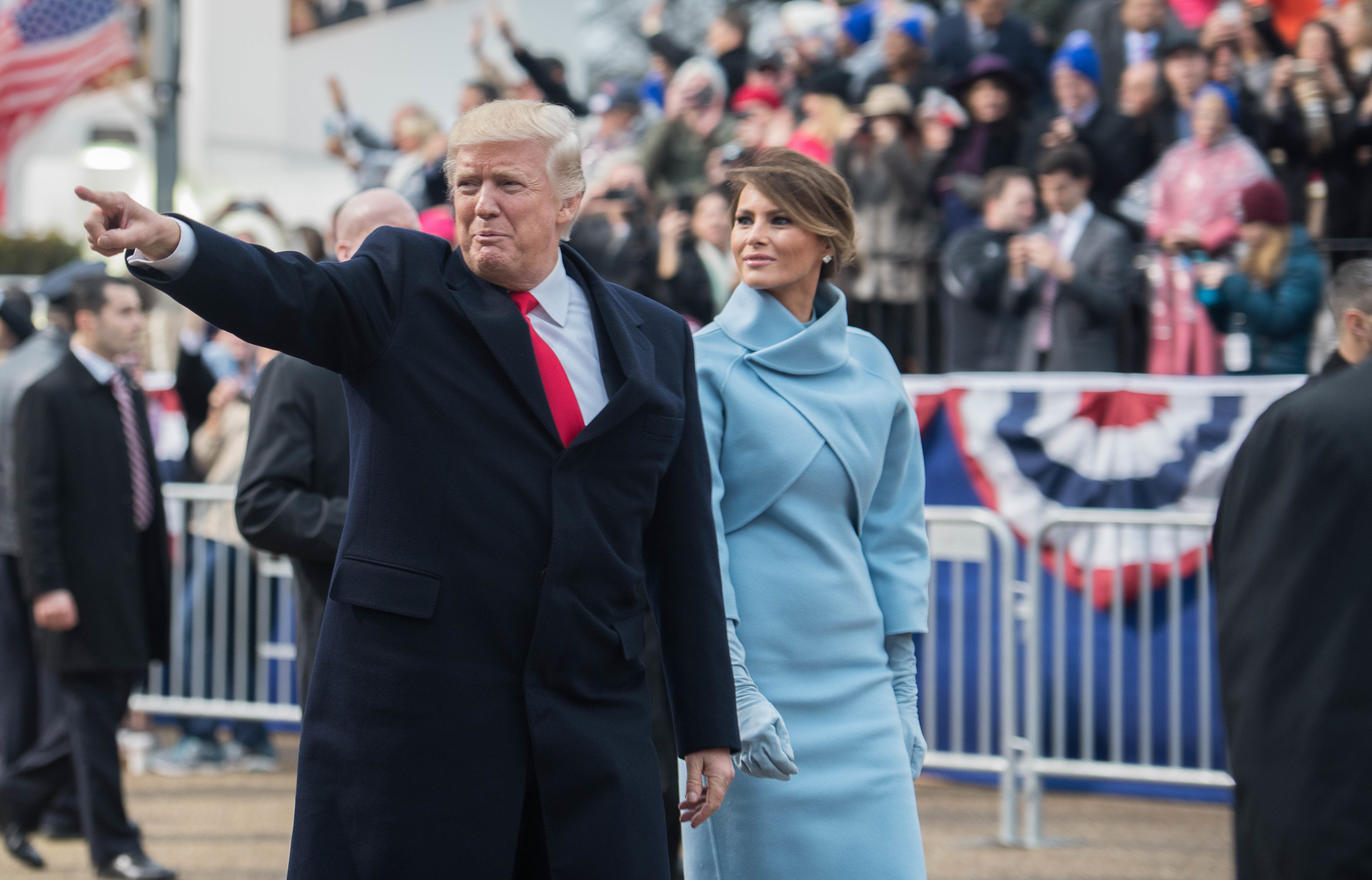
Donald Trump durante sua posse, em 20 de janeiro de 2017.

Trump tomou posse como o 45º presidente dos Estados Unidos em 20 de janeiro de 2017 Em 31 de janeiro, Trump nomeou o juiz Neil Gorsuch do Tribunal de Apelações dos EUA para preencher a vaga na Suprema Corte anteriormente ocupada pelo juiz Antonin Scalia até sua morte em 2016.
Durante sua presidência, Trump assinou uma ordem executiva que proibia a entrada de cidadãos oriundos de sete países de maioria muçulmana nos Estados Unidos, citando razões de segurança. Em questões internas, ele assinou um pacote de maciços cortes de impostos para indivíduos e empresas, e ainda rescindiu a penalidade do mandato de seguro saúde individual do Affordable Care Act, mas não conseguiu revogar o Obamacare completamente, como havia sido sua proposta de campanha.
Ele trabalhou para desregulamentar a economia, revogando várias provisões que haviam sido colocadas para sanar a crise econômica de 2007–08 e reverteu várias revisões ambientais e permitiu a expansão da exploração de combustíveis fósseis, incluindo retorno de fracking em regiões onde a ação havia sido anteriormente proibida. Trump ainda nomeou para a Suprema Corte os juristas Neil Gorsuch, Brett Kavanaugh e Amy Coney Barrett.

### Economia

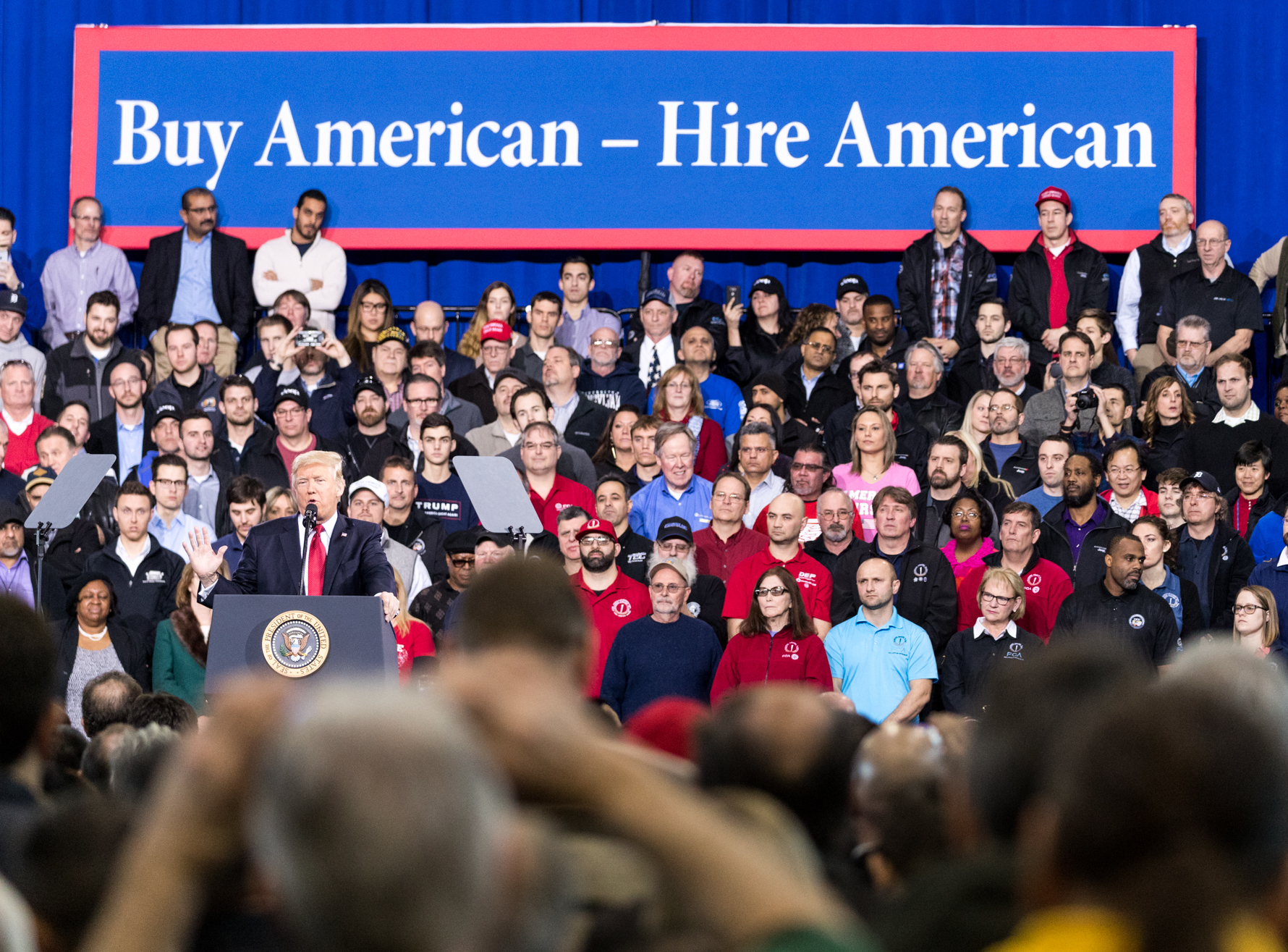
Donald Trump em Ypsilanti, Michigan, falando com trabalhadores de automóveis

Em dezembro de 2017, Trump assinou a Lei de Cortes de impostos e Empregos de 2017, que reduziu a alíquota de imposto corporativo de 35% para 21%, reduziu as alíquotas de impostos pessoais, aumentou o crédito tributário infantil, dobrou o limiar do imposto imobiliário para 11,2 milhões de dólares e limitou as alíquotas estaduais e locais de dedução fiscal para dez mil. A redução nas alíquotas individuais de imposto termina em 2025. Embora o povo em geral sentiu o corte de impostos, as pessoas com renda mais alta teriam o maior benefício. Famílias na classe média ou baixa também veriam um pequeno aumento de impostos depois que os cortes de impostos expirassem. Estima-se que o projeto aumente os déficits em 1,5 trilhão em 10 anos. A pretensão da lei era ajudar as multinacionais dos EUA a competir nos mercados estrangeiros e estimular as empresas nacionais a aumentar salários, investimentos e criação de vagas. Após a aprovação da medida, a Bolsa de valores norte-americana reagiu com euforia, com seus índices batendo recordes. Diversas vezes, Trump falsamente afirmou que o corte de impostos que ele aprovou foi "o maior da história". O Secretário do Tesouro, Steven Mnuchin, disse que o maciço corte de impostos para empresas iria, acima de tudo, beneficiar os trabalhadores; contudo, o grupo não partidário Joint Committee on Taxation e o Escritório de Orçamento do Congresso estimaram que os proprietários de capital se beneficiaram muito mais do que os trabalhadores.

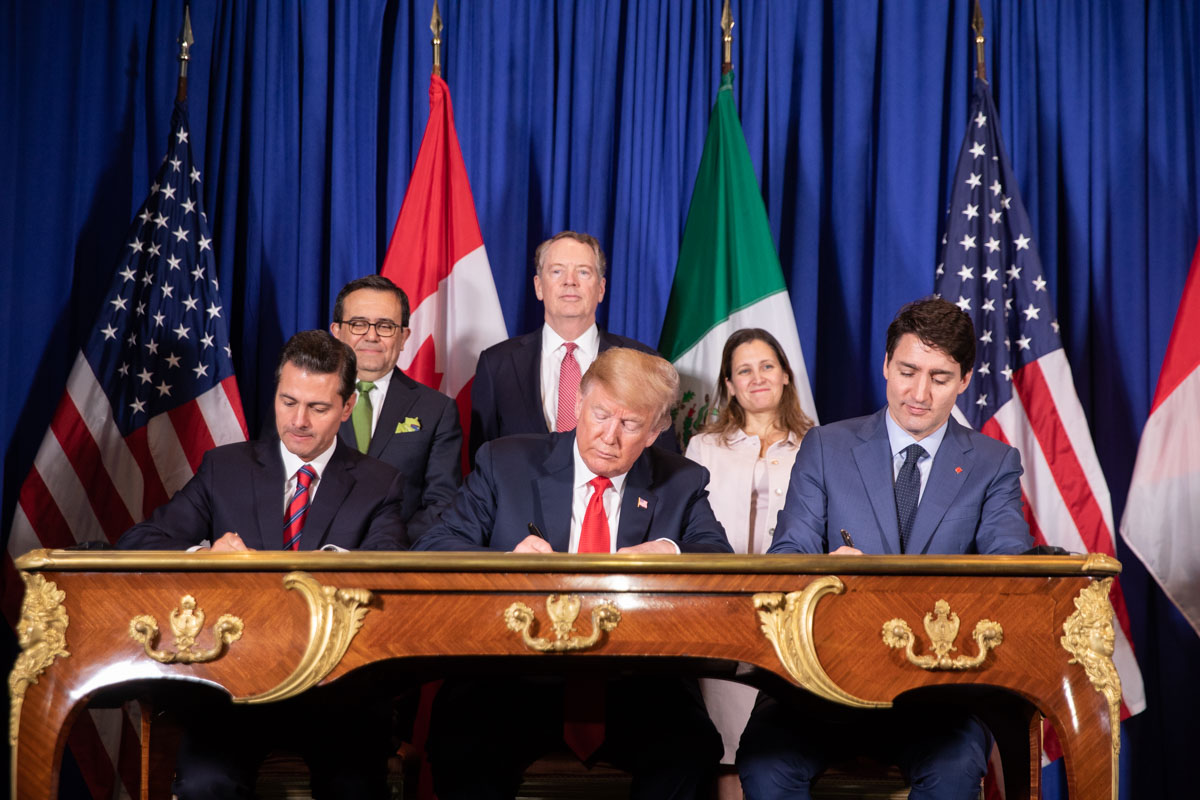
Assinatura do Acordo Estados Unidos-México-Canadá durante a 13.ª cúpula do G20 em Buenos Aires, Argentina

Trump adotou suas visões atuais sobre questões comerciais nos anos 80. Trump foi descrito como um protecionista porque ele criticou o NAFTA, impôs tarifas sobre aço e alumínio, e propôs aumentar significativamente as tarifas sobre as exportações chinesas e mexicanas para os Estados Unidos. Ele também criticou a Organização Mundial do Comércio, ameaçando partir a menos que suas tarifas propostas sejam aceitas.
Em março de 2018, Trump assinou uma ordem impondo tarifas de importação de 25% sobre o aço e 10% sobre o alumínio, com isenções para o Canadá, o México e possivelmente outros países. Em resposta, a UE impôs tarifas de retaliação visando 3,4 bilhões em exportações dos EUA.
Em julho, os Estados Unidos e a China impuseram tarifas sobre 34 bilhões de bens uns dos outros, expandindo para 50 bilhões de dólares em agosto.

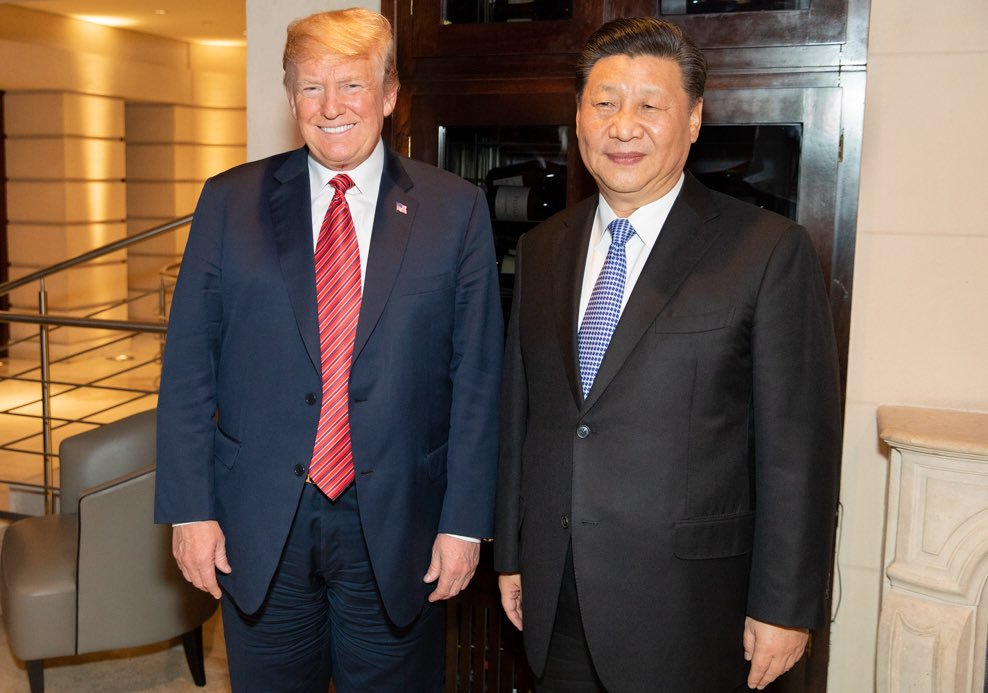
Donald Trump com o líder chinês Xi Jinping durante a cúpula do G20 em 2018.

Em setembro, os EUA introduziram uma tarifa de 10% sobre bens chineses no valor de 200 bilhões de dólares, com tendência de aumento para 25% até o final do ano, e ameaçaram novas tarifas adicionais de 267 bilhões se a China retaliar. A China contrariou a mudança com uma tarifa de 10% sobre 60 bilhões de importações dos EUA, que, combinada com a rodada anterior de tarifas, cobre quase todos os 110 bilhões de importações dos EUA para a China. Segundo alguns analistas, a escalada da guerra comercial com a China poderia impactar 2 trilhões de dólares no comércio global.

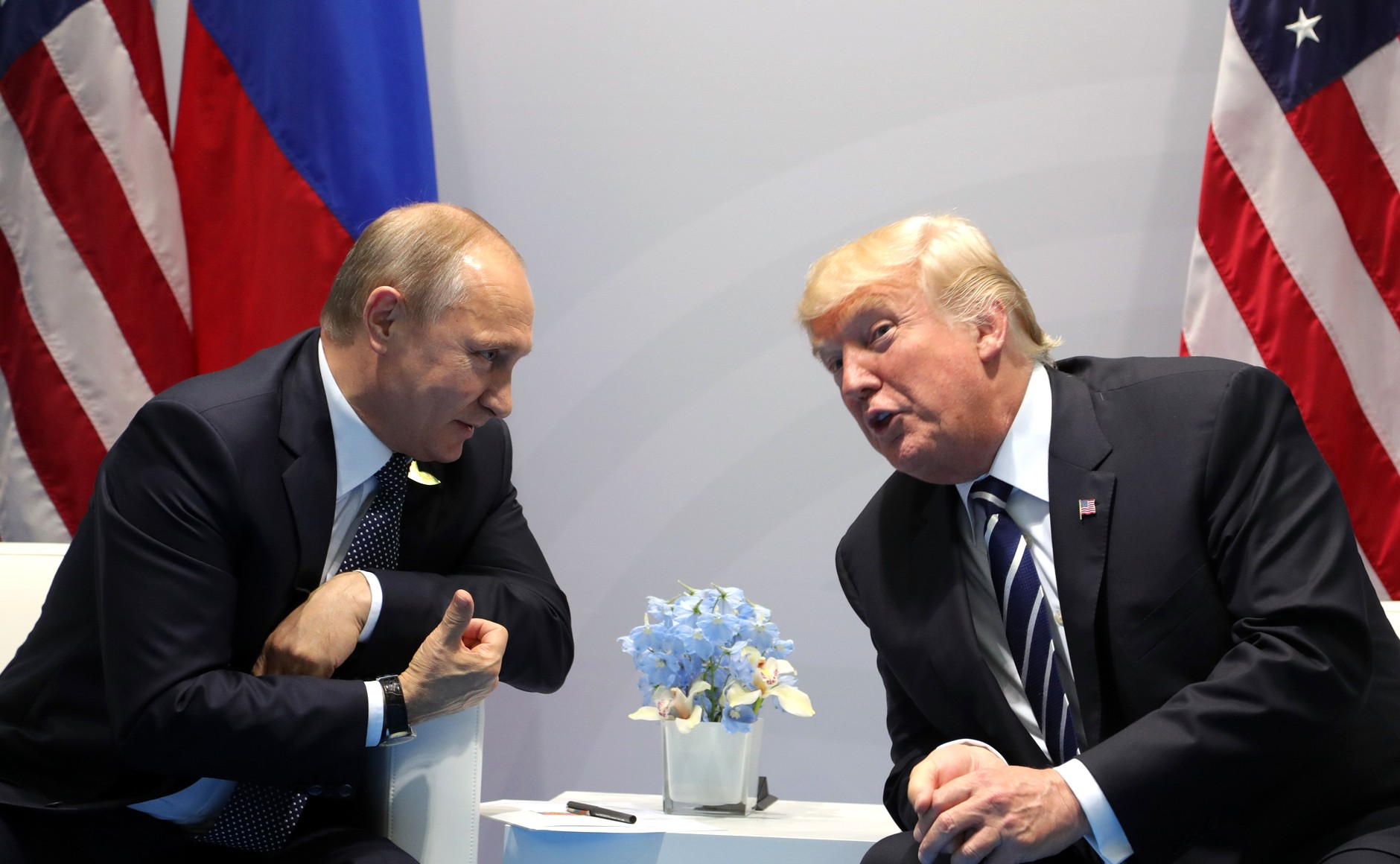
Vladimir Putin e Donald Trump na 12.ª reunião de cúpula do G20, em 2017.

Em 2019, a renda do trabalhador americano aumentou 6,9%, colocando o salário do trabalhador em posição da economia na sua melhor performance desde 1985. Contudo, o Escritório do Censo dos Estados Unidos não atribuiu uma causa para esta melhora. No quadro geral, Trump foi inicialmente bem-sucedido em dar continuidade a melhoria da condição financeira do povo dos Estados Unidos entre 2017 e 2019, antes do país entrar em recessão em 2020. Contudo, a desigualdade de renda continuou um problema crônico.
A indústria americana, que já estava em plena recuperação, continuou sua ascensão no começo do governo Trump. Já no setor de manufatura, o mercado estava melhorando desde 2010 e continuou crescendo nos primeiros dois anos da administração Trump. A criação de empregos na indústria manufatureira foi robusta em 2017 e 2018, mas desacelerou em 2019 e encolheu em 2020. Segundo vários relatórios divulgados em 2019, a guerra comercial de Trump contra a China prejudicou a indústria doméstica americana.
Em um relatório de julho de 2018, que usou o método de controle sintético, não encontrou evidências de que Trump teve um grande impacto na economia dos Estados Unidos durante seus primeiros 18 meses no cargo. Análises conduzidas pela Bloomberg News ao fim do segundo ano do Governo Trump descobriu que sua economia ficou em sexto lugar entre os últimos sete presidentes, com base em quatorze métricas de atividade econômica e desempenho financeiro. Trump repetida e falsamente caracterizou a economia durante sua presidência como a melhor da história americana.
Em fevereiro de 2020, no meio da Pandemia de COVID-19, a economia dos Estados Unidos entrou em recessão.

### Política externa

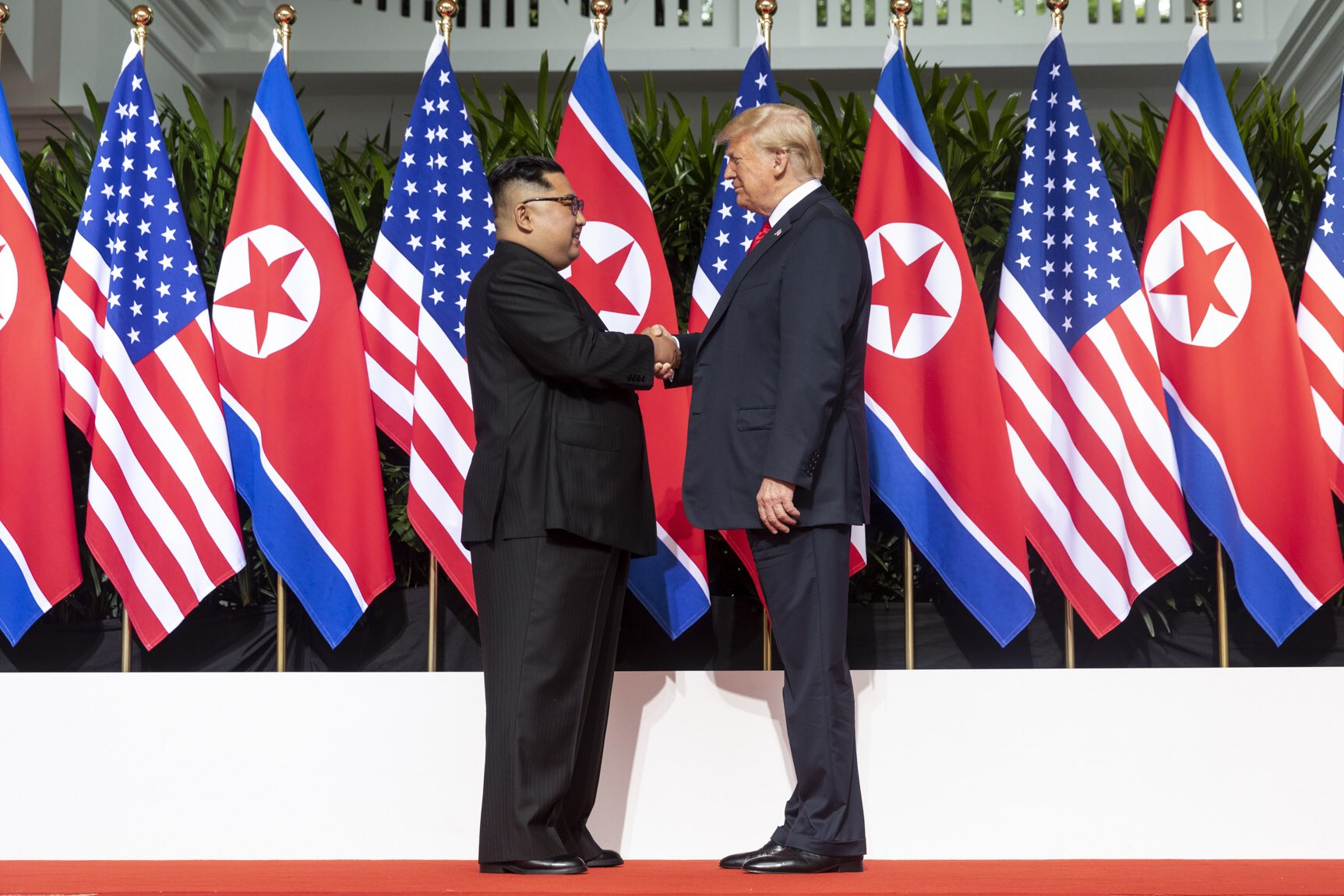
Trump com Kim Jong-un na Cúpula de Singapura em junho de 2018.

Trump descreveu a si mesmo como um "nacionalista" e sua política externa como "America First." Ele defendeu ideais de isolacionismo, não-intervencionismo e protecionismo. Sua política externa foi marcada por elogios e apoio de populistas, neonacionalistas e líderes de governos autoritários. Marcas das relações exteriores durante a presidência de Trump incluem imprevisibilidade e incerteza, uma política externa inconsistente e um antagonismo com aliados tradicionais dos Estados Unidos, especialmente na Europa.
Trump questionou a necessidade da OTAN de existir, criticou aliados internacionais dos Estados Unidos e sugeriu em particular em várias ocasiões que os Estados Unidos deveriam se retirar da aliança.
Trump ativamente apoiou a intervenção saudita no Iêmen contra os Houthis e assinou um acordo de US$ 110 bilhões de dólares em venda de armas para a Arábia Saudita. Como aliados contra o Irã, Trump aprovou o envio de mais militares americanos para a Arábia Saudita e para os Emirados Árabes Unidos após um ataque contra instalações de petróleo sauditas em 2019, que os Estados Unidos culpou o Irã.
Em janeiro de 2017, o número de soldados americanos no Afeganistão havia crescido de 8 500 para 14 000, revertendo sua posição pré-eleitoral crítica de um maior envolvimento em território afegão. Em fevereiro de 2020, o governo Trump assinou um acordo de paz condicional com o Talibã, que previu a total retirada das tropas americanas do Afeganistão em até quatorze meses, desde que o Talibã e seus grupos aliados cessassem seus ataques contra alvos do governo afegão e contra americanos. Contudo, os islamitas aumentaram a intensidade dos atentados nos meses seguintes.

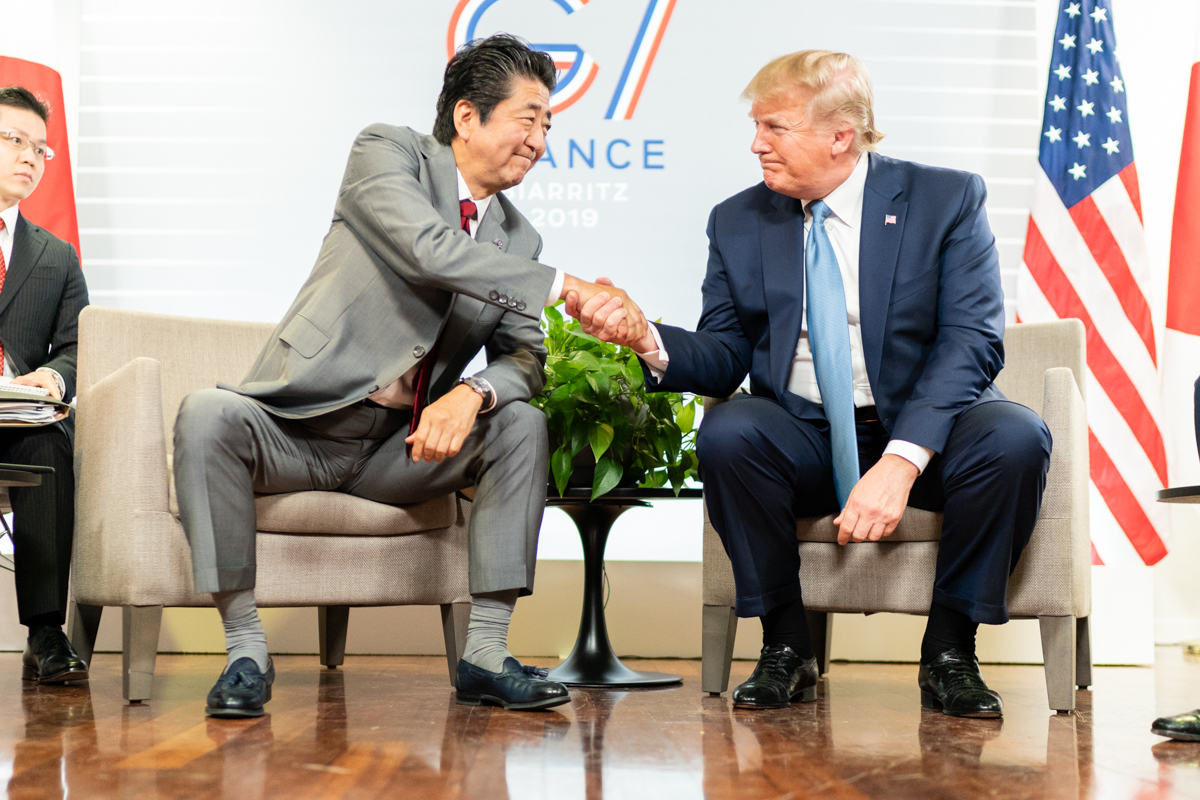
Trump com o então primeiro-ministro japonês Shinzō Abe, num encontro do G7, em agosto de 2019.

Trump apoiou a maioria das políticas do primeiro-ministro israelense Benjamin Netanyahu, em detrimento dos palestinos. No governo Trump, os Estados Unidos reconheceu Jerusalém como a capital de Israel e a soberania israelense sobre as Colinas de Golã, o que acabou levando à condenação internacional, incluindo por parte da Assembleia Geral das Nações Unidas, a União Europeia e a Liga Árabe.
Trump ordenou duas ações militares contra a Síria, uma em 2017 e outra em 2018. Apesar disso, em dezembro de 2018, Trump anunciou que as forças americanas estariam se retirando da Síria pois a guerra contra o Estado Islâmico teria acabado e os americanos, segundo ele, "venceram". A decisão foi criticada por analistas políticos como prematura e contradisse o que oficiais do Departamento de Defesa falavam. O Secretário de Defesa Jim Mattis também protestou contra essa ordem e afirmou que os Estados Unidos estavam abandonando seus aliados, como os curdos. Pouco depois, Mattis renunciou ao cargo. Em outro ponto da política no Oriente Médio, Trump retirou o seu país do Plano de Ação Conjunto Global e adotou uma política belicosa e antagonista contra o Irã. Em 3 de janeiro de 2020, Trump ordenou um ataque aéreo no Iraque que matou o general iraniano Qasem Soleimani, chefe da Exército dos Guardiães da Revolução Islâmica. Este incidente quase levou a uma guerra entre os Estados Unidos e o Irã, especialmente após os iranianos lançarem um ataque retaliatório com mísseis. No final, Trump foi aconselhado a não escalar a situação militar, mas impôs novas sanções econômicas contra o Irã.
Na Ásia, Trump iniciou uma guerra comercial contra a China, mas reaproximou os Estados Unidos da Coreia do Norte momentaneamente após uma escalada da tensão entre as duas nações. Durante seu governo, Donald Trump se encontrou três vezes com Kim Jong-un, o ditador da Coreia do Norte, e abriu negociações com seu regime, mas as conversas sobre desnuclearização não avançaram, com os norte-coreanos acelerando seu programa nuclear e de produção de mísseis.

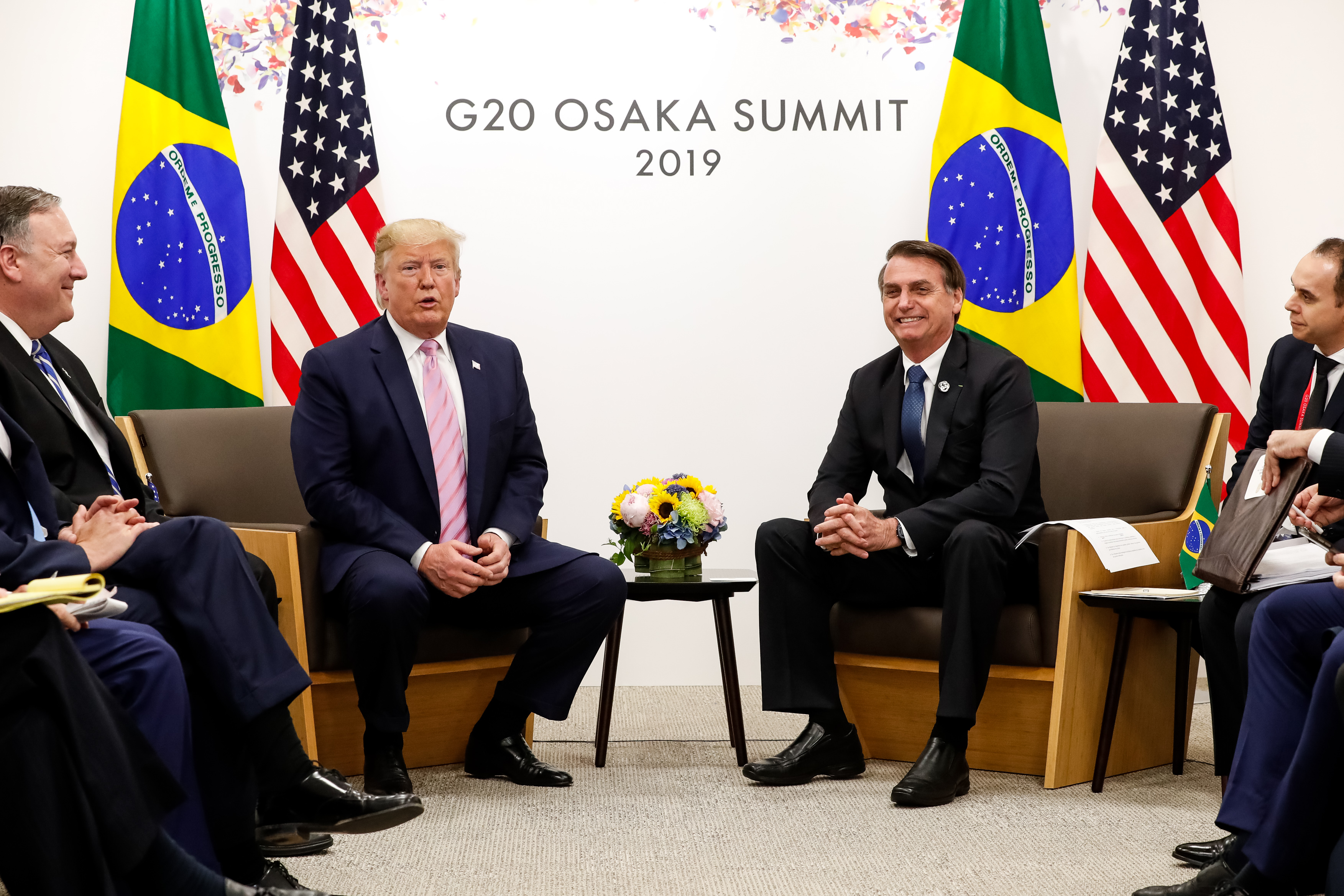
Trump e Bolsonaro se encontrando em junho de 2019

Trump repetidas vezes elogiou e raramente criticou o presidente da Rússia, Vladimir Putin, mas se opôs a algumas ações do governo russo, especialmente devido a assassinatos de opositores políticos. O governo Trump encerrou todas as sanções que os Estados Unidos haviam impostos a Rússia após a Anexação da Crimeia à Federação Russa de 2014. Trump também apoiou o retorno da Rússia ao G7 e, quando se reuniu pessoalmente com Putin em 2018 no Encontro de Helsinki, Trump foi duramente criticado por afirmar que aceitou a negativa de Putin a respeito da acusação que seu governo havia interferido nas eleições de 2016, contradizendo o que agências de inteligência americanas havia relatado.
Trump ainda retirou os Estados Unidos do Tratado de Forças Nucleares de Alcance Intermediário. Politicamente, as relações entre os Estados Unidos e o Brasil melhoraram no governo Trump, com o presidente americano e o presidente brasileiro Jair Bolsonaro tendo uma afinidade ideológica aparente. Contudo, economicamente, o governo Trump impôs tarifas sobre produtos brasileiros e priorizou as relações diretas com outras nações sul-americanas em detrimento do Brasil.

### Energia e clima

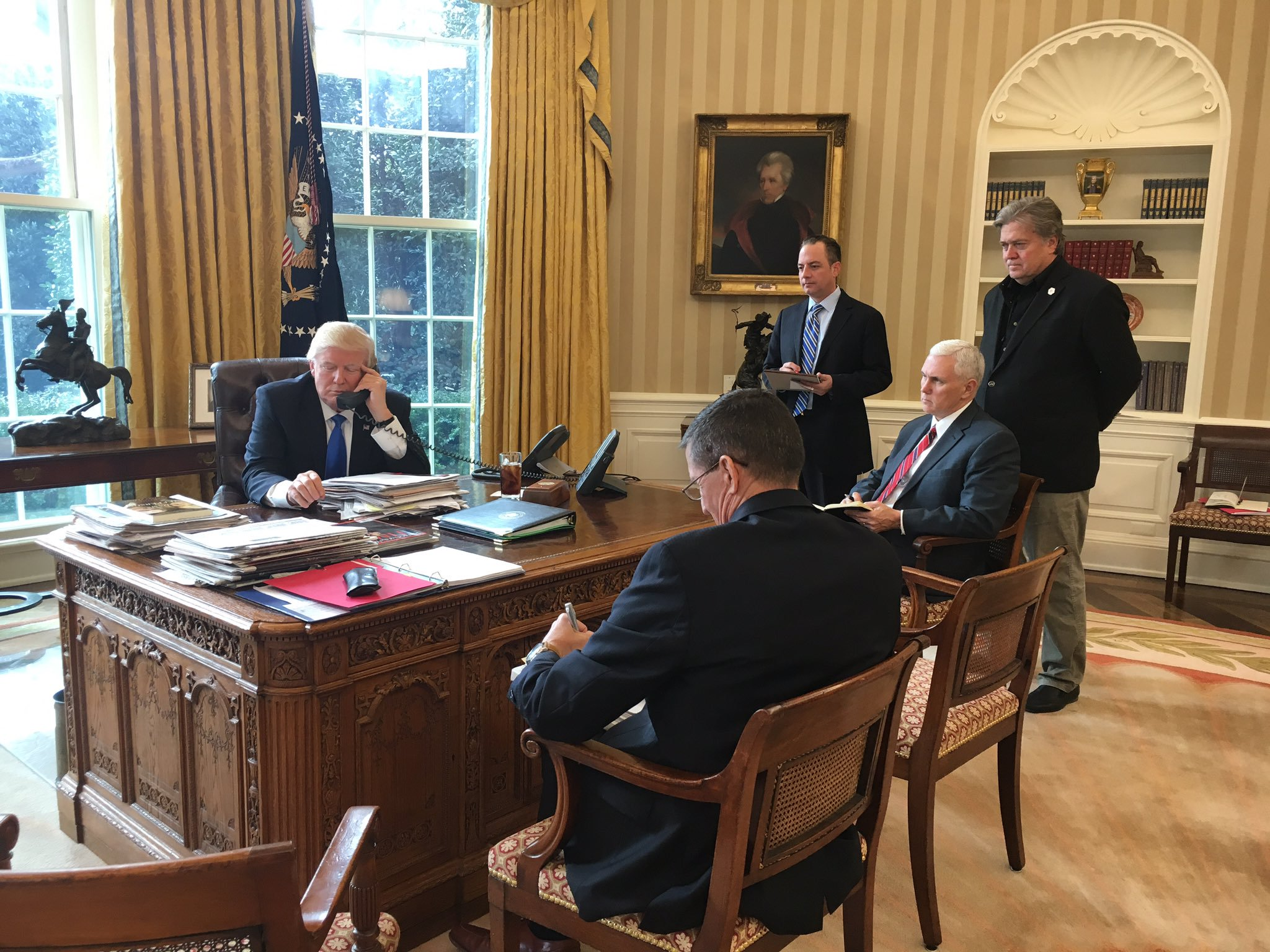
Trump, no Salão Oval, em janeiro de 2017.

Enquanto fazia campanha, a política energética de Trump defendia o apoio interno tanto para fontes de energia renováveis quanto fósseis, a fim de reduzir a dependência do petróleo do Oriente Médio e possivelmente transformar os EUA em um exportador de energia líquida. No entanto, após a sua eleição, o seu "America First Energy Plan" não mencionou as energias renováveis e, em vez disso, concentrou-se nos combustíveis fósseis. Os ambientalistas expressaram preocupação depois que ele anunciou planos de fazer grandes cortes orçamentários em programas de pesquisa em fontes de energia renovável, e de reverter políticas da era Obama destinadas a conter a mudança climática e limitar a poluição ambiental.
Trump rejeita o consenso científico sobre as mudanças climáticas e seu primeiro chefe da Agência de Proteção Ambiental, Scott Pruitt, não acredita que as emissões de carbono sejam a principal causa do aquecimento global. Embora reconheça que o clima está aquecendo, Pruitt afirmou que esse aquecimento não é necessariamente prejudicial e pode ser benéfico. Com base em numerosos estudos, os especialistas em clima não concordam com a sua posição. Em 1º de junho de 2017, Trump anunciou a retirada dos Estados Unidos do Acordo de Paris, tornando os EUA a única nação do mundo a não ratificar o acordo.

### Saúde pública
Durante sua campanha política, Trump afirmou que iria revogar e substituir o Affordable Care Act (ou ACA, que é um programa do governo criado por Obama para subsidiar seguros de saúde, especialmente para americanos mais pobres), e exortou o Congresso a apoiá-lo. Em maio de 2017, a Câmara dos Representantes, controlada pelos republicanos aprovaram uma lei que iria substituir o ACA, mas o Senado barrou a proposta, com todos os democratas e três republicanos votando contra.
As políticas de Trump com relação a epidemia de opioides que o país passava foi duramente criticada como ineficiente e contraproducente, com o número de americanos mortos devido a overdose de remédios legalizados e drogas chegando a 50 052 em 2019.

### Imigração
Trump fez de imigração uma das suas principais bandeiras de campanha. Ele prometeu deportar milhões de imigrantes ilegais que residiam nos Estados Unidos e criticou e propôs mudar a 14ª Emenda da Constituição que prevê que pessoas nascidas nos Estados Unidos, independente do status dos pais, eram automaticamente cidadãos americanos (Jus soli). Como presidente, ele frequentemente descreveu a imigração ilegal como uma "invasão" e tentava ligar tais imigrantes com a gangue criminosa MS-13, embora pesquisas mostrem que os imigrantes sem documentação legal têm uma taxa de criminalidade menor do que os americanos nativos. Em 27 de janeiro de 2017, Trump assinou a Ordem Executiva 13769, que suspendeu a admissão de refugiados por 120 dias e negou a entrada nos Estados Unidos de cidadãos do Iraque, Irã, Líbia, Somália, Sudão, Síria e Iêmen por 90 dias, alegando preocupações com a segurança. A ordem entrou em vigor imediatamente e sem aviso prévio, gerando protestos em aeroportos e nas ruas.

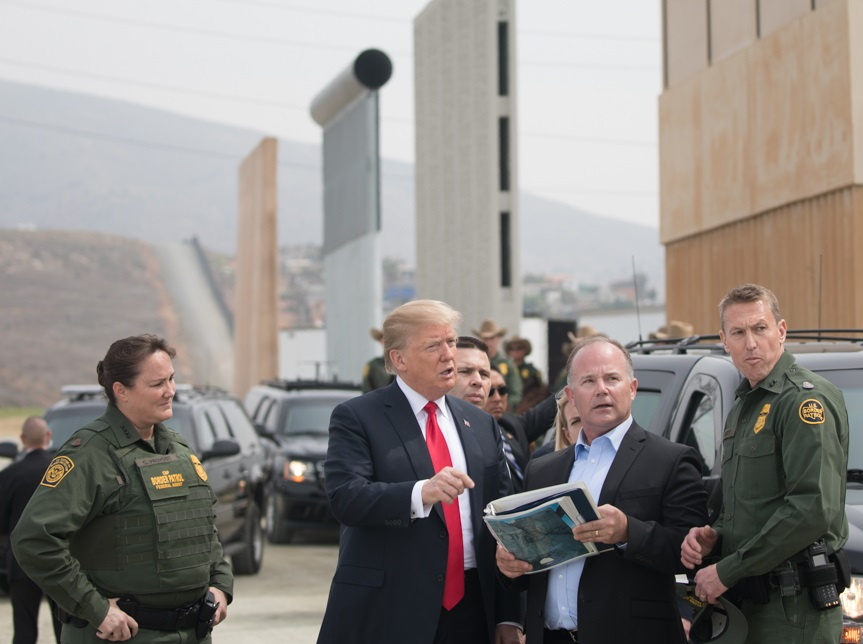
Trump, em maio de 2018, visitando a cidade de San Diego, checando protótipos de seu muro na fronteira

Trump tentou alterar as regras de imigração e impor as leis como nenhum presidente havia feito na história recente dos Estados Unidos, inclusive uma postura mais dura contra pessoas pedindo asilo vindos especialmente da América Central. No governo Trump, cerca de 6 000 militares foram enviados para reforçar a fronteira e prisões de imigrantes ilegais na fronteira com o México subiu consideravelmente para o maior nível em doze anos, mas os níveis de deportação ficaram abaixo dos anos fiscais de 2012–2014. Trump reduziu significativamente o número de pessoas aceitas no programa de refugiados do país para os menores níveis jamais vistos. Quando Donald Trump assumiu a presidência, o limite anual era de 110 000 pedidos de asilo aceitos por ano; em 2020, esse número era de 18 000 e no ano fiscal de 2021 ficou em 15 000. Além disso, novas restrições impostas pelo governo aumentaram significativamente a fila no processamento de pedidos de refugiados. Trump ordenou que os imigrantes ilegais que fossem presos devessem ser deportados para o México, independente do seu país de origem, e muita das vezes essas pessoas, famintas e sem dinheiro, permaneciam neste limbo legal na região de fronteira. Trump também autorizou que famílias apreendidas na fronteira fossem separadas, o que resultou em pais sendo deportados e crianças sendo colocadas em gaiolas para evitar que se espalhassem. Essa situação levou a críticas internacionais e um constrangimento para o governo, que lentamente começou a rever esta política.
Uma das principais promessas de campanha de Donald Trump durante em 2016 foi a construção de um muro na fronteira com o México, para deter a imigração ilegal. Uma vez que ele assumiu a Casa Branca, começou a tentar implementar a construção de seu muro, mas enfrentou forte oposição do Congresso, que levou ao mais longo shutdown (fechamento) do governo por razões orçamentarias na história do país. O "Muro de Trump" (ou "Trump wall") foi, na verdade, uma expansão da atual barreira já existente na fronteira. A meta de Trump, entre 2015 e 2017, era construir 1 600 km de muro. Contudo, durante sua presidência, o governo dos Estados Unidos havia construído 78 km de novas barreiras na fronteira e substituiu 653 km de barreiras já existentes.

### Primeiro processo deimpeachment

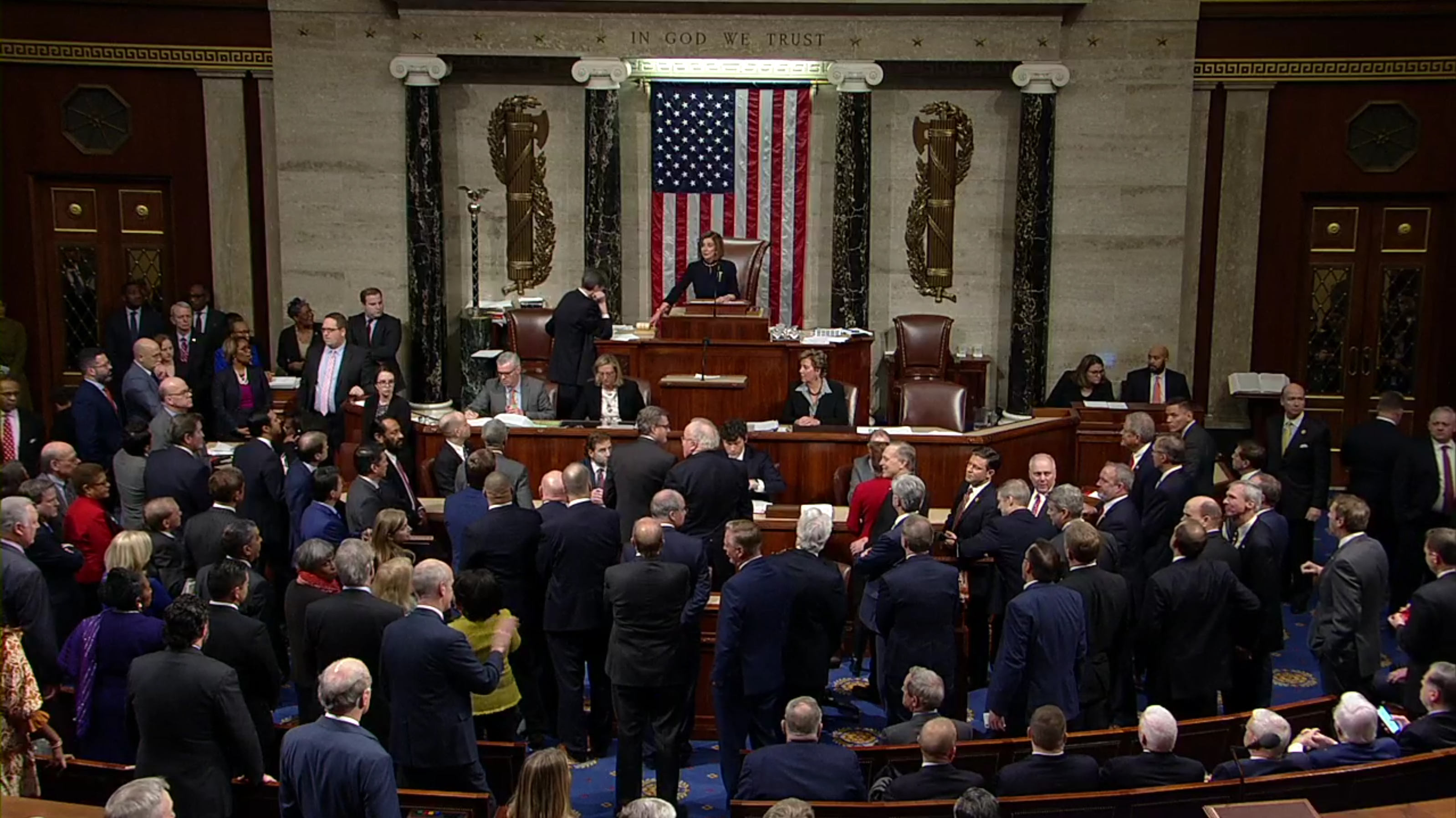
A Câmara dos Representantes votando a resolução do primeiro impeachment de Donald Trump.

O primeiro impeachment de Donald Trump ocorreu em 18 de dezembro de 2019, quando a Câmara dos Representantes aprovou dois artigos de impugnação contra o presidente, acusando-o de abuso de poder e obstrução do Congresso. O "impeachment" do presidente ocorreu após um inquérito conduzido pela Câmara revelar que Trump havia solicitado ajuda da Ucrânia para interferir na eleição presidencial de 2020 de modo a favorecer sua candidatura à reeleição.
O inquérito indicou que Trump suspendeu o envio de ajuda militar e um convite para que o presidente ucraniano Volodymyr Zelensky visitasse a Casa Branca de modo a pressioná-lo a anunciar uma investigação sobre Joe Biden, rival político de Trump, bem como promover a desacreditada teoria de que a Ucrânia, e não a Rússia, estava por trás da interferência estrangeira na eleição de 2016.

### Covid-19

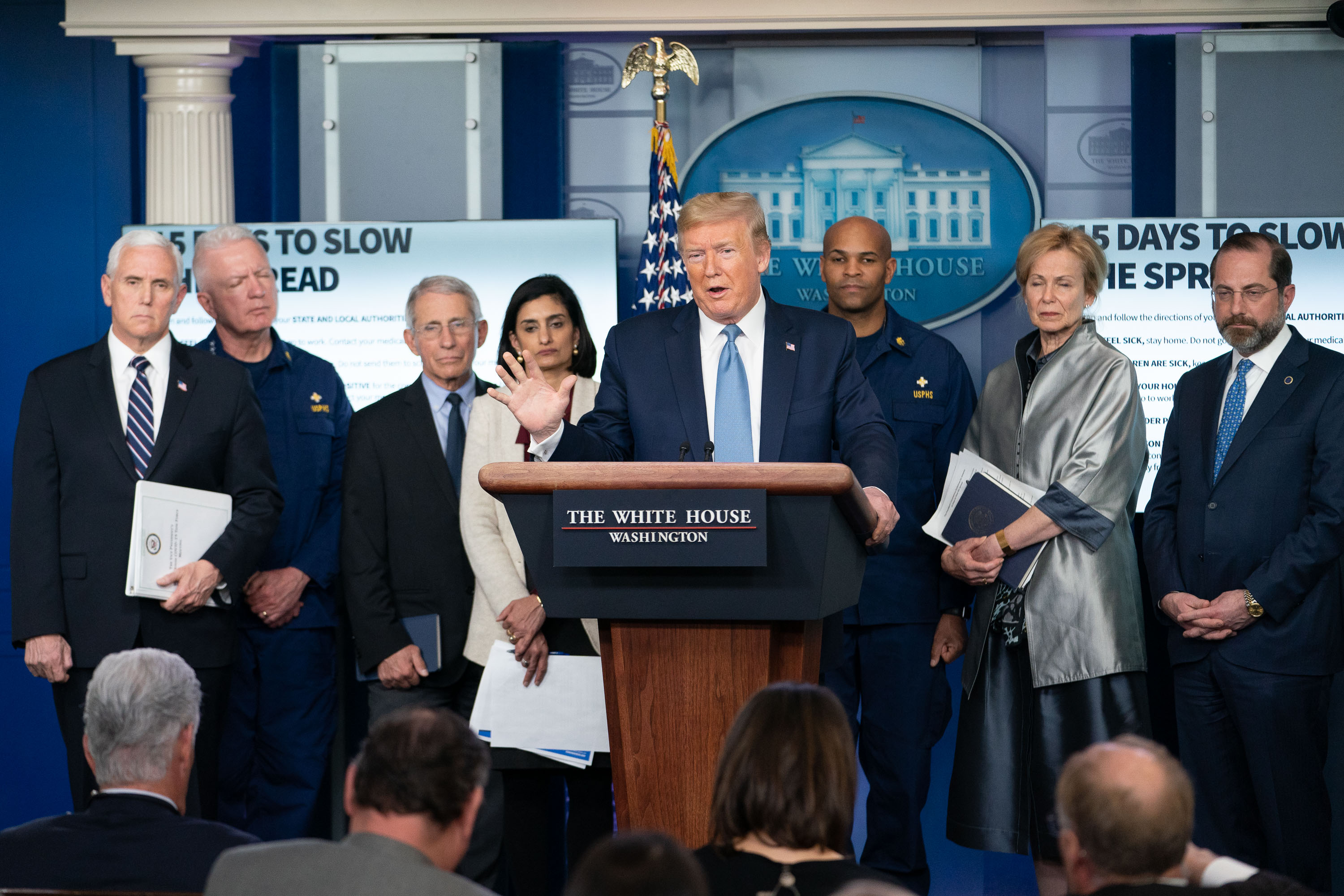
Trump com a cúpula de sua equipe de resposta ao Covid na Casa Branca, incluindo o vice presidente Mike Pence, o doutor infectologista Anthony Fauci, a médica imunológica Deborah Birx e o Cirurgião Geral Jerome Adams.

Em dezembro de 2019, o COVID-19 começou a circular em Wuhan, China; o vírus SARS-CoV-2 começou a se espalhar pelo mundo nas próximas semanas. O primeiro caso confirmado em solo americano foi reportado em 20 de janeiro de 2020. O escritório do Departamento de Saúde e Serviços Humanos do governo declarou, em 31 de janeiro, uma emergência de saúde nos Estados Unidos.
A resposta do governo Trump a crise de saúde provocada pelo COVID-19 foi duramente criticada, com muitos apontando seus pronunciamentos erráticos e que contrariavam recomendações dos profissionais de saúde. Por exemplo, em fevereiro de 2020, em público, Trump afirmou que o Covid seria menos letal que a gripe comum e que tudo estaria sob controle até abril. Ao mesmo tempo, ele reconheceu o oposto em uma conversa privada com Bob Woodward, em março, onde afirmou que ele estava deliberadamente "minimizando" a ameaça do vírus em público para não gerar pânico.
Apesar de algumas medidas tomadas, como ajuda para os estados e um pacote de estímulo econômico para acelerar a recuperação em meio a recessão, o presidente costumava não ouvir seus conselheiros de saúde e os médicos de sua equipe. No começo da pandemia defendeu "tratamentos alternativos", não promoveu a utilização de máscaras ou distanciamento social e desencorajou os estados a fazerem lockdowns. O presidente criou uma força tarefa para combater o Covid, liderada por Mike Pence. Trump frequentemente interferia em decisões que cabiam aos especialistas em saúde e os pressionava a tomarem decisões alinhadas com os pensamentos dele. Em 2 de outubro de 2020, Trump anunciou que ele havia pegado COVID-19.
Em maio de 2020, Trump autorizou a Operação Velocidade de Dobra (Warp Speed), para facilitar a capitação de recursos federais para o desenvolvimento de vacinas contra o COVID-19. O programa foi descrito majoritariamente como um sucesso e Trump afirmou que, assim, ele merecia o crédito pelas vacinas nos Estados Unidos. Contudo, pesquisas de opinião feitas em 2020 indicavam que a maioria dos eleitores americanos culpava Trump pelas falhas do governo na resposta ao Covid e não acreditavam mais em sua retórica, culpando ele também pela recessão econômica. Segundo uma pesquisa da Ipsos/ABC News, cerca de 65% dos americanos desaprovavam a gerência de Trump da pandemia. Até 20 de janeiro de 2021, o dia que deixou o cargo, cerca de 392 mil americanos haviam morrido de COVID-19 e 13,6 milhões de pessoas haviam sido vacinadas.

### Eleições de 2020 e invasão do Capitólio

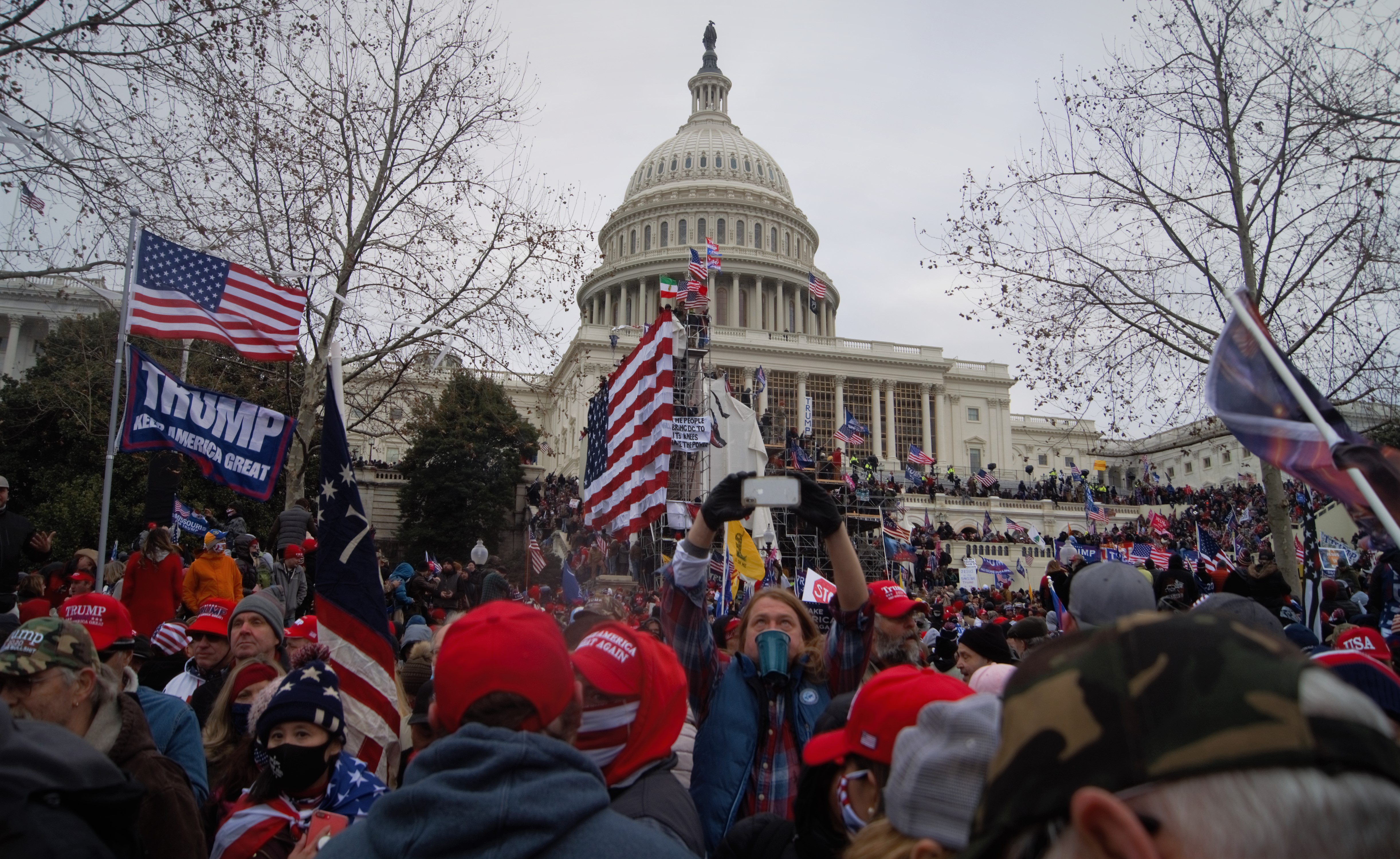
Manifestantes durante a invasão do Capitólio dos Estados Unidos

Trump acabou perdendo a eleição presidencial de 2020 para o democrata Joe Biden, mas se recusou a conceder a derrota. Ele fez acusações infundadas de fraude eleitoral, moveu vários processos em cortes de diversos estados para desafiar os resultados das urnas e ordenou que oficiais da Casa Branca e do seu governo não cooperassem com a transição presidencial.
Já antes da eleição, Trump falava constantemente em fraude na eleição, discurso que foi reforçado enquanto os votos eram somados e conforme perdia em estados-chave, como na Pensilvânia e Geórgia.
As alegações de fraudes inflaram grupos pró-Trump, como os Proud Boys, que no dia da certificação de Biden no Congresso, no dia 6 de janeiro, invadiram o Capitólio, onde os congressistas estavam reunidos para oficializar o presidente eleito. Os parlamentares tiveram que ser evacuados; o incidente levou à morte de cinco pessoas, uma delas baleadas dentro do Capitólio, e ferimentos em várias outras. Foram feitas dezenas de detenções.
Trump foi duramente criticado por ambos os lados do espectro político por ter incitado a insurreição; setores políticos empresariais chegaram a pedir o impeachment ou o uso da 25ª Emenda para a destituição do presidente; além disso, Trump teve suas contas em redes sociais indefinidamente bloqueadas.

### Segundo processo deimpeachment

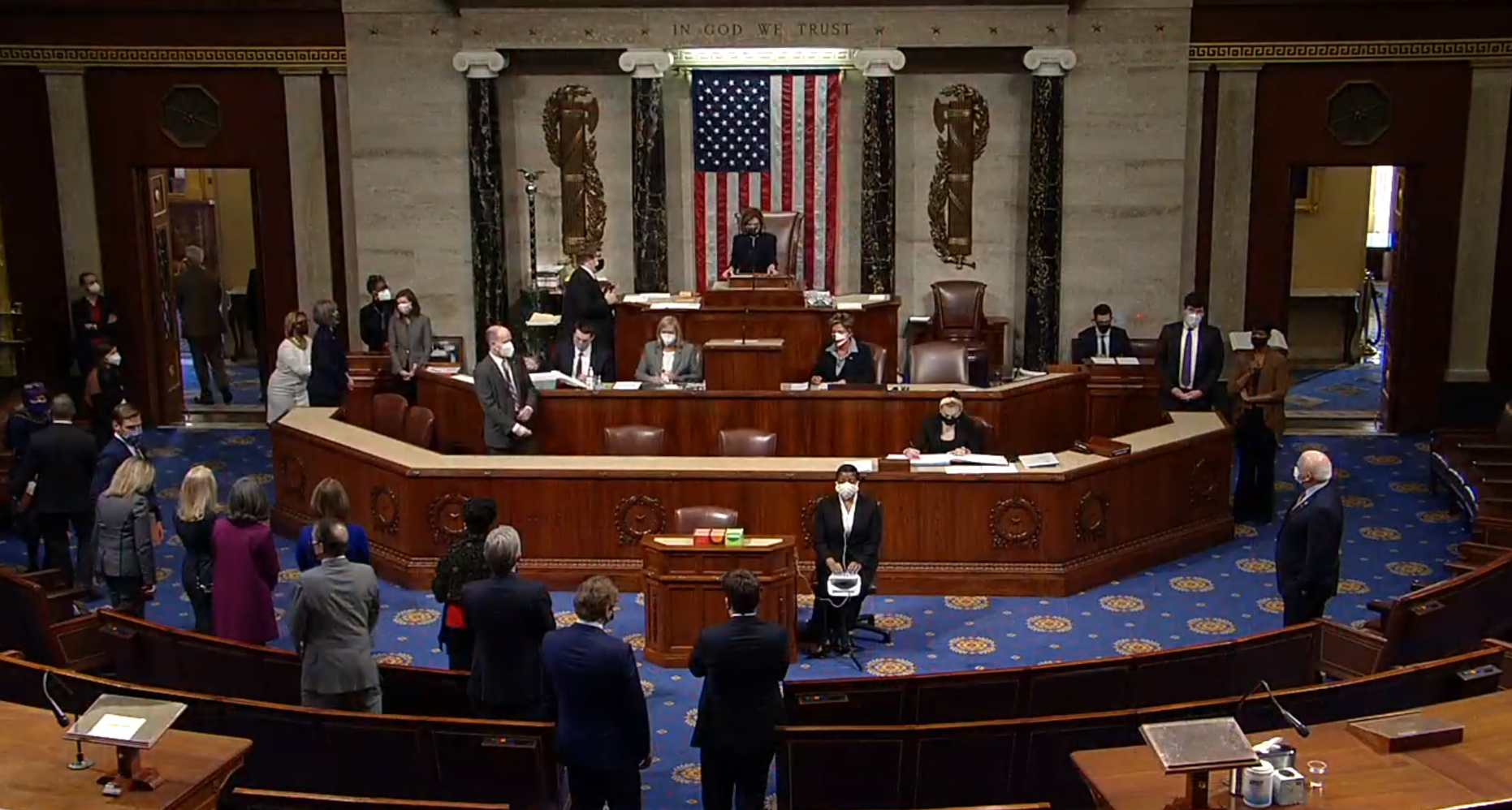
A Câmara dos Representantes votando a resolução do segundo impeachment de Donald Trump

Em 11 de janeiro de 2021, devido a seu envolvimento na invasão do Capitólio, parlamentares anunciaram que estavam apresentando uma proposta para um novo impeachment de Trump. A proposta foi apresentada pelos deputados democratas David Cicilline de Rhode Island, Jamie Raskin de Maryland e Ted Lieu da Califórnia. Na introdução, eles apontaram que as repetidas afirmações de Trump sobre fraude eleitoral e seu discurso no dia da invasão, antes da certificação de Joe Biden pelo congresso, acabaram incitando grupos extremistas à invasão. O documento também citava o fato de Trump ter ligado para o secretário eleitoral da Geórgia pressionando-o a "encontrar" 11 780 votos, que lhe dariam a vitória no estado, e fala da 14ª Emenda, que "proíbe qualquer pessoa que tenha se engajado em insurreição ou rebelião contra os Estados Unidos Estados" de ocupar cargo público.
Cidilline, que divulgou o documento na íntegra e seu Twitter, escreveu: "posso informar que agora temos votos para impeachment". O processo foi aceito na Câmara dos Representantes no dia 13 de janeiro, com 231 votos a favor e 197 votos contra, fazendo com que Trump se tornasse o único presidente dos Estados Unidos a sofrer processo de impeachment duas vezes. Em votação no Senado no dia 13 de fevereiro, no entanto, onde precisava de dois-terços dos cem votos dos senadores para ser declarado "culpado", ele acabou inocentado.

### Popularidade no primeiro mandato e afirmações falsas
Segundo diversos medidores e órgãos de pesquisa de opinião, Donald Trump foi um dos presidentes mais impopulares da história recente dos Estados Unidos. Trump é o único presidente no primeiro ano de mandato que, segundo o Gallup, não figurou em primeiro lugar na lista dos "homens mais admirados da América", ficando atrás de Obama em 2017 (e também em 2018). Segundo o Gallup (um dos institutos de pesquisa mais respeitados do país), Trump, ao fim do seu segundo ano de mandato, era o presidente mais mal avaliado entre a população, na história dos Estados Unidos, desde a Segunda Guerra Mundial. Segundo a pesquisa, feita em janeiro de 2019, apenas 39% dos norte-americanos aprovavam a forma como o presidente Trump governava o país.
Como presidente, Trump fez várias afirmações em públicos que eram consideradas falsas, numa média superior a qualquer outro presidente americano na história moderna. Trump teria feito "pelo menos uma afirmação falsa ou tendenciosa em 91 dos seus primeiros 99 dias" no cargo, de acordo com o The New York Times e 1 318 afirmações falsas ou enganosas nos seus primeiros 263 dias na presidência, segundo a análise política do "Fact Checker" do jornal The Washington Post. Em janeiro de 2021, o The Washington Post reportou que, ao longo de sua presidência, Trump fez pelo menos 29 508 alegações enganosas ou falsas até novembro de 2020, sem paralelos com nenhum chefe de governo americano na era moderna dos Estados Unidos. Trump ainda reagiu de forma lenta a pandemia de COVID-19; ele minimizou a ameaça do vírus, ignorou ou contradisse muitas recomendações de funcionários da área de saúde pública e promoveu informações falsas sobre tratamentos não comprovados e a disponibilidade de testes.
Em janeiro de 2021, Trump deixou o cargo como um dos presidentes mais mal avaliados da história dos Estados Unidos, com um índice de aprovação girando em torno de 34%, enquanto 62% do povo americano desaprovava a forma como ele liderava o país (segundo o instituto Gallup). No geral, Trump obteve uma média de 41% de aprovação durante os seus quatro anos de governo. A visão dos Estados Unidos pelo mundo também ficou bastante negativa durante o período que ele ocupou a Casa Branca. Ainda assim, Trump permaneceu popular entre o eleitorado Republicano e conservador.
O canal C-SPAN, que conduz pesquisas de liderança presidencial cada vez que uma presidência mudou de mãos desde o ano 2000, ranqueou Trump como o quarto pior presidente segundo uma pesquisa feita em 2021, com Trump sendo considerado um dos piores na característica de liderança por sua moral como autoridade e capacidades administrativas.

## Campanha presidencial de 2020

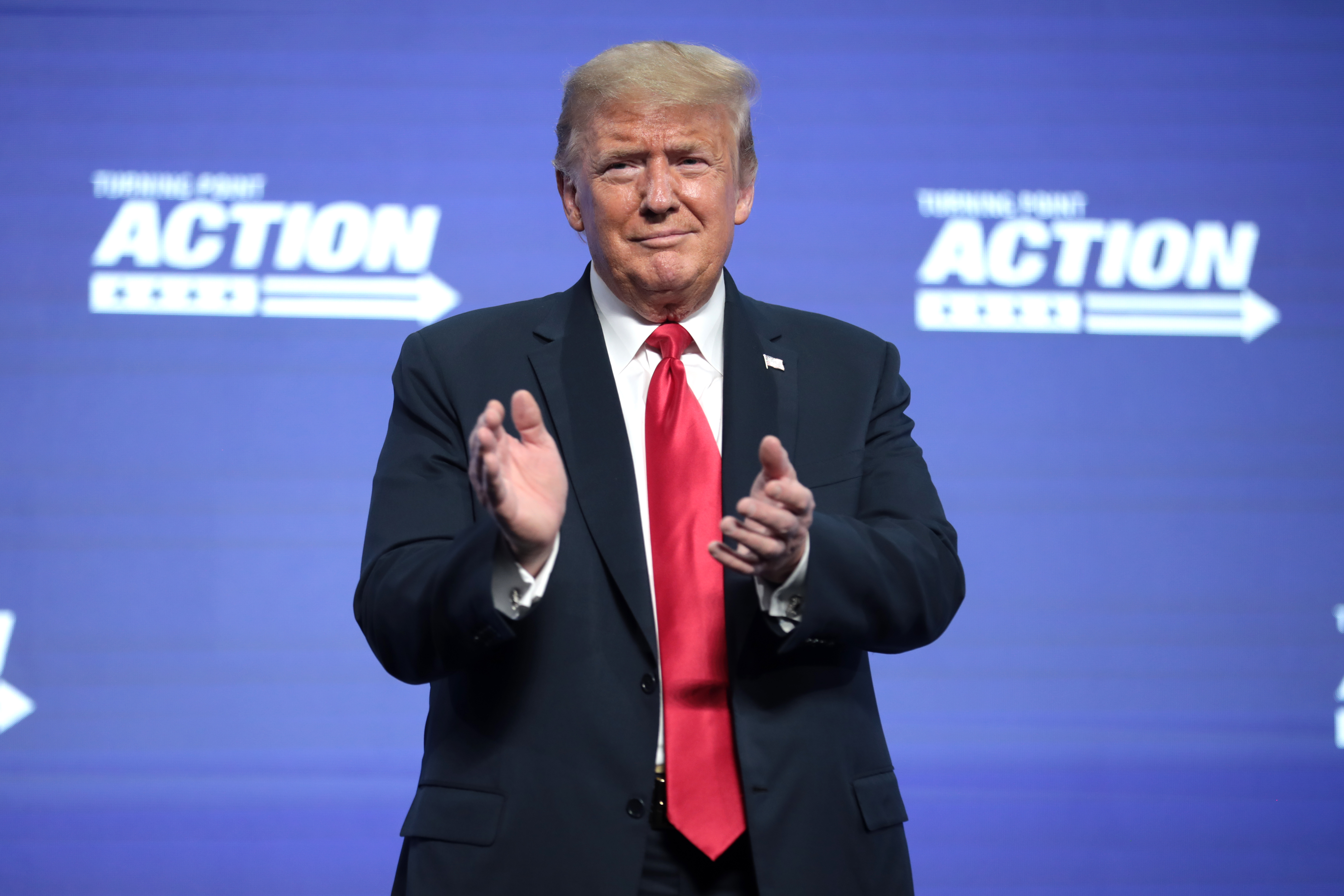
Trump durante a corrida presidencial em Phoenix, Arizona.

Trump demonstrou intenção de concorrer a um segundo mandato, entrando com um processo junto à Comissão Federal de Eleições (FEC) algumas horas após assumir a presidência, fazendo com que seu comitê eleitoral de 2016 se transformasse em um de reeleição. Trump iniciou oficialmente a campanha em um comício na cidade de Melbourne, menos de um mês após assumir o cargo. Em janeiro de 2018, o comitê de reeleição arrecadou 22 milhões de dólares, levantando um fundo total de 67 milhões em dezembro de 2018. Trump tornou-se candidato presumido de seu partido em março de 2020, após garantir a maioria dos delegados necessários à sua indicação. Em meados de 2020, a campanha de reeleição declinou nas pesquisas de intenção de voto, refletindo a insatisfação popular na forma de combater a pandemia COVID-19 e protestos por justiça racial — após o assassinato de George Floyd, em maio de 2020.
Em 2 de outubro de 2020, cerca de um mês antes da data de votação, Donald Trump e sua esposa Melania foram diagnosticados com COVID-19. Em 7 de novembro de 2020, Trump perde a eleição para Joe Biden.

## Período entre presidências (2020–24)
Trump não compareceu a posse de Joe Biden. Ao fim do seu mandato, o ex-presidente foi para seu resort particular de Mar-a-Lago, em Palm Beach, Flórida. Como é previsto em lei, Trump recebeu uma pensão do Estado e uma equipe custeada pelo contribuinte, estabelecendo um escritório para lidar com suas atividades pós-presidenciais.

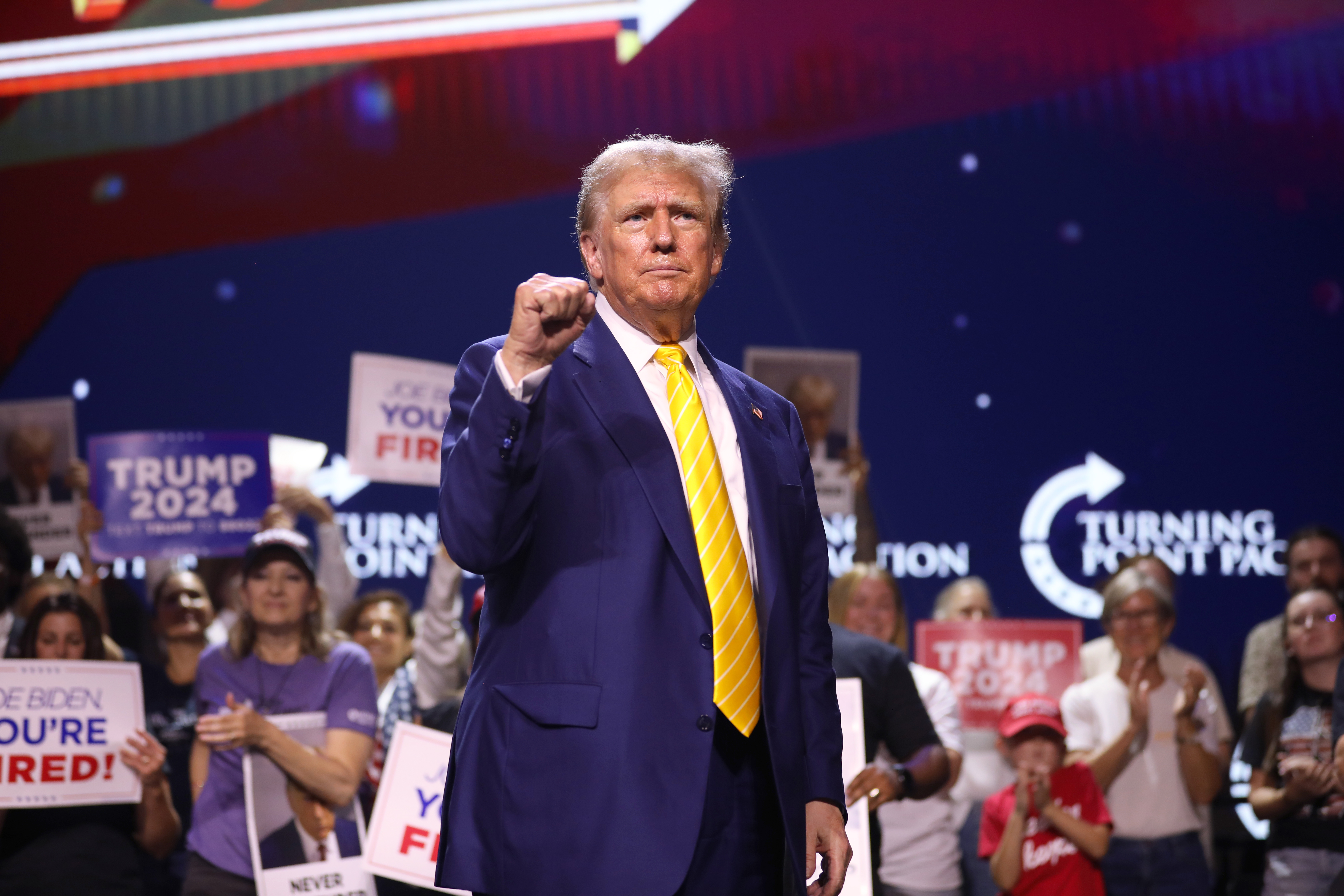
Trump em campanha em 2024.

Desde que deixou a presidência, Trump e suas empresas passaram a ser investigadas por crimes fiscais em Nova Iorque. Em fevereiro de 2021, a advogada-geral do distrito de Condado de Fulton, Geórgia, anunciou outra ação contra Trump devido ao telefonema que ele fez para Brad Raffensperger (secretário de estado da Geórgia), onde pedia que ele "encontrasse" votos para ele, o que muitos interpretaram como coerção.
Após deixar a presidência, Trump continuou, em discursos e conversas privadas, a perpetuar a falsa ideia de que a eleição de 2020 havia sido roubada dele e que o fato dele ter sido banido do Twitter, Facebook e Instagram era uma forma de censura por parte das Big Techs. Em um discurso em junho de 2021, Trump não descartou a possibilidade de tentar concorrer a eleição em 2024.
Desde que deixou o cargo, Trump permaneceu fortemente envolvido no Partido Republicano, não só fazendo campanha política para si próprio mas também atacando republicanos que havia se voltado contra ele. Em novembro de 2022, ele anunciou sua candidatura à indicação republicana para a eleição presidencial de 2024. Ele foi eleito presidente pela segunda vez em novembro desse mesmo ano.

### Processos criminais
Em 30 de março de 2023, um júri de Nova Iorque indiciou Trump pelo crime de falsificação de registros comerciais, praticado 34 vezes. Em 4 de abril, ele se entregou, foi detido e acusado formalmente; ele declarou-se inocente e foi liberado. O julgamento começou em 15 de abril de 2024.

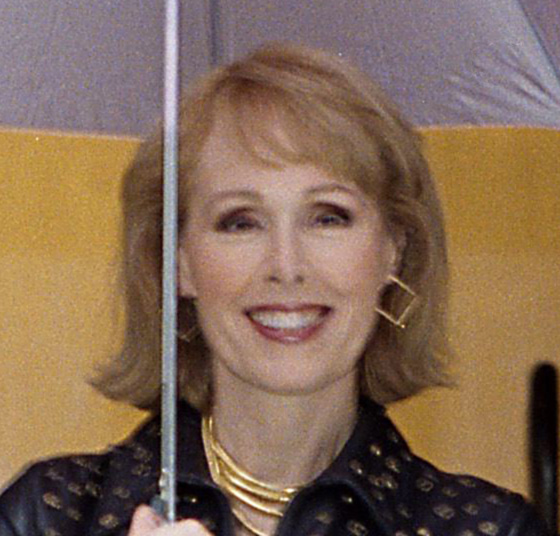
Em 9 de maio de 2023, um júri considerou Trump responsável por difamação e abuso sexual contra a jornalista E. Jean Carroll

Em 1º de agosto de 2023, um grande júri federal em Washington, D.C., indiciou Trump por seus esforços para reverter os resultados das eleições de 2020. Ele foi acusado de conspirar contra o governo dos Estados Unidos, obstruir a certificação do voto do Colégio Eleitoral, privar as pessoas do direito de terem seus votos contados e obstruir um procedimento legal. As acusações estão relacionadas com os eventos do ataque ao Capitólio dos Estados Unidos. Trump declarou-se inocente.
Em 8 de junho, o Departamento de Justiça dos Estados Unidos indiciou Trump em Miami por 31 acusações de "reter intencionalmente informações de defesa nacional sob a Lei de Espionagem", fazer declarações falsas, conspirar para obstruir a justiça, ocultar registros, dentre outras. Trump declarou-se inocente. Em julho, uma acusação substitutiva adicionou três acusações.
Em 14 de agosto, um júri do condado de Fulton, Geórgia, indiciou Trump em 13 acusações por diversos crimes relacionados à tentativa de anular as eleições presidenciais de 2020 na Georgia. Em 24 de agosto, Trump se entregou, foi preso, processado na cadeia do Condado de Fulton e liberado sob fiança. Ele usou a foto de registro policial em uma campanha de arrecadação de fundos. Em 31 de agosto, ele declarou-se inocente. Em 13 de março de 2024, o juiz do caso descartou três das 13 acusações.
Em 30 de maio de 2024, Trump se tornou o primeiro ex-presidente da história dos Estados Unidos a ser condenado por um crime. Um júri em Nova Iorque o condenou por fraude contábil em todas as 34 acusações de fraude, por ter ocultado um pagamento de 130 mil dólares para a atriz pornô Stormy Daniels, a fim de comprar o silêncio dela antes da eleição presidencial de 2016.

## Campanha presidencial de 2024

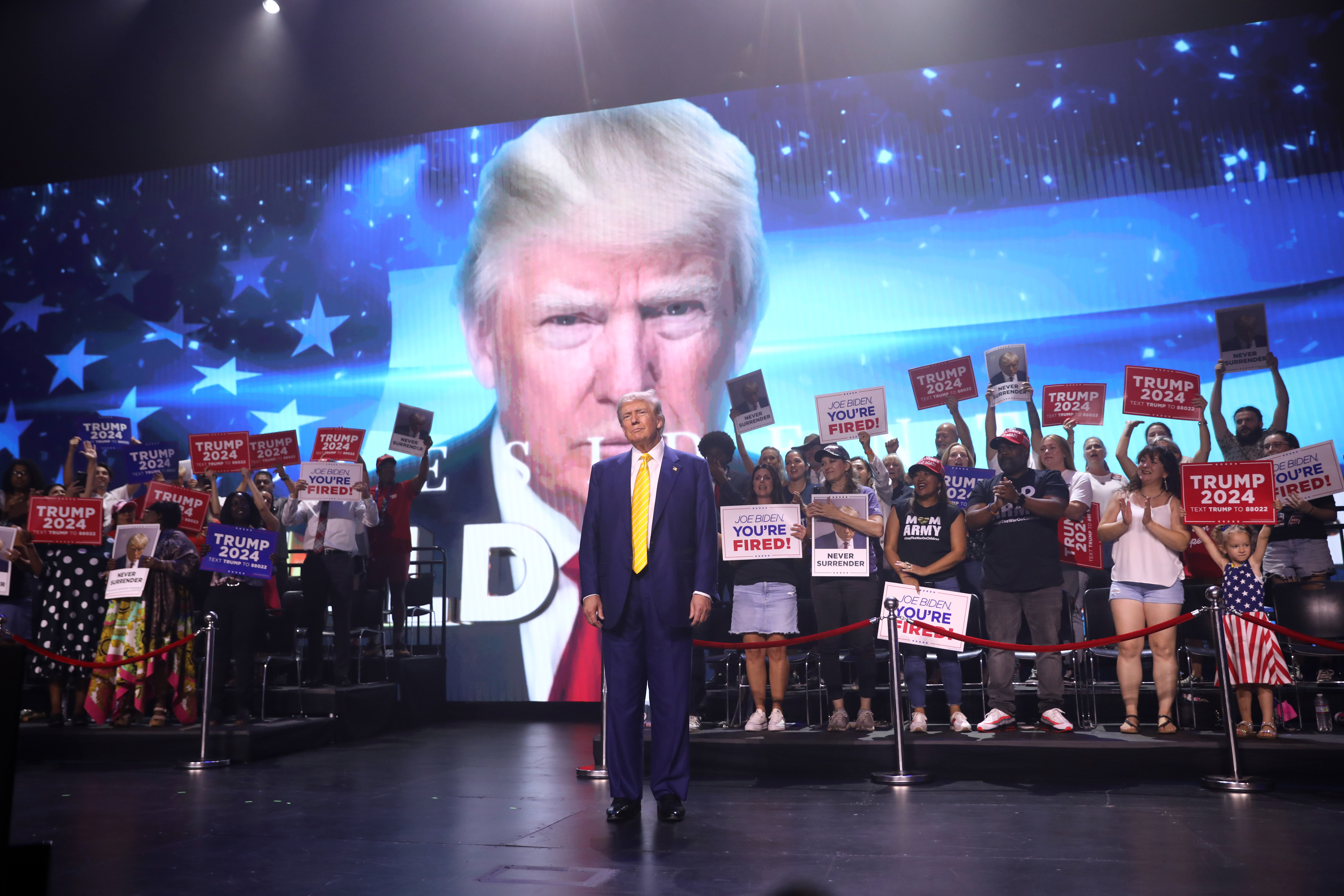
Donald Trump com apoiadores durante a campanha de 2024

Trump anunciou sua candidatura nas eleições presidenciais dos Estados Unidos em 2024 em um discurso em Mar-a-Lago em 15 de novembro de 2022.
Em dezembro de 2023, numa decisão sem precedentes no judiciário norte-americano, o Supremo Tribunal do Colorado retirou o antigo presidente Donald Trump do boletim de voto de 2024 do estado, decidindo que ele não é um candidato presidencial elegível devido à "proibição de insurreição" prevista na 14.ª Emenda à Constituição. A decisão foi tomada numa votação de 4–3, sendo revertida pela Suprema Corte dos Estados Unidos no caso Trump v. Anderson em março de 2024.
No dia 13 de Julho durante um discurso de campanha no condado de Butler na Pensilvânia Trump sofreu um atentado e sofreu ferimentos no rosto, na região da orelha. Após os disparos Trump foi cercado, imediatamente por agentes de segurança, escoltado e retirado do palco. Neste momento levantou o braço com o punho fechado demonstrando estar consciente, momento em que a multidão começou a gritar "USA". Um apoiador de Donald Trump foi morto durante o ataque, e outro e o atirador foi abatido e a arma de fogo utilizada no ataque foi recuperada, segundo confirmou o serviço secreto americano.
Logo após o ataque Trump escreveu em sua rede social Truth Social: "Eu levei um tiro que atingiu o pedaço superior da minha orelha direita. Eu soube imediatamente que algo estava errado quando ouvi um zumbido, tiros e imediatamente senti a bala rasgando a pele. Sangrou muito, e aí me dei conta do que estava acontecendo". Na mesma publicação Trump prestou condolências à família do apoiador morto, além de agradecer às forças de segurança e ao serviço secreto americano.

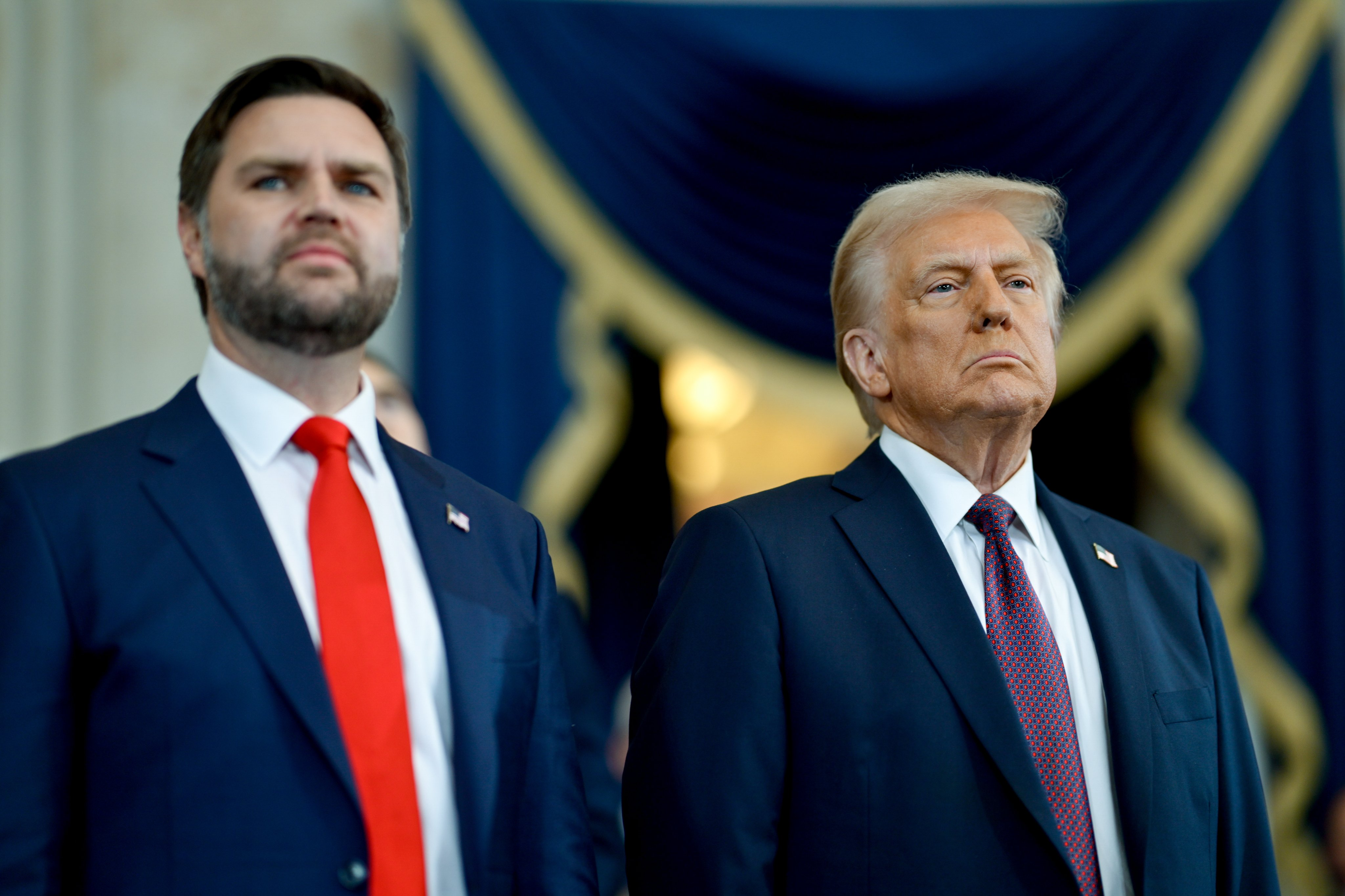
Trump e seu vice eleito, J. D. Vance.

Em 15 de julho de 2024, durante a Convenção Nacional do Partido Republicano, Trump foi oficialmente nomeado como candidato a presidente e escolheu o senador J. D. Vance como candidato a vice-presidente. Trump se tornou primeira pessoa desde Richard Nixon a ser três vezes o cabeça de chapa em uma eleição presidencial e o primeiro desde Franklin D. Roosevelt a disputar três eleições seguidas.
Trump foi eleito o 47º presidente dos Estados Unidos em novembro de 2024, derrotando a então vice-presidente Kamala Harris por 53 votos eleitorais. Ele se tornou o segundo presidente na história dos Estados Unidos eleito para mandatos não consecutivos depois do ex-presidente Grover Cleveland, que foi reeleito em 1893. A Associated Press e a BBC descreveram o resultado neste pleito como um retorno extraordinário para um ex-presidente. Ele também foi projetado para se tornar o primeiro republicano em duas décadas a garantir o voto popular nas eleições presidenciais dos Estados Unidos. Nos dias seguintes, Trump recebeu mensagens de felicitações de políticos do mundo todo.

### Atentado em comício

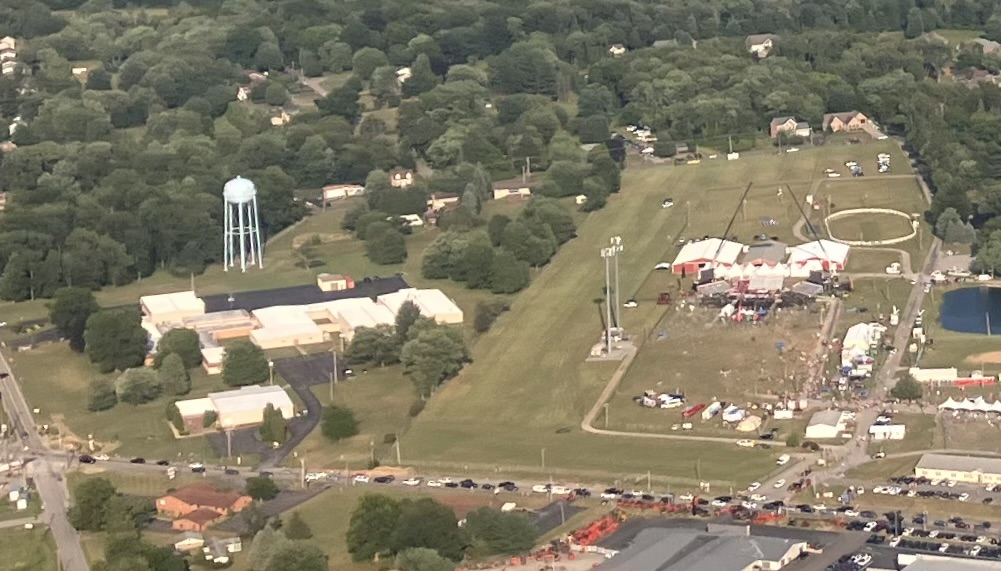
Visão aérea do dia do comício em Butler, Pensilvânia, em que houve a tentativa de assassinato de Donald Trump

No fim da tarde do dia 13 de julho de 2024, Donald Trump realizava um comício eleitoral na cidade de Butler, Pensilvânia, durante o evento foram ouvidos sons de tiros, o ex-presidente e seus apoiadores notaram o barulho e se abaixaram. Em seguida, Agentes do Serviço Secreto retiraram Trump do palco e o escoltaram para um local seguro, enquanto o público era evacuado do local. Após se levantar, Donald aparentava estar com a orelha direita e a bochecha ferida. Um porta-voz de campanha do líder republicano informou que ele está bem, sendo examinado. Um promotor local, informou a um jornal americano e posteriormente na rede X (antigo Twitter), que o atirador, identificado pelo FBI como Thomas Matthew Crook, de 20 anos, foi morto, bem como um espectador. Outras duas pessoas que estavam no local foram atingidas e socorridas em estado grave. Matthew estava posicionado em um telhado à 120 metros do palco do comício. O Serviço Secreto encontrou com ele um fuzil AR-15. Imagens de câmeras mostram atiradores de elite disparando suas armas em direção do atirador, momento em que são ouvidos os primeiros sons de tiros.

## Segunda presidência (2025–presente)

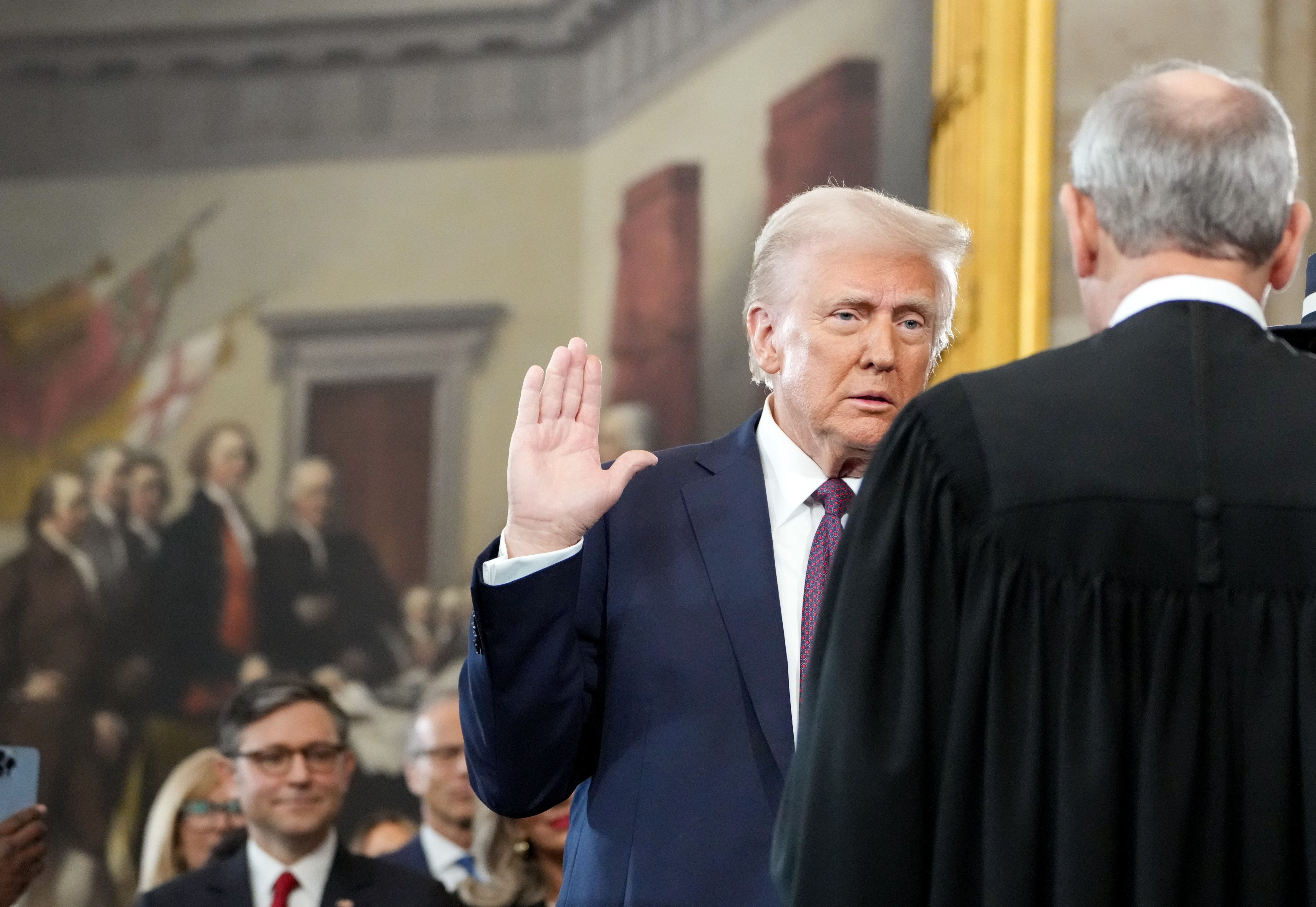
Donald Trump faz o juramento de posse para se tornar o 47.º presidente dos Estados Unidos

Trump iniciou seu segundo mandato ao ser empossado em 20 de janeiro de 2025. Ele é a pessoa mais velha a assumir a presidência e o primeiro presidente com uma condenação criminal.
Ao assumir o cargo, Trump assinou uma série de ordens executivas que retiraram os Estados Unidos da Organização Mundial da Saúde e do Acordo de Paris, revogaram o reconhecimento da ideologia de gênero, congelaram novas regulamentações da burocracia, interromperam contratações para trabalhadores federais, fundaram o Departamento de Eficiência Governamental, proibiram o envolvimento do governo federal em investigações criminais contra "adversários políticos", impediram a "censura governamental" à "liberdade de expressão",  reverteram a retirada da designação de Cuba como patrocinador estatal do terrorismo, revogaram sanções contra colonos israelenses, anularam uma ordem sobre inteligência artificial, reverteram a Força-Tarefa de Reunificação Familiar, concederam um perdão em massa a aproximadamente 1 500 manifestantes de 6 de janeiro, designaram cartéis de drogas mexicanos como organizações terroristas estrangeiras, tentaram acabar com a cidadania por nascimento e declararam emergência nacional na fronteira sul, o que desencadearia o envio de forças armadas.

### Ordens executivas

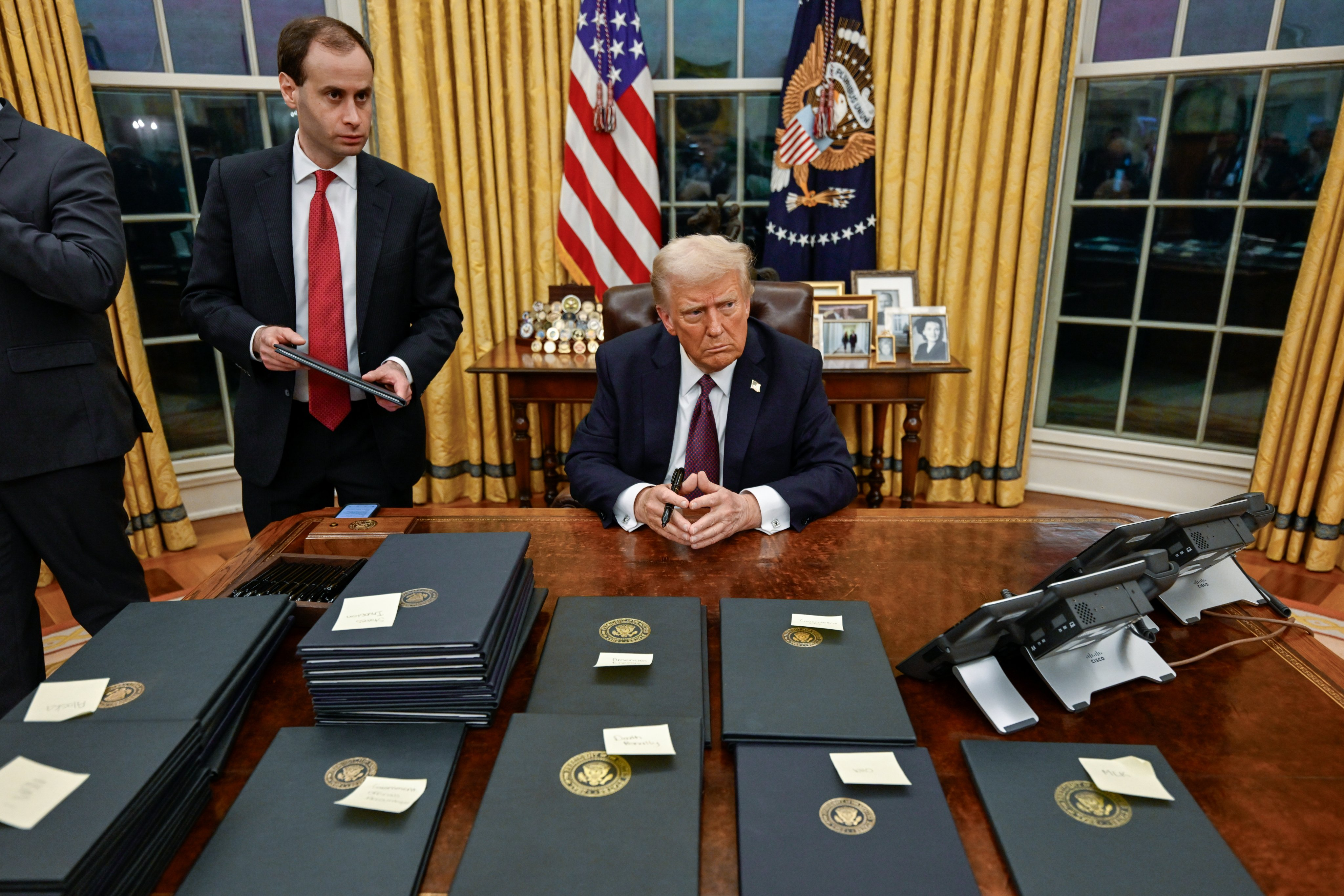
Donald Trump, em seu primeiro dia como presidente, prolongando e anulando ações executivas.

#### Faixa de Gaza

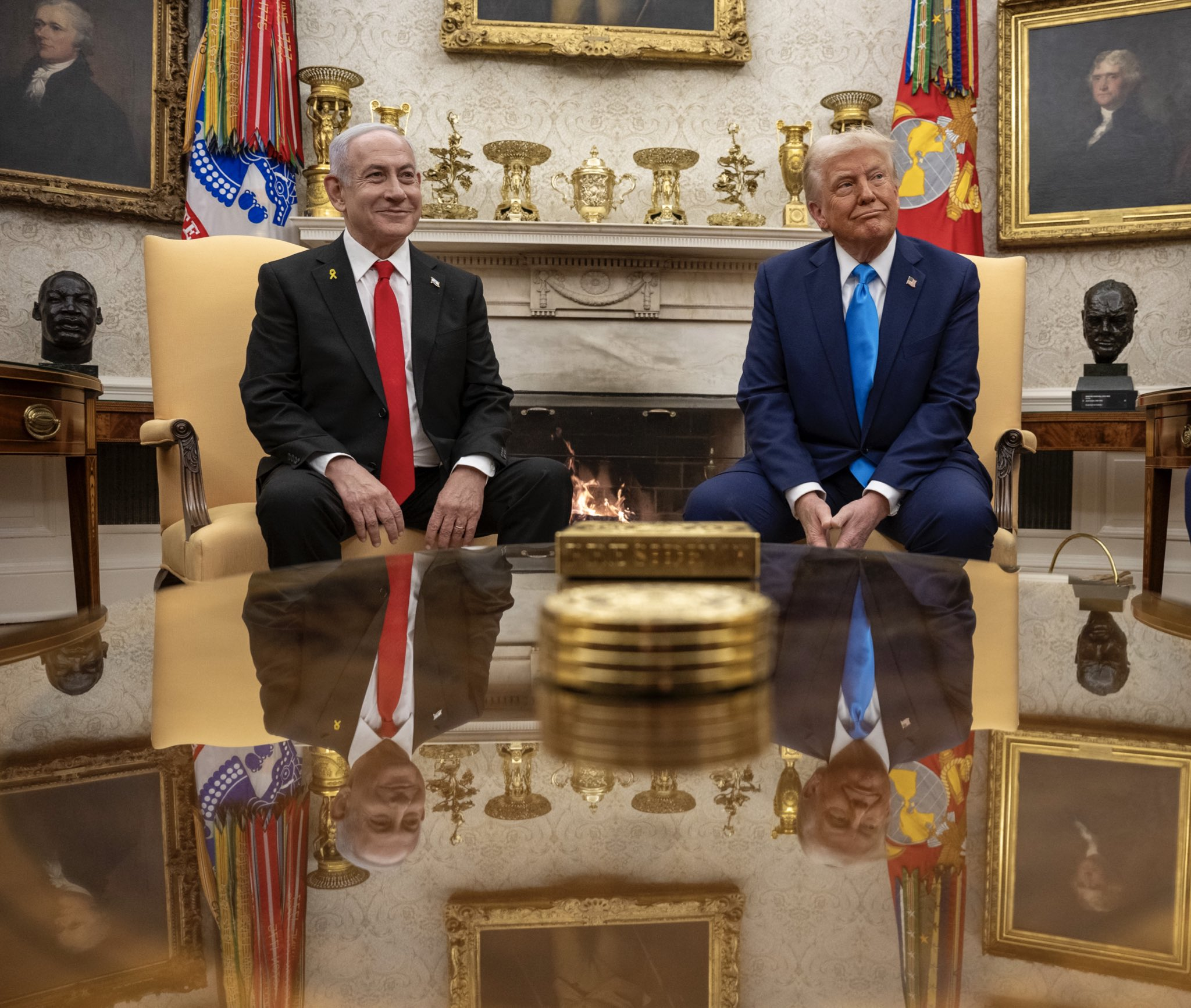
Donald Trump ao lado do primeiro-ministro israelense, Benjamin Netanyahu, anunciando o seu plano de assumir o controle da Faixa de Gaza em 4 de fevereiro de 2025

### Deportações em massa

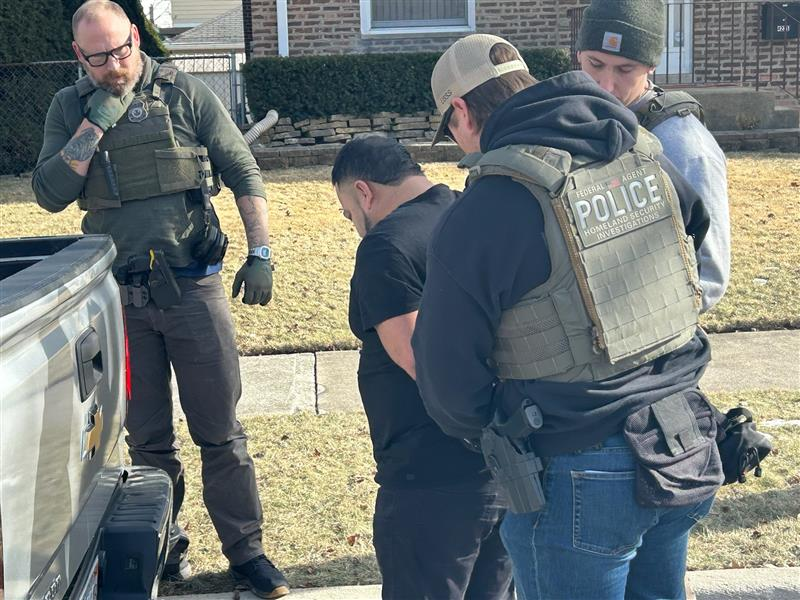
Agentes do ICE detendo um homem em 26 de janeiro de 2025

Donald Trump continuou as deportações de imigrantes nos Estados Unidos após assumir o cargo para um segundo mandato. A agenda de Trump prometia lançar "o maior programa de deportação da história dos Estados Unidos", mas os números reais de prisões e deportações pelo ICE sob Trump ficaram aquém dos da administração Biden.
Em 23 de janeiro de 2025, o Imigração e Fiscalização Aduaneira dos Estados Unidos (ICE) passou a realizar batidas em cidades-santuário, com centenas de imigrantes ilegais detidos e deportados. A administração Trump reverteu a política anterior e autorizou o ICE a invadir escolas, hospitais e igrejas. O uso de voos de deportação pelos Estados Unidos gerou reações negativas de alguns governos estrangeiros, especialmente da Colômbia. A administração Trump também discutiu a possível reabertura do campo de detenção da baía de Guantánamo para encarcerar migrantes. O uso da Baía de Guantánamo acarreta um grande custo financeiro. A manutenção do campo de detenção da Baía de Guantánamo custou historicamente "meio bilhão de dólares por ano". Apesar dos recursos investidos, a Baía de Guantánamo tem se mostrado prejudicial à saúde dos detidos devido ao dano reputacional para os Estados Unidos. Isso gerou controvérsia sobre como apoiar a "proteção dos direitos humanos e das liberdades fundamentais" dos detidos.

### Guerras comerciais

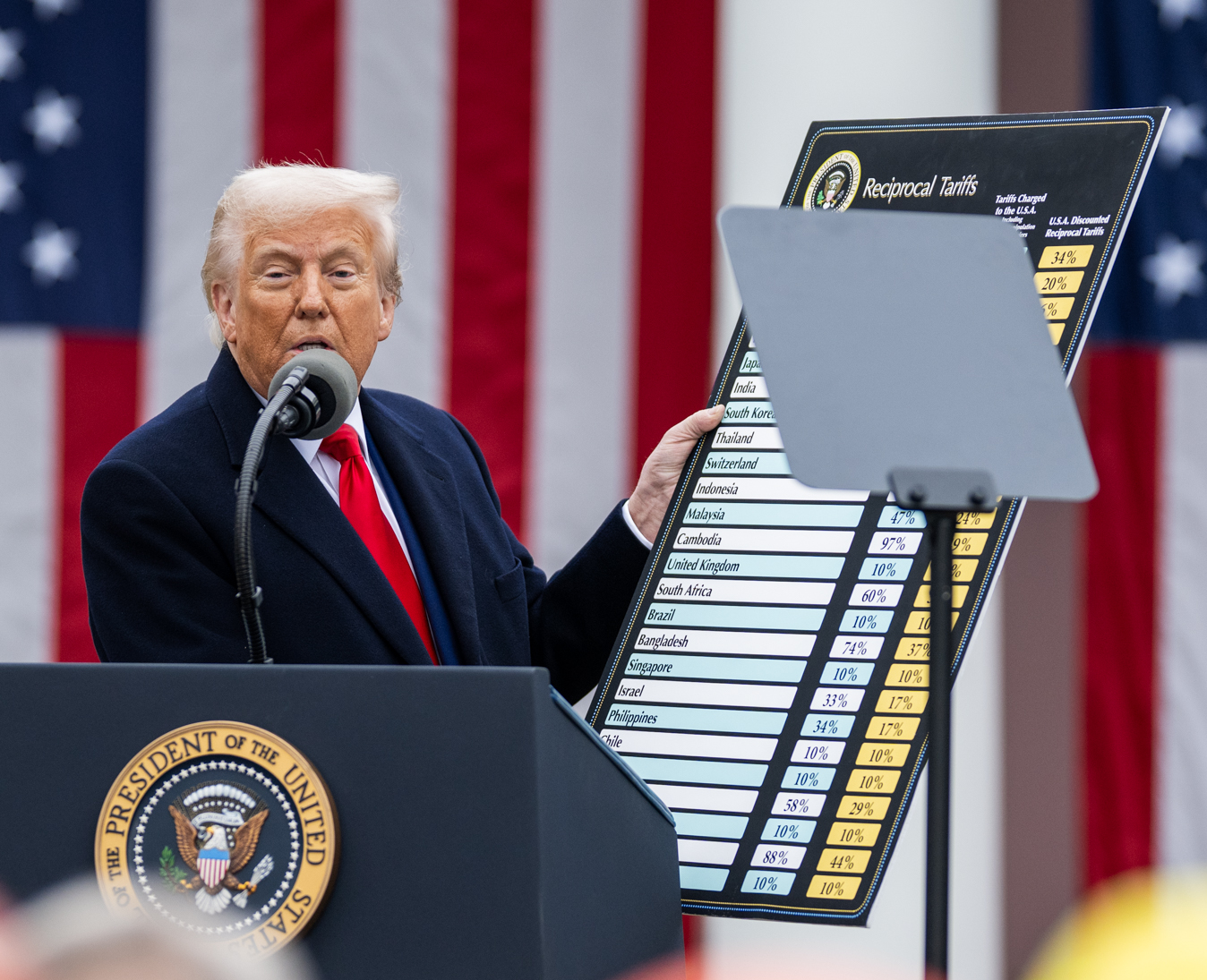
Trump mostra um gráfico com "tarifas recíprocas" em 2 de abril de 2025

As tarifas durante a segunda presidência de Donald Trump refletiram uma escalada de políticas comerciais protecionistas nos Estados Unidos no governo de Donald Trump. Enquanto em seu primeiro mandato ele impôs tarifas sobre aproximadamente 380 mil milhões de dólares em importações, prevê-se que o total da sua segunda administração exceda os 1,4 bilhão de dólares até abril de 2025.
No seu segundo mandato, Trump retomou uma guerra comercial com a China e lançou uma segunda guerra comercial com o Canadá e o México, enquadrando estas ações como uma forma de responsabilizar estes países pelo tráfico de drogas e pela imigração ilegal, ao mesmo tempo que apoiava a produção nacional. Em 4 de março de 2025, ele aumentou as tarifas sobre todas as importações chinesas para 20%. Ele também impôs uma tarifa de 25% sobre a maioria dos produtos canadenses e mexicanos, mas depois isentou todos os produtos em conformidade com o USMCA. Em 12 de março de 2025, uma tarifa global de 25% sobre produtos de aço e alumínio entrou em vigor.
Em 2 de abril de 2025, um dia que Trump apelidou de "Dia da Libertação", Trump anunciou tarifas amplas com uma base de 10% que entra em vigor em 5 de abril, enquanto as tarifas "recíprocas" adicionais entram em vigor em 9 de abril. Em 3 de abril, entrarou em vigor uma tarifa de 25% sobre todos os automóveis importados, sendo esperado que as peças de automóvel sejam as mesmas. Canadá, China e União Europeia anunciaram contratarifas, enquanto outros países iniciaram negociações proativas para evitar disputas comerciais adicionais. As tarifas gerais entraram em vigor em 5 de abril. As tarifas de importação sobre os 57 países, variando de 11% a 50%, deveriam começar em 9 de abril mas, após muitas incertezas no mercado, elas foram suspensas quase imediatamente por 90 dias para todos, exceto a China.

#### América do Norte

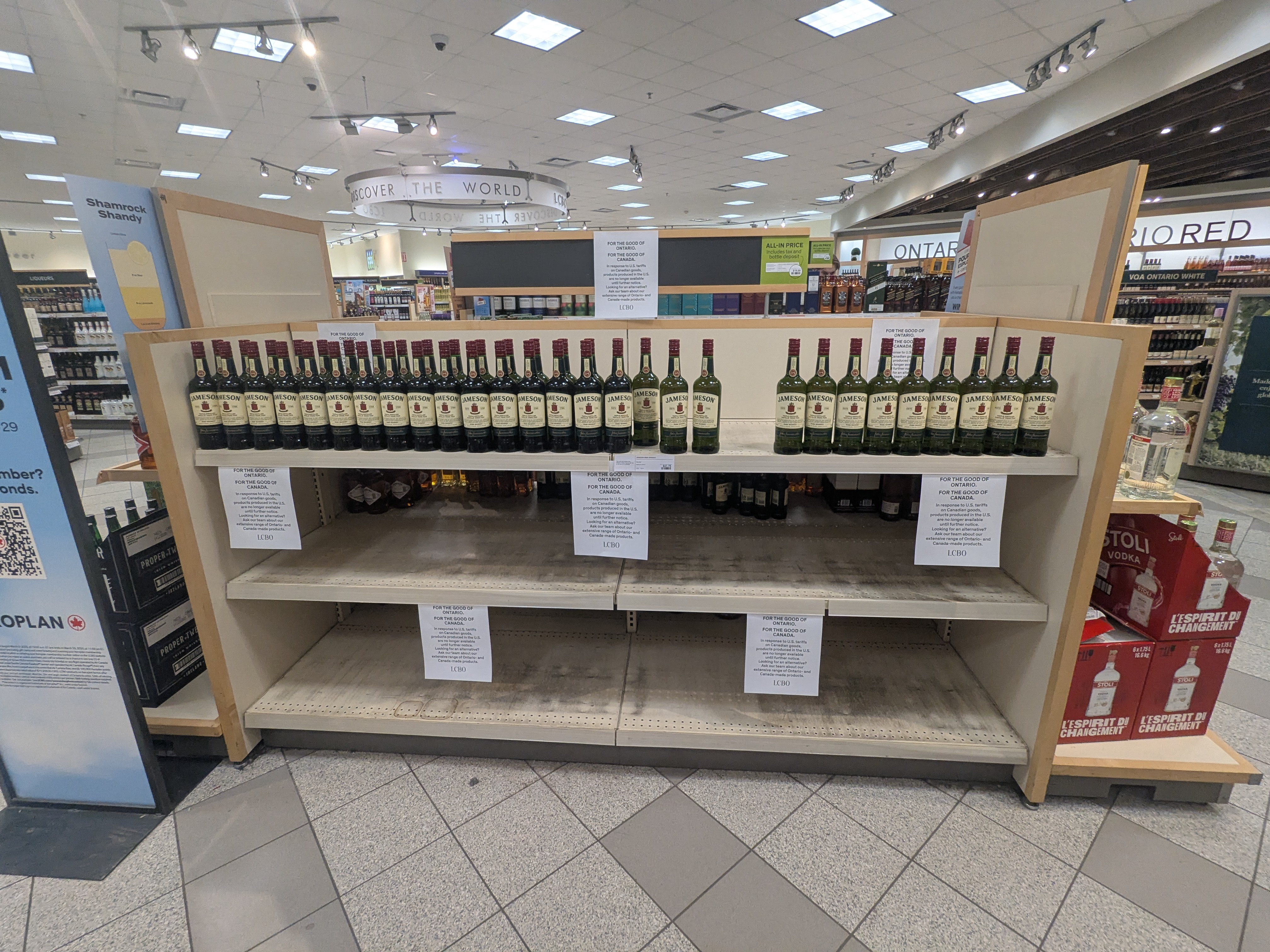
Uma prateleira de uma loja de bebidas em Ontário, Canadá, com todos os produtos americanos retirados em março de 2025

Uma guerra comercial envolvendo os Estados Unidos, Canadá e México começou em 1º de fevereiro de 2025, quando o presidente dos EUA, Donald Trump, assinou ordens impondo tarifas quase universais sobre produtos dos dois países que entrassem nos Estados Unidos. A ordem pedia tarifas de 25% sobre todas as importações do México e todas as importações do Canadá, exceto petróleo e energia, que seriam taxados em 10%.
Em resposta, o primeiro-ministro canadense Justin Trudeau disse que o Canadá retaliaria com tarifas imediatas de 25% sobre 20,6 bilhões de dólares de exportações americanas, que aumentariam para 106 bilhões de dólares após três semanas. A presidente mexicana Claudia Sheinbaum disse que o México aplicaria tarifas e retaliações não tarifárias contra os Estados Unidos.
Ambos os líderes negociaram um atraso de um mês nas tarifas com os EUA em 3 de fevereiro, um dia antes delas entrarem em vigor e concordaram em aumentar a segurança em suas respectivas fronteiras com os Estados Unidos. Após esse período, as tarifas americanas entraram em vigor em 4 de março; tarifas retaliatórias canadenses começaram simultaneamente, enquanto o México disse que anunciaria sua retaliação em 9 de março. Em 6 de março, no entanto, Trump adiou novamente as tarifas sobre produtos em conformidade com o Acordo Estados Unidos-México-Canadá (USMCA, sigla em inglês) até 2 de abril, o que representa cerca de 50% das importações do México e 38% das importações do Canadá.

#### China
A guerra econômica entre China e Estados Unidos está em curso desde janeiro de 2018, quando o presidente dos EUA, Donald Trump, começou a impor tarifas e outras barreiras comerciais à China com o objetivo de a forçar a alterar práticas comerciais consideradas desleais pelos EUA e roubo de propriedade intelectual.
O primeiro governo Trump declarou que estas práticas podem contribuir para o déficit comercial entre os EUA e a China e que o governo chinês exige a transferência de tecnologia americana. Em resposta às medidas comerciais dos EUA, o governo chinês acusou a administração Trump de protecionismo nacionalista e tomou medidas retaliatórias.
Após a guerra comercial ter-se intensificado em 2019, em janeiro de 2020, ambas as partes chegaram a um tenso acordo de primeira fase. No final da primeira presidência de Trump, a guerra comercial foi amplamente caracterizada como um fracasso americano.
A administração de Joe Biden manteve as tarifas em vigor e acrescentou taxas adicionais sobre produtos chineses, como veículos elétricos e painéis solares. Em 2024, a campanha presidencial de Trump propôs uma tarifa de 60 por cento sobre os produtos chineses. Em 1º de fevereiro de 2025, o governo Trump aumentou as tarifas sobre a China em 10%, enquanto em 4 de março, o governo as aumentou em outros 10%. Desde fevereiro de 2025, o governo Trump impôs um total de tarifas de 20% à China. Em 2 de abril de 2025, o governo Trump elevou a tarifa total de importação da China para 54%, com o governo chinês prometendo retaliação em resposta.

### DOGE

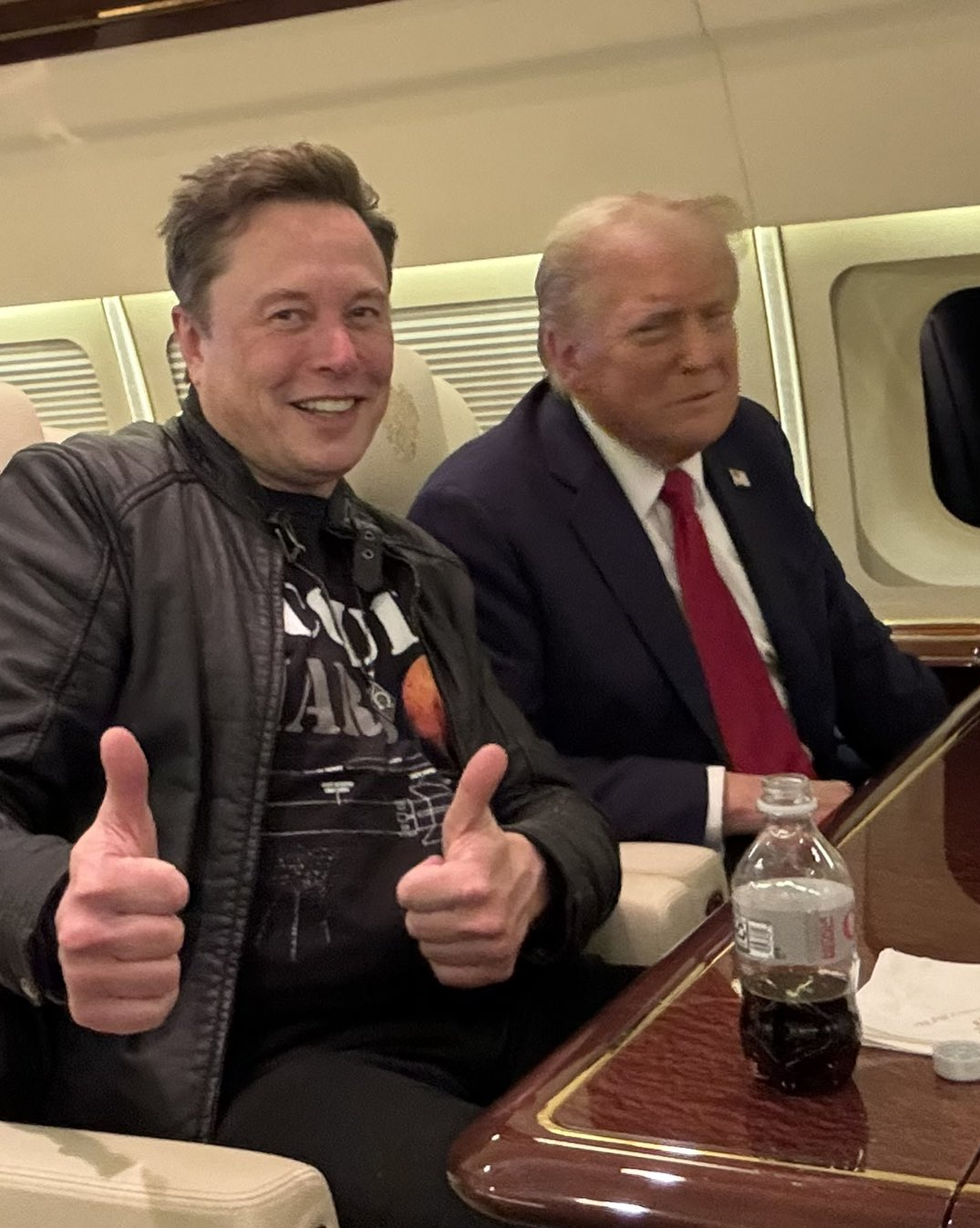
Elon Musk e Donald Trump

O Departamento de Eficiência Governamental (DOGE) é uma comissão consultiva planejada dos Estados Unidos anunciada por Donald Trump, o atual presidente eleito dos Estados Unidos, em preparação para seu segundo mandato como presidente dos Estados Unidos. A organização foi idealizada e posteriormente liderada por Elon Musk, que foi nomeado pela mesma ordem executiva e recebeu autorização especial do governo. O comando da comissão está atualmente nas mãos de Amy Gleason.
Musk declarou que acredita que tal comissão poderia reduzir o orçamento federal em US$ 2 trilhões; mais tarde, ele reduziu sua estimativa para US$ 1 trilhão e depois para US$ 150 bilhões. Jamie Dimon, CEO do JPMorgan Chase, apoiou a ideia. Alguns comentaristas questionaram se a DOGE é um conflito de interesse para Musk, já que suas empresas são contratadas pelo governo federal. O nome do departamento é um retroacrônimo que faz referência ao meme da internet Doge e à Dogecoin, uma criptomoeda à qual Musk já foi associado.
O DOGE é controverso e gerou protestos e processos judiciais. Ele realizou demissões em massa de funcionários federais, obteve acesso a sistemas de várias agências governamentais, nomeou aliados para cargos importantes, removeu conteúdos considerados "DEI" e cancelou contratos federais. Além disso, dissolveu agências e realocou fundos aprovados pelo Congresso, algo que especialistas consideram inconstitucional. Nem o DOGE nem Trump têm autoridade direta para cortar gastos, apenas podem sugerir reduções ao Congresso, que controla o orçamento. Juristas alertam para uma possível crise constitucional e membros do Partido Democrata classificaram as ações do DOGE como um "golpe". Também há preocupações com conflitos de interesse, pois empresas de Elon Musk receberam bilhões em contratos com o governo, apesar de disputas com reguladores federais. Musk afirma que as ações do DOGE são "totalmente transparentes", mas Trump isentou o órgão de regras de transparência pública. A Casa Branca afirma que o DOGE segue as leis federais e que Musk se afastaria caso houvesse conflito entre suas empresas e o governo.

### Relações internacionais

#### Groenlândia
Propostas dos Estados Unidos para a aquisição da Groenlândia existem desde o século XIX. Os Estados Unidos consideraram e fizeram várias tentativas para comprar a ilha da Groenlândia da Dinamarca, mas tendo resultado diferente do obtido com as Índias Ocidentais Dinamarquesas em 1917. As discussões internas no seio do governo dos Estados Unidos sobre a aquisição da Groenlândia ocorreram nomeadamente em 1867, 1910, 1946, 1955, 2019 e 2025 e a aquisição foi defendida pelos secretários de Estado americanos William H. Seward e James F. Byrnes, em privado pelo vice-presidente Nelson Rockefeller e publicamente pelo presidente Donald Trump, entre outros. Após a Segunda Guerra Mundial, os Estados Unidos ofereceram-se secretamente para comprar a Groenlândia; a discussão pública sobre a compra da ilha ocorreu durante o primeiro mandato de Trump em 2019 e novamente após a reeleição de Trump em 2024, como parte da sua política do Grande Estados Unidos.
Embora a Groenlândia seja um território autônomo dentro do Reino da Dinamarca, as autoridades groenlandesas e dinamarquesas afirmaram publicamente o direito da Gronelândia à autodeterminação e declararam que a Groenlândia “não está à venda”. Muitos groenlandeses apoiam a independência e muitos dinamarqueses consideram os laços históricos com a Groenlândia como parte integrante da identidade nacional dinamarquesa.

#### Ucrânia

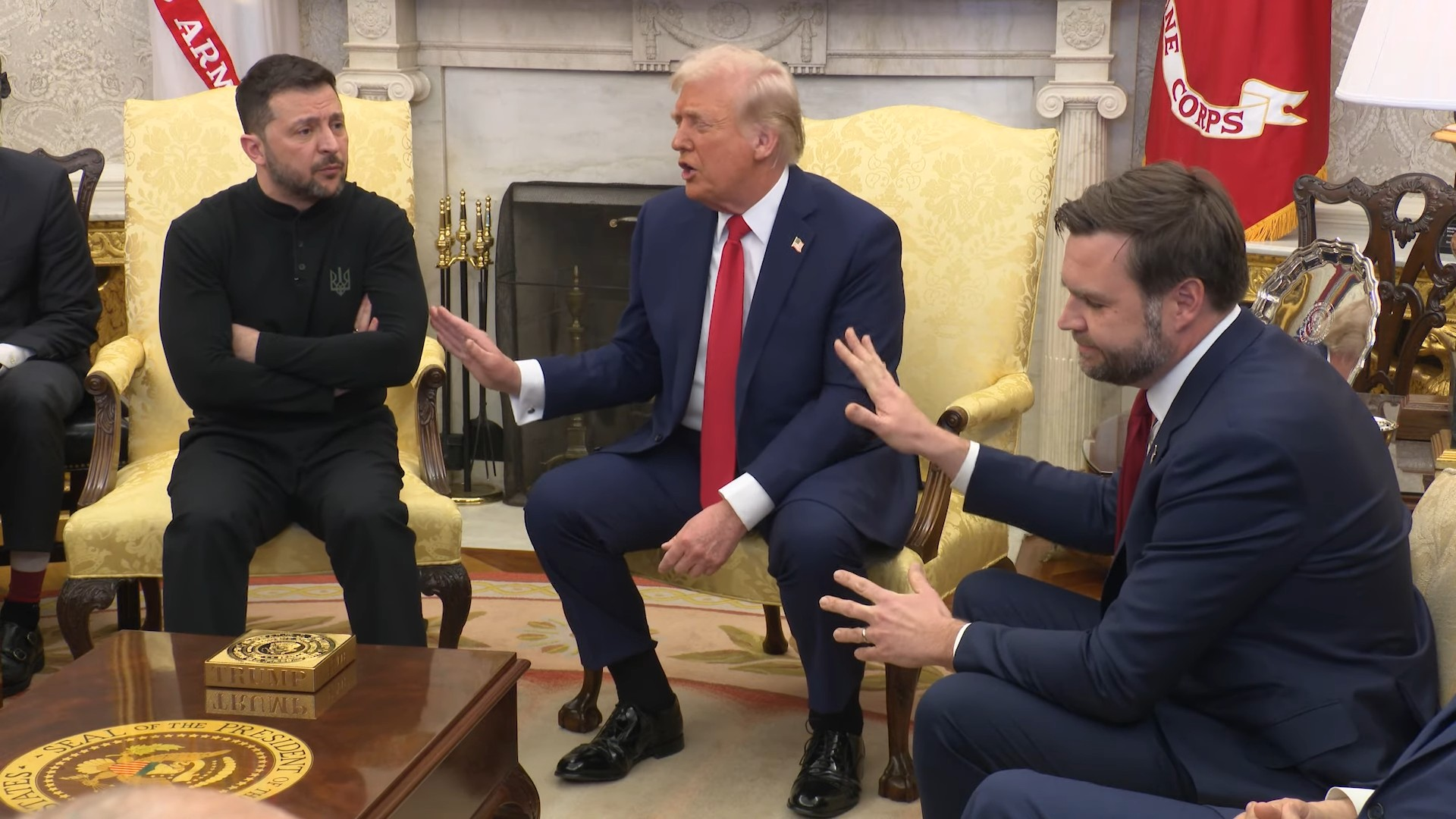
Volodymyr Zelensky, Donald Trump e J. D. Vance durante a discussão em 28 de fevereiro de 2025

Em 28 de fevereiro de 2025, Donald Trump, presidente dos Estados Unidos, e Volodymyr Zelensky, presidente da Ucrânia, realizaram uma reunião bilateral altamente conflituosa, transmitida ao vivo a partir do Salão Oval da Casa Branca, em Washington, D.C. O encontro tinha como objetivo discutir a continuidade do apoio norte-americano à Ucrânia na defesa contra a invasão russa em curso e estava previsto para culminar na assinatura do Acordo de Recursos Minerais entre Ucrânia e Estados Unidos. No entanto, a reunião foi abruptamente interrompida sem uma resolução clara. Durante o encontro, Trump e JD Vance, vice-presidente dos Estados Unidos, criticaram Zelensky repetidamente, chegando, em alguns momentos, a sobrepor-se à sua voz. O episódio marcou a primeira vez na história dos Estados Unidos em que um presidente em exercício atacou verbalmente, de maneira aberta, um chefe de Estado visitante.
Nos dias que antecederam a reunião, as tensões entre o governo Trump e o governo de Zelensky já estavam elevadas. Trump pressionava a Ucrânia para que fizesse concessões à Rússia a fim de encerrar rapidamente a guerra. Ele havia iniciado negociações com a Rússia sem a participação da Ucrânia, insinuado que Zelensky era responsável pela invasão russa e o chamado de "ditador" por não realizar eleições durante o conflito – algo que, devido à lei marcial, não era legalmente viável. Por outro lado, Zelensky buscava garantias de segurança robustas contra futuras agressões russas, pois acreditava que, sem elas, o presidente da Rússia, Vladimir Putin, violaria qualquer acordo, como já havia feito anteriormente.

## Prática e retórica política

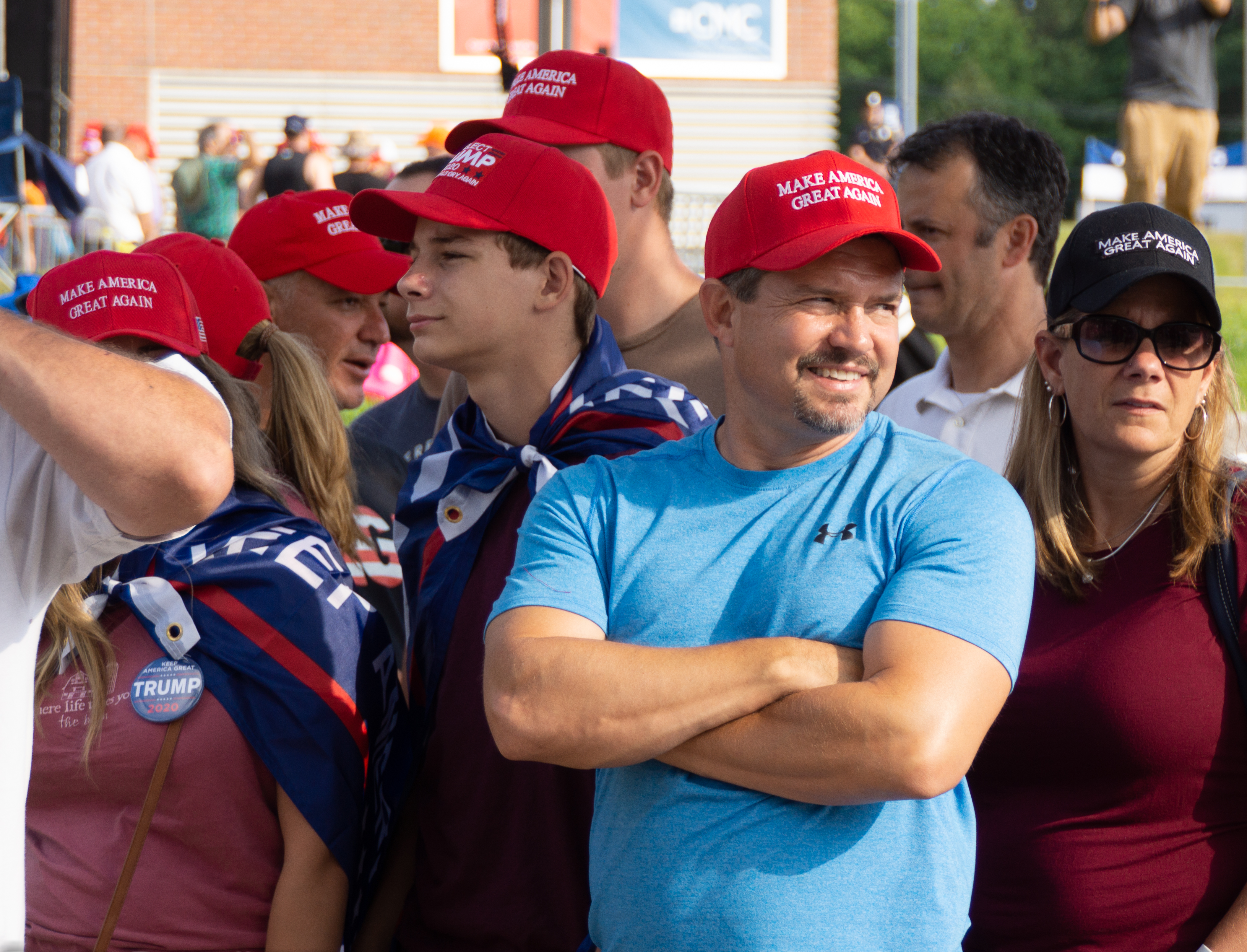
Os apoiantes de Trump usam frequentemente chapéus vermelhos com o seu slogan "Make America Great Again" para mostrar o seu apoio.

A partir da sua campanha presidencial de 2016, a política e a retórica de Trump levaram à criação de um movimento político conhecido como trumpismo. As posições políticas de Trump são populistas, mais especificamente descritas como populistas de direita. Ele ajudou a trazer ideias e organizações de extrema-direita para o mainstream. Muitas das ações e retórica de Trump foram descritas como autoritárias e contributivas para o retrocesso democrático. Sua base política foi comparada a um culto à personalidade.
A retórica e as acções de Trump inflamam a ódio e exacerbam a desconfiança através de uma narrativa de “nós” versus “eles”. Trump menospreza explicitamente e rotineiramente as minorias raciais, religiosas e étnicas, sendo que acadêmicos concluem consistentemente que a animosidade racial em relação aos negros, imigrantes e muçulmanos são os melhores indicadores de apoio a Trump. A retórica de Trump foi descrita como uma forma de alarmismo e demagogia. O movimento direita alternativa (alt-right) uniu-se e apoiou a sua candidatura, em parte devido à sua oposição ao multiculturalismo e à imigração. Ele tem um forte apelo entre os eleitores cristãos evangélicos e nacionalistas cristãos, sendo que seus comícios assumem os símbolos, a retórica e a agenda desses grupos.

### Visões raciais e de gênero
Muitos dos comentários e ações de Trump foram descritos como racistas. Numa pesquisa nacional, cerca de metade dos inquiridos afirmou que ele é racista; uma proporção maior acredita que ele encoraja os racistas. Vários estudos e inquéritos descobriram que as atitudes racistas alimentaram a sua ascensão política e foram mais importantes do que os fatores econômicos na determinação da fidelidade dos seus eleitores. Atitudes racistas e islamofóbicas são um poderoso indicador de apoio a Trump. Ele também foi acusado de racismo por insistir que um grupo de cinco adolescentes negros e latinos eram culpados de estuprar uma mulher branca no caso do corredor do Central Park em 1989, mesmo depois de terem sido inocentados em 2002, quando o verdadeiro estuprador confessou e seu DNA correspondeu às evidências. Em 2024, os homens processaram Trump por difamação depois que ele disse em um debate televisionado que eles cometeram o crime e mataram a mulher.
Em 2011, quando estava alegadamente a considerar candidatar-se à presidência, Trump tornou-se o principal proponente da teoria da conspiração racista que alega que Barack Obama, o primeiro presidente negro dos EUA, não nasceu nos EUA. Em abril, reivindicou o crédito por pressionar a Casa Branca a publicar a certidão de nascimento "longa", que considerou fraudulenta, e mais tarde disse que isso o tornou "muito popular". Em setembro de 2016, em meio a pressões, ele reconheceu que Obama nasceu nos EUA. Em 2017, no entanto, ele teria voltado a expressar opiniões a favor dessa conspiração em privado. Durante a campanha presidencial de 2024, Trump também fez ataques falsos contra a identidade racial de sua oponente, Kamala Harris, que foram descritos como uma reminiscência da teoria da conspiração birther.
Trump tem um histórico de menosprezar as mulheres quando fala com a mídia e nas redes sociais. Ele fez comentários obscenos, menosprezou a aparência física das mulheres e se referiu a elas usando epítetos depreciativos. Pelo menos 25 mulheres o acusaram publicamente de má conduta sexual, incluindo estupro, beijos sem consentimento, apalpadas, olhares por baixo das saias das mulheres e flagras de adolescentes nuas em concursos de beleza. Ele negou as acusações. Em outubro de 2016, surgiu uma gravação de 2005 na qual Trump se gabava de beijar e apalpar mulheres sem o consentimento delas, dizendo que, "quando você é uma estrela, elas deixam você fazer isso. Você pode fazer qualquer coisa. ... Agarre-as pela xota." Trump caracterizou os comentários como "conversa de vestiário" e a ampla exposição do incidente na mídia levou ao primeiro pedido público de desculpas de Trump durante sua campanha presidencial de 2016.

### Ligação à violência e crimes de ódio

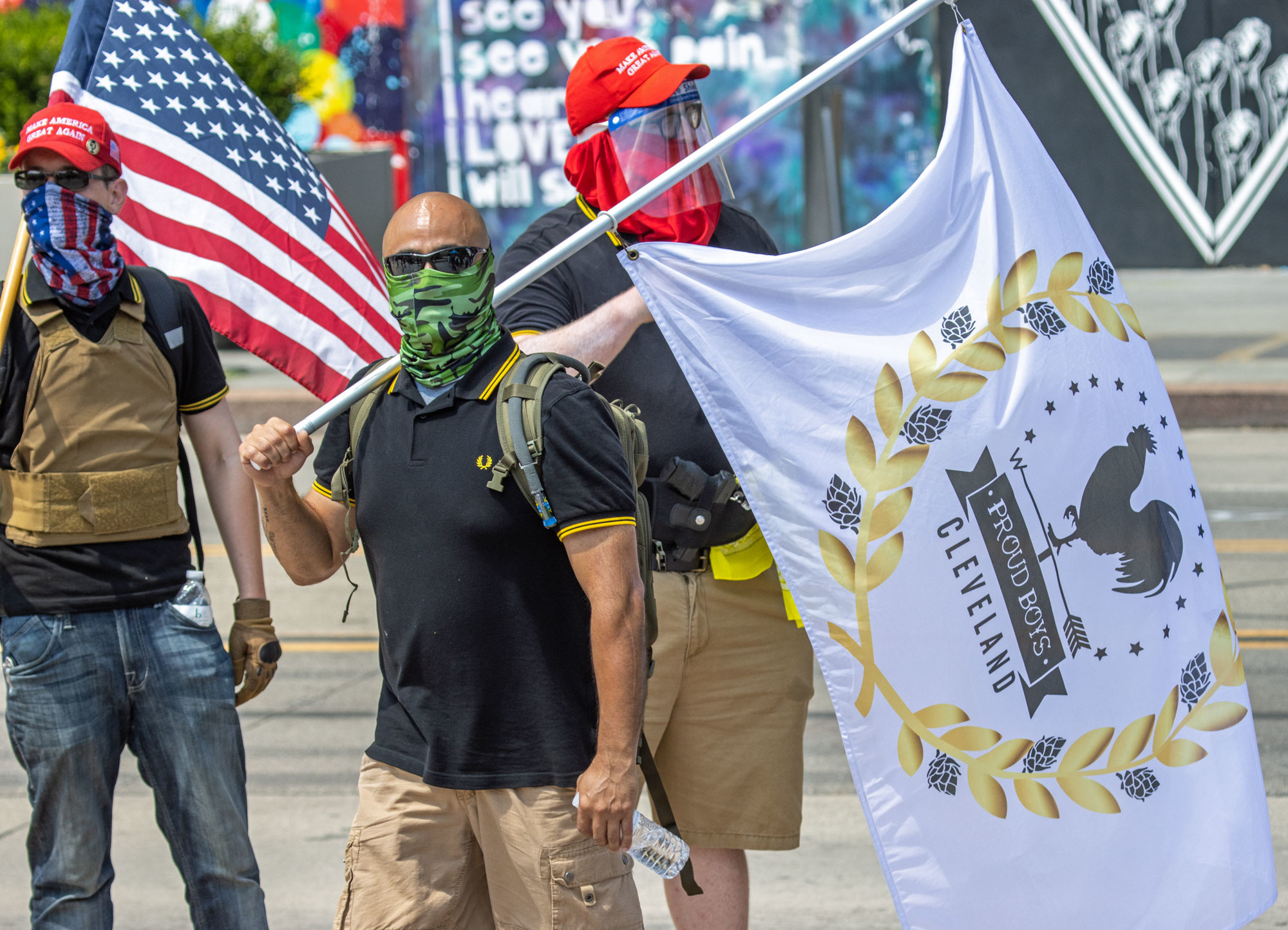
A recusa de Trump em condenar os supremacistas brancos Proud Boys durante um debate presidencial em 2020 e o seu comentário, "Proud Boys, recuem e aguardem", foram atribuídos ao aumento do recrutamento para o grupo pró-Trump.

Trump foi identificado como uma figura-chave no aumento da violência política nos Estados Unidos, tanto a favor como contra ele. Ele é descrito como um polarizador que abraçou o extremismo, as teorias da conspiração, como Q-Anon, além dos movimentos de milícias de extrema-direita em maior extensão do que qualquer outro presidente americano moderno. Trump foi descrito como alguém que usa terrorismo estocástico.
Pesquisas acadêmicas sugerem que a retórica de Trump está associada a um aumento da incidência de crimes de ódio e que ele tem um efeito encorajador na expressão de atitudes preconceituosas devido à normalização da retórica racial explícita. Durante a sua campanha de 2016, ele instou ou elogiou ataques físicos contra manifestantes ou jornalistas. Vários réus investigados ou processados por atos violentos e crimes de ódio, incluindo os participantes na invasão do Capitólio dos EUA, citaram a sua retórica para argumentar que não eram culpados ou que deveriam receber clemência. Uma revisão nacional realizada pela ABC News em maio de 2020 identificou pelo menos 54 casos criminais entre agosto de 2015 e abril de 2020, nos quais Trump foi invocado em conexão direta com violência ou ameaças de violência, principalmente por homens brancos e principalmente contra minorias.

### Teorias da conspiração
Antes e durante sua presidência, Trump promoveu inúmeras teorias da conspiração, como a suposta falsa cidadania de Obama, o movimento QAnon, a teoria da farsa do aquecimento global, as alegações de grampos telefônicos na Trump Tower, que Obama e Biden mataram membros da Navy SEAL Team 6 e a alegada interferência ucraniana nas eleições dos EUA. Em pelo menos dois casos, Trump esclareceu à imprensa que acreditava na teoria da conspiração em questão. Durante e desde a eleição presidencial de 2020, ele promoveu várias teorias de conspirações para sua derrota que foram caracterizadas como "a grande mentira".

### Desinformação

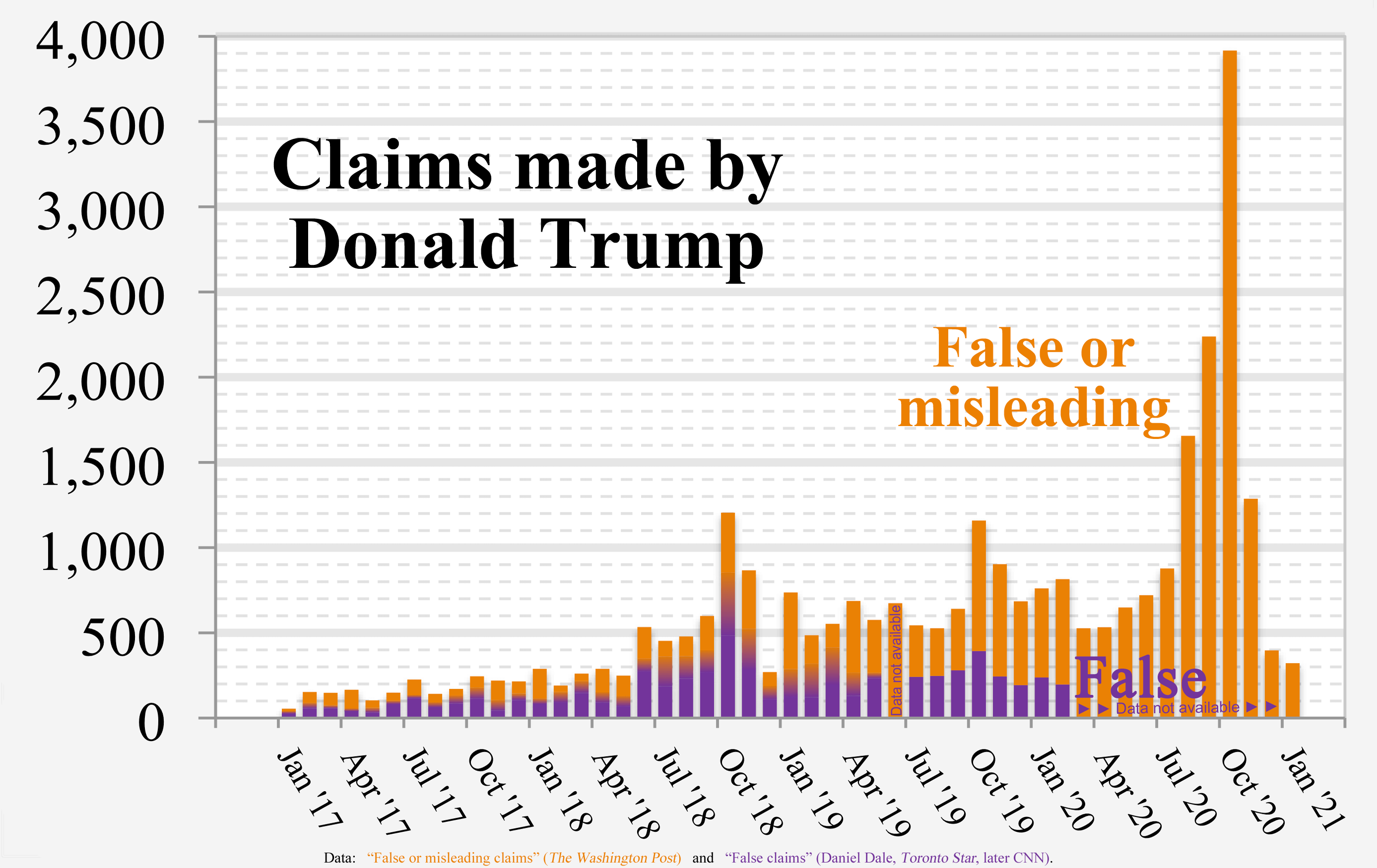
Os verificadores de fatos do The Washington Post, do Toronto Star e da CNN compilaram dados sobre "alegações falsas ou enganosas" (fundo laranja) e "alegações falsas" (primeiro plano em roxo), respectivamente.

Como candidato e como presidente, Trump fez frequentemente declarações falsas em comentários públicos numa medida sem precedentes na política americana, que são uma parte distintiva da sua identidade política e foram descritas como sendo uma forma de manipulação. As suas declarações falsas e enganosas foram documentadas por verificadores de fatos, incluindo o The Washington Post, que registou 30 573 declarações falsas ou enganosas feitas por ele durante a sua primeira presidência, aumentando em frequência ao longo do tempo.
Algumas das falsidades de Trump foram inconsequentes, como a sua afirmação repetida de que houve “a maior multidão da história em sua posse”. Outras tiveram efeitos de maior alcance, como a sua promoção de medicamentos antimaláricos como um tratamento não comprovado para a COVID-19, causando uma escassez destes remédios nos EUA e corridas às compras na África e no Sul da Ásia. Outras informações erradas, como a atribuição do aumento da criminalidade na Inglaterra e no País de Gales à “propagação do terror islâmico radical”, serviram os seus propósitos políticos internos. Os seus ataques aos votos por correspondência e a outras práticas eleitorais enfraqueceram a fé pública na integridade das eleições presidenciais de 2020, enquanto a sua desinformação sobre a COVID-19 atrasou e enfraqueceu a resposta nacional à pandemia. Trump habitualmente não pede desculpas pelas suas falsidades. Até 2018, os meios de comunicação raramente se referiam às falsidades de Trump como mentiras, inclusive quando ele repetia declarações demonstravelmente falsas.

### Redes sociais
A presença de Trump nas mídias sociais atraiu atenção mundial depois que ele entrou no Twitter em 2009. Ele tuitou com frequência durante sua campanha presidencial de 2016 e como presidente até que a rede social o baniu após o ataque ao Capitólio. Ele costumava usar o Twitter para se comunicar diretamente com o público e marginalizar a imprensa. Em junho de 2017, o secretário de imprensa da Casa Branca disse que seus tuítes eram declarações presidenciais oficiais.
Após anos de críticas por permitir que Trump publicasse informações erradas e falsidades, o Twitter começou a marcar alguns dos seus tuítes com verificações de fatos em maio de 2020. Em resposta, ele tuitou que as plataformas de redes sociais “silenciam totalmente” os conservadores e que ele iria “regulamentá-las fortemente ou fechá-las”. Nos dias que se seguiram à invasão do Capitólio, ele foi banido do Facebook, Instagram, Twitter e outras plataformas. A perda da sua presença nas redes sociais diminuiu a sua capacidade de moldar os acontecimentos e provocou uma diminuição drástica no volume de desinformação partilhada no Twitter. Em fevereiro de 2022, ele lançou a plataforma de mídia social Truth Social, onde atraiu apenas uma fração de seus seguidores no Twitter. Elon Musk, após adquirir o Twitter, restabeleceu sua conta em novembro de 2022. A proibição de dois anos da Meta Platforms expirou em janeiro de 2023, permitindo-lhe retornar ao Facebook e ao Instagram, embora em 2024 ele continuasse a chamar a empresa de "inimiga do povo".

### Relação com a imprensa

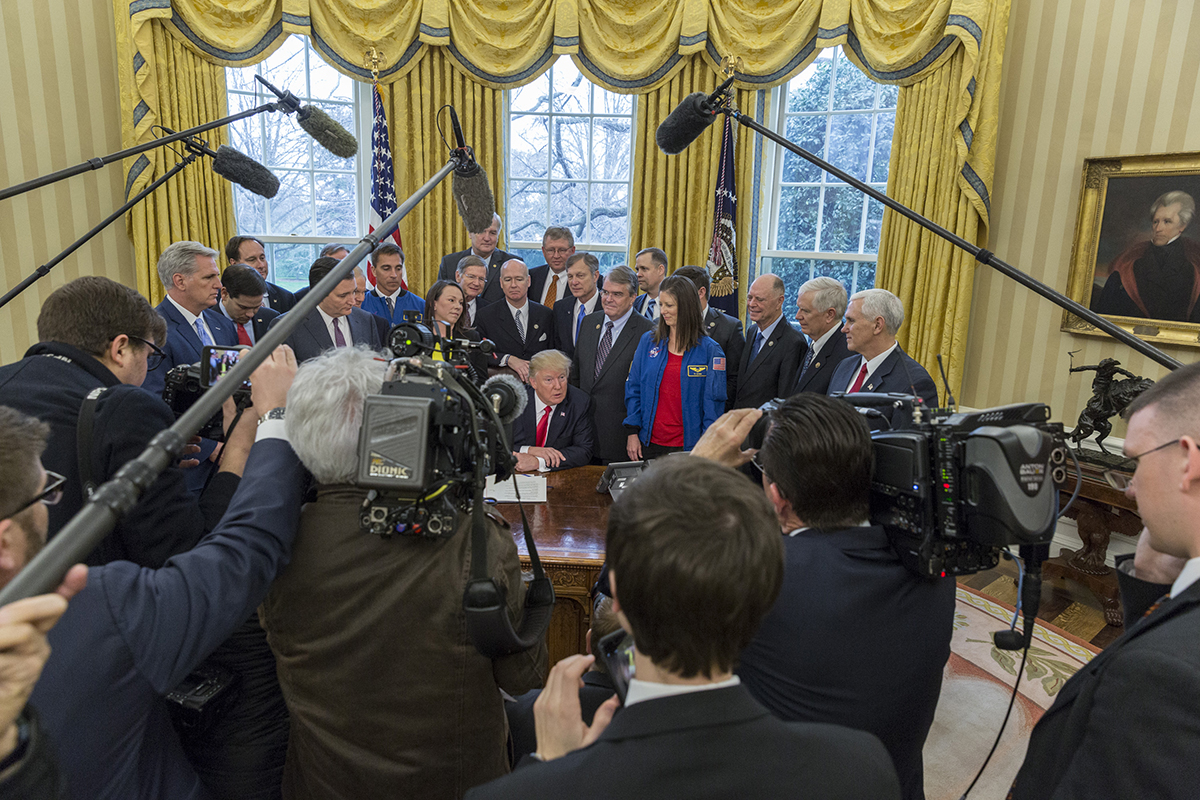
Trump falando com a imprensa, março de 2017

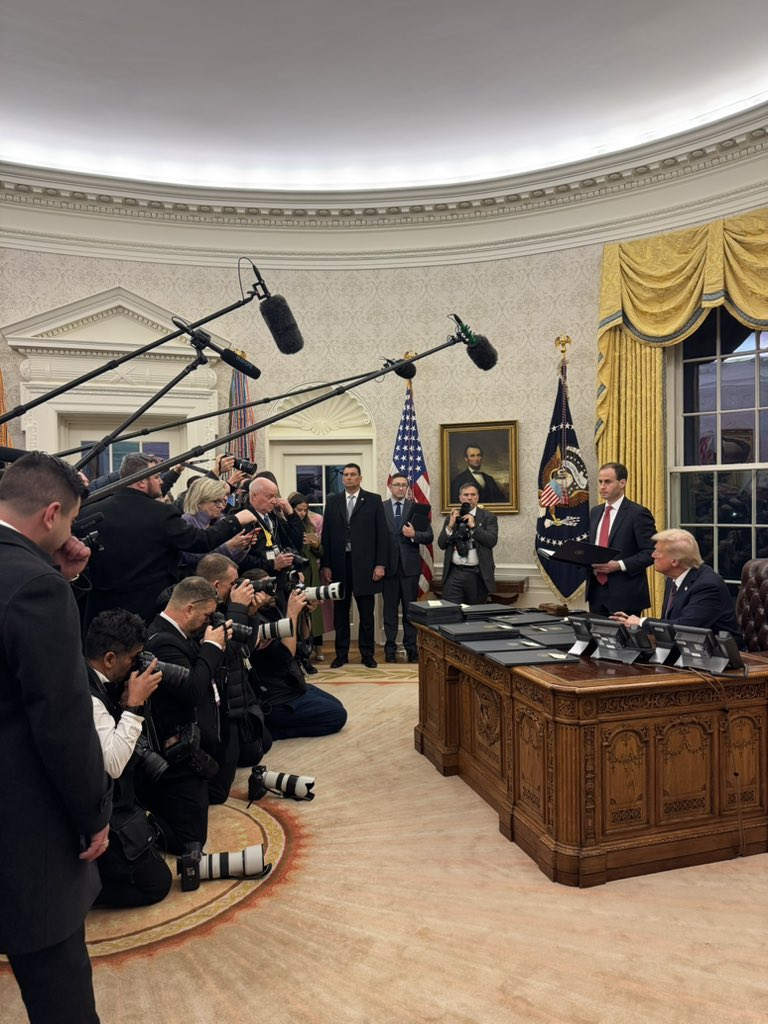
Trump aguarda ansiosamente a imprensa enquanto assina ordens executivas em janeiro de 2025

Trump procurou a atenção da imprensa ao longo de sua carreira, mantendo uma relação de "amor e ódio". Na campanha presidencial de 2016, ele se beneficiou de uma quantidade recorde de cobertura midiática gratuita. A escritora do New York Times, Amy Chozick, afirmou em 2018 que o seu domínio na comunicação social cativou o público e criou uma "TV imperdível". Como candidato e como presidente, Trump acusou frequentemente a imprensa de parcialidade, chamando-a de “mídia de notícias falsas” e “inimiga do povo”. Em 2018, a jornalista Lesley Stahl disse que ele lhe disse em privado que desacreditava a imprensa intencionalmente porque "quando você escreve histórias negativas sobre mim, ninguém vai acreditar em você".
A Casa Branca de Trump reduziu as coletivas de imprensa formais de cerca de uma centena em 2017 para cerca de metade em 2018 e para duas em 2019; também revogou os passes de imprensa de dois repórteres da Casa Branca, que foram restituídos pelos tribunais. Trump também utilizou o sistema legal para intimidar a imprensa. A campanha de Trump processou o The New York Times, o The Washington Post e a CNN por difamação em artigos de opinião sobre a interferência russa nas eleições. Todos os processos foram indeferidos. Em 2024, ele expressou repetidamente apoio à proibição da dissidência e da crítica política e que as empresas de comunicação social deveriam ser processadas por traição por exibirem "más histórias" sobre ele e possivelmente perder as suas licenças de transmissão se se recusassem a nomear fontes confidenciais. Em 2024, Trump processou a ABC News por difamação depois que George Stephanopoulos disse no ar que um júri o considerou civilmente responsável por estuprar E. Jean Carroll. O caso foi resolvido em dezembro com a empresa controladora da ABC, Walt Disney, concordando em doar 15 milhões de dólares para a futura biblioteca presidencial de Trump.

## Vida pessoal

### Família

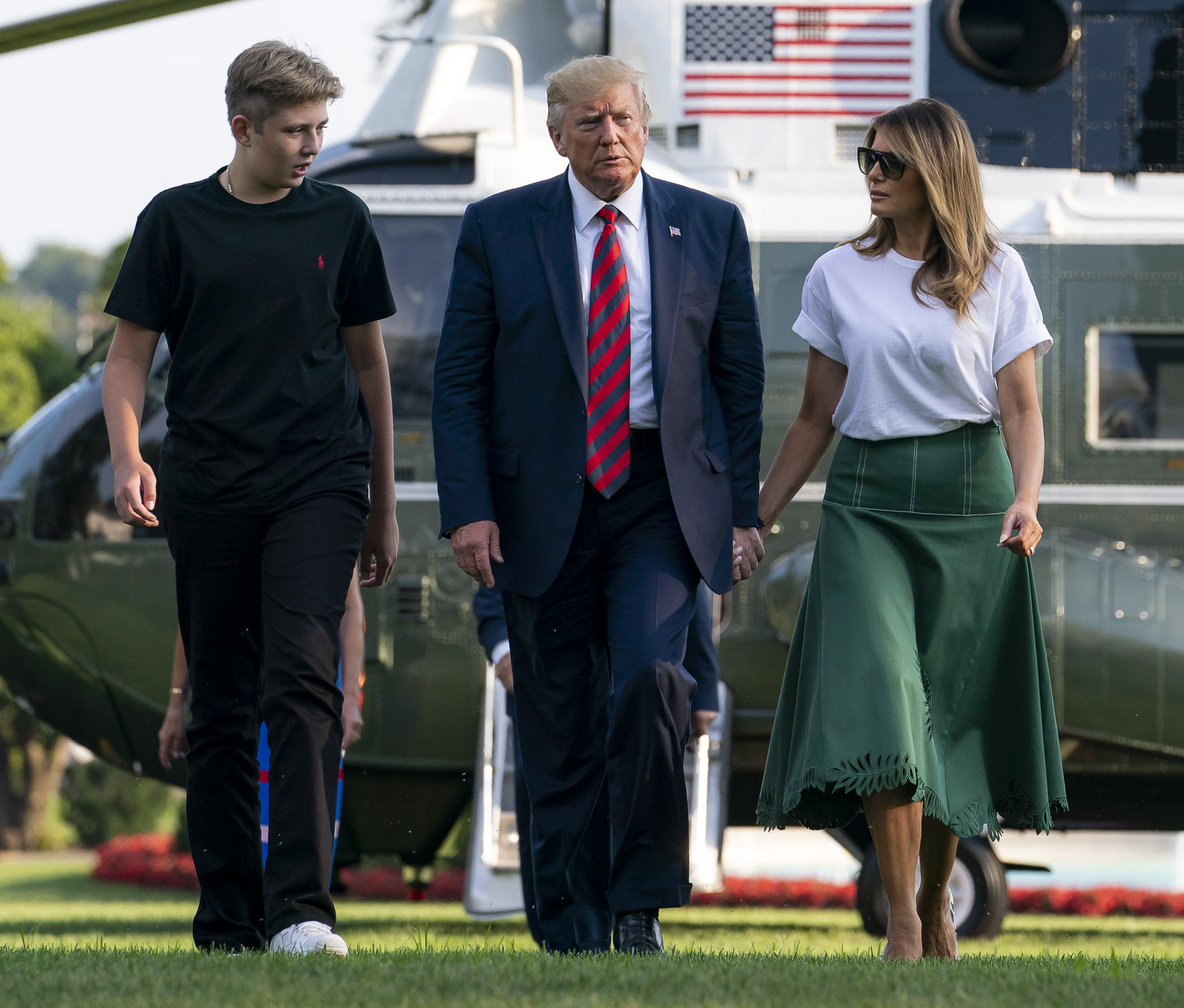
Donald Trump ao lado de Barron Trump (esquerda) e Melania Trump (direita)

Em 1977, Trump casou-se com a modelo tcheca Ivana Zelníčková. Eles tiveram três filhos: Donald Jr. (nascido em 1977), Ivanka (nascida em 1981) e Eric (nascido em 1984). O casal se divorciou em 1990, após seu caso com a modelo e atriz Marla Maples. Ele e Maples se casaram em 1993 e se divorciaram em 1999. Eles têm uma filha, Tiffany (nascida em 1993), que Maples criou na Califórnia. Em 2005, ele se casou com a modelo eslovena Melania Knauss. Eles têm um filho, Barron (nascido em 2006).

### Saúde
Trump diz que nunca bebeu álcool, fumou cigarros ou usou drogas. Ele dorme cerca de quatro ou cinco horas por noite. Trump chamou o golfe de sua "principal forma de exercício", mas normalmente não caminha pelo campo. Ele considera o exercício físico um desperdício de energia porque acredita que o corpo é "como uma bateria, com uma quantidade finita de energia", que se esgota com o exercício.  Em 2015, sua campanha divulgou uma carta de seu médico pessoal de longa data, Harold Bornstein, afirmando que ele seria "o indivíduo mais saudável já eleito para a presidência". Em 2018, Bornstein disse que Trump ditou o conteúdo da carta e que três agentes de Trump apreenderam seus registros médicos em uma operação no escritório de Bornstein em fevereiro de 2017.

### Religião
Trump declarou que era presbiteriano e protestante em 2016, embora em 2020 tenha começado a identificar-se como um cristão não denominacional. Ele frequenta a igreja aos domingos. Trump afirmou que tem excelentes relações com ministros cristãos. Em 2024, ele começou a vender edições especiais da versão do Rei Jaime da Bíblia que continham cópias dos documentos fundadores dos Estados Unidos, conhecidos como a Bíblia God Bless the USA. O próprio Trump tem uma coleção pessoal de Bíblias.

## Avaliações

### Imagem pública

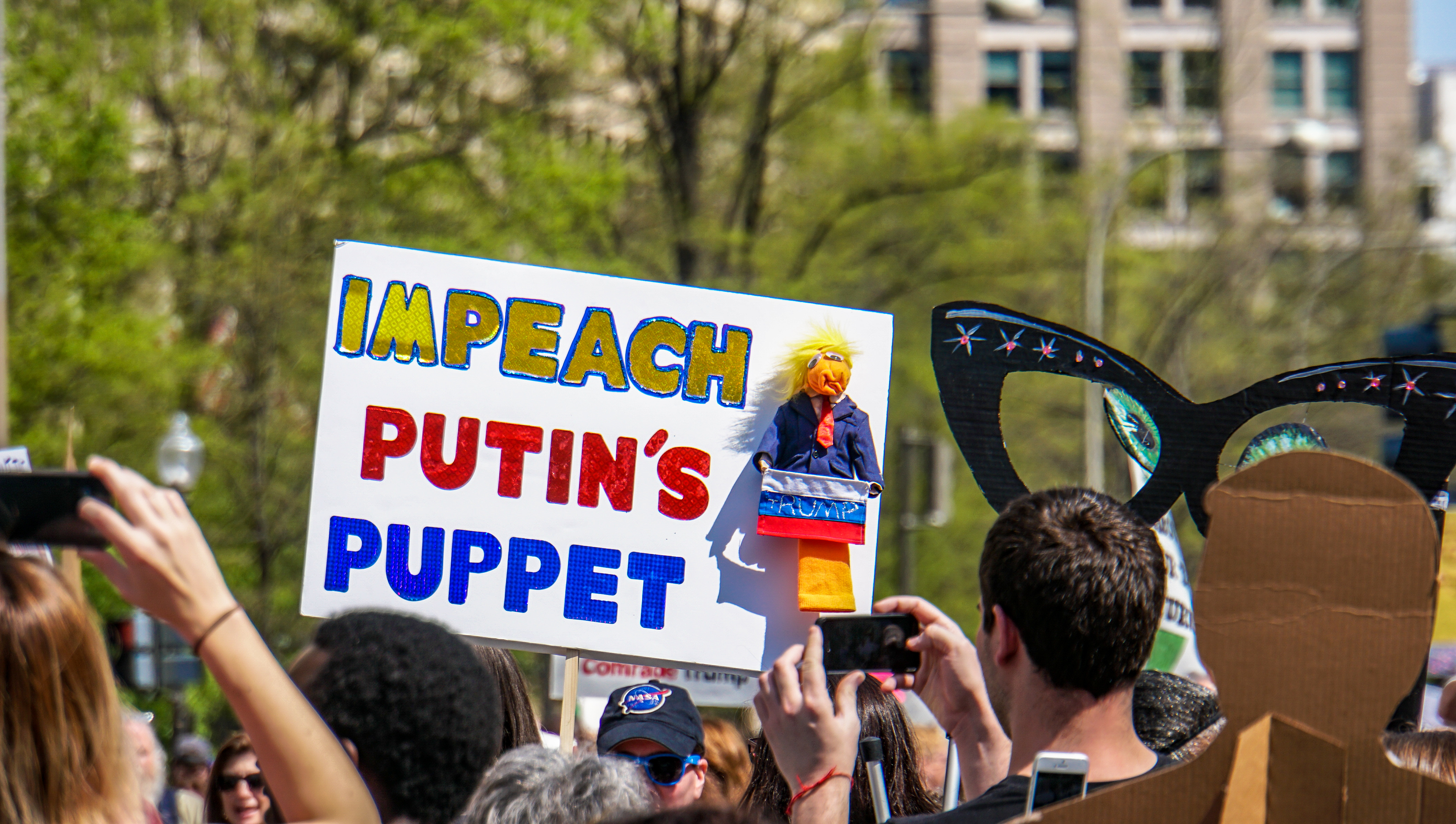
Protesto contra Donald Trump em Washington, DC em 2017

Uma sondagem da Gallup em 134 países, comparando os índices de aprovação da liderança dos EUA entre 2016 e 2017, concluiu que Trump liderou Obama na aprovação do cargo em 29 países, a maioria deles não democráticos; a aprovação da liderança dos EUA caiu a pique entre os aliados e os países do G7. Em meados de 2020, 16 por cento dos entrevistados internacionais numa sondagem da Pew Research realizada em 13 países expressaram confiança nele, menos do que Xi Jinping, da China, e Vladimir Putin, da Rússia.
Durante a sua primeira presidência, uma investigação de 2020 concluiu que Trump teve um impacto mais forte nas avaliações populares em relação aos partidos políticos americanos e nas opiniões partidárias do que qualquer presidente desde a administração Truman. Em 2021, Trump foi identificado como o único presidente a nunca atingir os 50 por cento de aprovação na pesquisa Gallup, que data de 1938, em parte devido a uma lacuna partidária recorde em seus índices de aprovação: 88 por cento entre os republicanos e 7 por cento entre os democratas. Suas primeiras avaliações foram excepcionalmente estáveis, variando entre 35 e 49 por cento. Terminou o mandato com uma classificação entre 29 e 34 por cento — o mais baixo de qualquer presidente desde o início das pesquisas eleitorais modernas — e uma média recorde de 41 por cento ao longo de sua presidência.
Na pesquisa anual da Gallup que pede aos americanos para nomearem o homem que mais admiram, ele ficou em segundo lugar, atrás de Obama em 2017 e 2018, empatou com Obama em primeiro lugar em 2019 e ficou em primeiro lugar em 2020. Desde que Gallup começou a realizar a pesquisa em 1946, ele foi o primeiro presidente eleito a não ser nomeado o mais admirado em seu primeiro ano de mandato.

### Classificações acadêmicas
Na pesquisa "Presidential Historians Survey 2021" da C-SPAN, historiadores classificaram Trump como o quarto pior presidente. Ele obteve a classificação mais baixa nas categorias de características de liderança para autoridade moral e habilidades administrativas. A pesquisa de 2022 do Siena College Research Institute o classificou em 43º lugar entre 45 presidentes. Ele foi classificado perto do fim em todas as categorias, exceto em sorte, disposição para correr riscos e liderança partidária, e ficou em último lugar em várias categorias. Em 2018 e 2024, pesquisas com membros da Associação Americana de Ciência Política o classificaram como o pior presidente da história do país.

#### Livros
- Blair, Gwenda (2015) [2001]. The Trumps: Three Generations That Built an Empire. Nova Iorque: Simon & Schuster. ISBN 978-1-5011-3936-9
- Boczko, Tony (2016). Managing Your Money: A Practical Guide to Personal Finance. Londres: Macmillan Education UK. ISBN 9781137471871
- Buettner, Russ; Craig, Susanne (2024). Lucky Loser: How Donald Trump Squandered His Father's Fortune And Created The Illusion of Success. Londres: Penguin Press. ISBN 978-0-593-29864-0
- D'Antonio, Michael (2015). Never enough: Donald Trump and the pursuit of success. Nova Iorque: Thomas Dunne Books, St. Martin's Press. ISBN 978-1-250-04238-5
- Haberman, Maggie (2022). Confidence Man: The Making of Donald Trump and the Breaking of America. Londres: Penguin Press. ISBN 978-0-593-29734-6
- Harvey, Michael (2022). «Introduction: History's Rhymes». In:  Harvey, Michael. Donald Trump in Historical Perspective. Abingdon-on-Thames: Routledge. ISBN 978-1-003-11036-1. doi:10.4324/9781003110361-1
- Hassan, Steven (2019). The Cult of Trump. Nova Iorque: Simon & Schuster. ISBN 978-1-9821-2733-6
- Johnston, David Cay (2016). The Making of Donald Trump. Nova Iorque: Melville House Publishing. ISBN 978-1-61219-658-9
- Johnston, David Cay (2021). The Big Cheat: How Donald Trump Fleeced America And Enriched Himself And His Family. Nova Iorque: Simon & Schuster. ISBN 978-1-9821-7804-8
- Jon, Meacham (2016). Destiny and Power: The American Odyssey of George Herbert Walker Bush. Nova Iorque: Random House. ISBN 978-0-8129-7947-3
- Kakutani, Michiko (2018). «The Firehose of Falsehood: Propaganda and Fake News». The Death of Truth: Notes on Falsehood in the Age of Trump. Nova Iorque: Crown/Archetype. ISBN 9780525574842
- Kranish, Michael; Fisher, Marc (2017) [2016]. Trump Revealed: The Definitive Biography of the 45th President. Nova Iorque: Simon & Schuster. ISBN 978-1-5011-5652-6
- Mercieca, Jennifer R. (2020). Demagogue for President: The Rhetorical Genius of Donald Trump. College Station: Texas A&M University Press. ISBN 978-1-62349-906-8
- O'Brien, Timothy L. (2005). TrumpNation: The Art of Being The Donald. Nova Iorque: Warner Books. ISBN 978-0-446-57854-7
- O'Donnell, John R.; Rutherford, James (1991). Trumped!. Nova Iorque: Crossroad Press Trade Edition. ISBN 978-1-946025-26-5
- Russell, Deborah; Baucher, Terry (2017). «What does a good tax system look like?». Tax and Fairness. Wellington: Bridget Williams Books. ISBN 9780947518608

#### Periódicos
- Adams, Kenneth Alan (2021). «The Trump Death Cult». Journal of Psychohistory. 48 (4): 256–276. ISSN 0145-3378. Consultado em 6 de novembro de 2024
- Berman, Sheri (Maio de 2021). «The Causes of Populism in the West». Annual Review of Political Science. 24: 71–88. ISSN 1094-2939. doi:10.1146/annurev-polisci-041719-102503
- Campani, Giovanna;  et al. (2022). «The Rise of Donald Trump Right-Wing Populism in the United States: Middle American Radicalism and Anti-Immigration Discourse». Societies. 12 (6): 154. doi:10.3390/soc12060154
- Castañeda, Ernesto; Jenks, Daniel (2023).  Costa, Bruno Ferreira; Parton, Nigel, eds. «January 6th and De-Democratization in the United States». MDPI. Social Sciences. 12 (4): 238–253. ISSN 2076-0760. doi:10.3390/socsci12040238
- Diamond, Michael J. (2023). «Perverted Containment: Trumpism, Cult Creation, and the Rise of Destructive American Populism». Psychoanalytic Inquiry. 43 (2): 96–109. doi:10.1080/07351690.2023.2163147
- Edwards, Jason A. (2018). «Make America Great Again: Donald Trump and Redefining the U.S. Role in the World». Communication Quarterly. 66 (2): 176. doi:10.1080/01463373.2018.1438485
- Franks, Andrew S.; Hesami, Farhang (2021). «Seeking Evidence of The MAGA Cult and Trump Derangement Syndrome: An Examination of (A)symmetric Political Bias». Societies. 11 (3). 113 páginas. doi:10.3390/soc11030113
- Holshue, Michelle L.;  et al. (2020). «First Case of 2019 Novel Coronavirus in the United States». The New England Journal of Medicine. 382 (10): 929–936. PMC 7092802. PMID 32004427. doi:10.1056/NEJMoa2001191
- Jacobson, Gary C. (2020). «Donald Trump and the Parties: Impeachment, Pandemic, Protest, and Electoral Politics in 2020». Presidential Studies Quarterly. 50 (4): 762–795. ISSN 0360-4918. doi:10.1111/psq.12682
- Kaufman, Robert R.; Haggard, Stephan (2019). «Democratic Decline in the United States: What Can We Learn from Middle-Income Backsliding?». Perspectives on Politics. 17 (2): 417–432. doi:10.1017/S1537592718003377
- Johnson, Kevin R. (2017a). «Immigration and civil rights in the Trump administration: Law and policy making by executive order». Santa Clara Law Review. 57 (3): 611–665
- ——————; Cuison-Villazor, Rose (2019). «The Trump Administration and the War on Immigration Diversity». Wake Forest Law Review. 54 (2): 575–616
- McGurk, Brett (2020). «The Cost of an Incoherent Foreign Policy: Trump's Iran Imbroglio Undermines U.S. Priorities Everywhere Else». Foreign Affairs
- Lajevardi, Nazita; Oskooii, Kassra A. R. (2018). «Old-Fashioned Racism, Contemporary Islamophobia, and the Isolation of Muslim Americans in the Age of Trump». Journal of Race, Ethnicity, and Politics. 3 (1): 112–152. doi:10.1017/rep.2017.37
- Nacos, Brigitte L.; Shapiro, Robert Y.; Bloch-Elkon, Yaeli (2020). «Donald Trump: Aggressive Rhetoric and Political Violence». Perspectives on Terrorism. 14 (5): 2–25. ISSN 2334-3745. JSTOR 26940036. Consultado em 20 de janeiro de 2025
- Parker, Christopher Sebastian;  et al. (2019). «Race and Authoritarianism in American Politics». Annual Review of Political Science. 22: 503–519. ISSN 1094-2939. doi:10.1146/annurev-polisci-050317-064519
- Perry, Samuel L.;  et al. (2021). «The Devil That You Know: Christian Nationalism and Intent to Change One's Voting Behavior For or Against Trump in 2020». Politics and Religion. 15 (2): 229–246. doi:10.1017/S175504832100002X. hdl:11244/334967
- Piazza, James; Van Doren, Natalia (2022). «It's About Hate: Approval of Donald Trump, Racism, Xenophobia and Support for Political Violence». American Politics Research. 51 (3): 299–314. ISSN 1532-673X. doi:10.1177/1532673X221131561. Consultado em 20 de janeiro de 2025
- Pion-Berlin, David; Bruneau, Thomas; Goetze, Richard B. Jr. (2022). «The Trump self-coup attempt: comparisons and civil–military relations». Government and Opposition. FirstView (4): 789–806. doi:10.1017/gov.2022.13
- Reyes, Antonio (2020). «I, Trump The cult of personality, anti-intellectualism and the Post-Truth era». Journal of Language and Politics. 19 (6): 869–892. ISSN 1569-2159. doi:10.1075/jlp.20002.rey
- Rothe, Dawn L.; Collins, Victoria E. (2019). «Turning Back the Clock? Violence against Women and the Trump Administration». Victims & Offenders. 14 (8): 965–978. doi:10.1080/15564886.2019.1671284
- Ross, Bertrall L. (2024). «Polarization, Populism, and the Crisis of American Democracy». 20: 293–308. ISSN 1550-3631. doi:10.1146/annurev-lawsocsci-041922-035113. Consultado em 20 de dezembro de 2024
- Sichel, Daniel E. (1995). «What's in Store? The Gop Contract for Tax Cuts and a Balanced Budget». The Brookings Review. 13 (2). ISSN 0745-1253. doi:10.2307/20080552
- Stephens-Dougan, LaFluer (2021). «The Persistence of Racial Cues and Appeals in American Elections». Annual Review of Political Science. 24: 301–320. ISSN 1094-2939. doi:10.1146/annurev-polisci-082619-015522
- Sundahl, Anne-Mette Holmgård (2022). «Personality Cult or a Mere Matter of Popularity?». International Journal of Politics, Culture, and Society. 36 (4): 431–458. PMC 9066393. PMID 35528318. doi:10.1007/s10767-022-09423-0
- Urbinati, Nadia (2019). «Political Theory of Populism». Annual Review of Political Science. 22: 111–127. ISSN 1094-2939. doi:10.1146/annurev-polisci-050317-070753